# MetroArte
La Corporación Cultural MetroArte es una fundación establecida por Metro S.A. en 1992 para la realización de actividades y obras de carácter artístico o cultural dentro de las estaciones del Metro de Santiago, en Chile.

## Historia

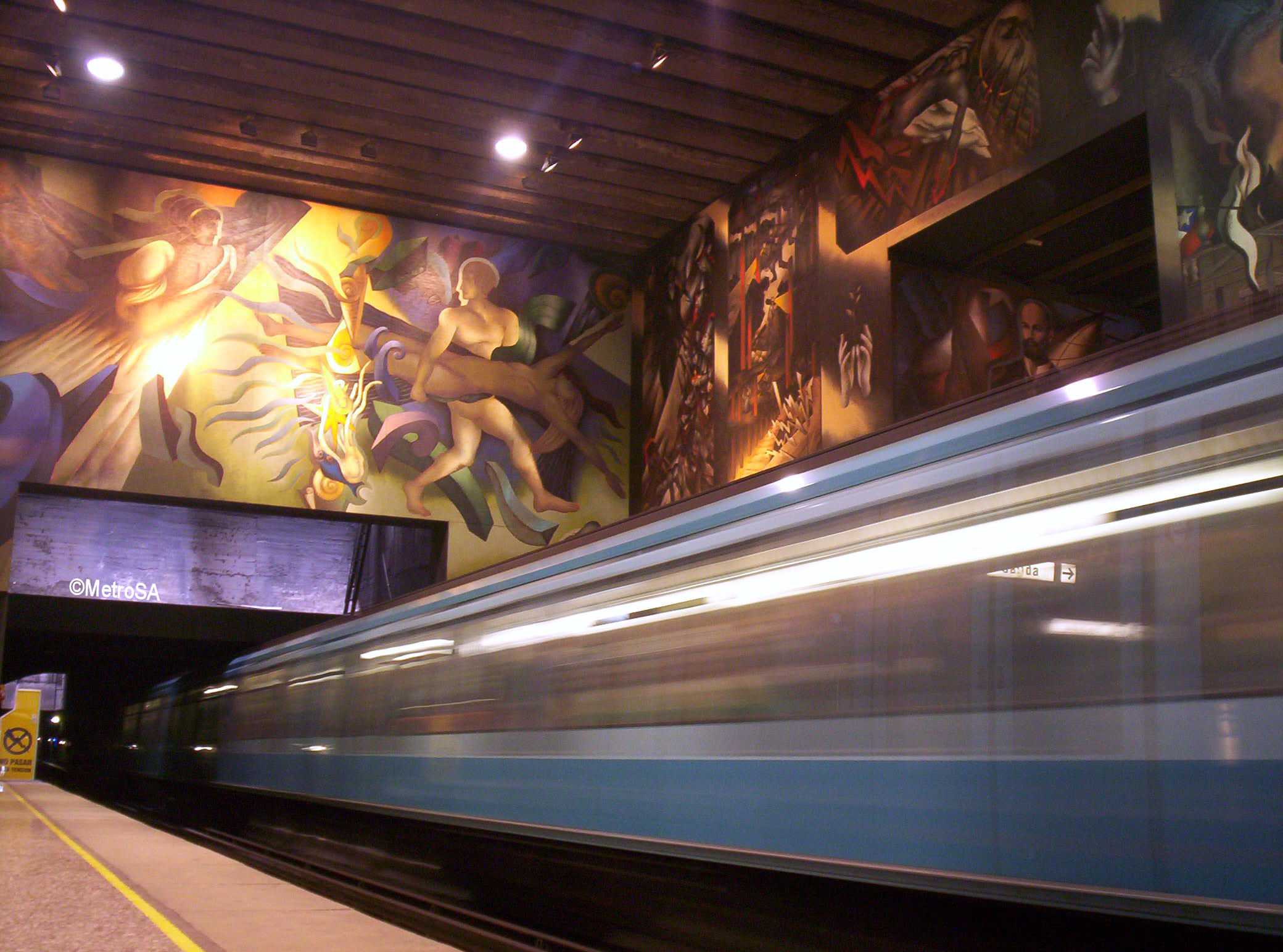
Vista de «Memoria visual de una nación», en estación Universidad de Chile. Este mural, uno de mayor envergadura, es una de las obras emblemáticas de MetroArte.

Fue creada en 1992 por el Departamento de Asuntos Corporativos de la empresa estatal. Dentro de las diversas actividades que organiza MetroArte se encuentran el concurso literario Santiago en 100 palabras, realizado anualmente desde 2001 y que en sus últimas ediciones ha contado con la participación de entre 30 y 50 mil cuentos.
Dentro de las principales realizaciones está el Proyecto MetroArte, que consiste en  la instalación de obras artísticas en las estaciones del Metro, con el apoyo de empresas privadas, corporaciones y el Estado, permitiendo acogerse a la Ley de Donaciones Culturales. 25 obras están instaladas actualmente en el Metro de Santiago, siendo el mural Interior urbano el primero en ser instalado en la estación Universidad de Chile durante 1993.
Asimismo, la Fundación administra el Centro Cultural Pablo Neruda localizado en la estación Quinta Normal, la Multisala Cultural en Baquedano y la galería de arte abierto en Puente Cal y Canto.

## Obras artísticas en estaciones
| Título                                                                                | Autor | Estación                  | Año       |
| ------------------------------------------------------------------------------------- | --- | ------------------------- | --------- |
| Interior urbano                                                                       | Hernán Miranda | Universidad de Chile      | 1993      |
| Geometría andina                                                                      | Ramón Vergara | Los Leones                | 1993      |
| Constelación II                                                                       | Pablo McClure | Los Héroes                | 1994      |
| Azulejos para Santiago                                                                | Rogério Ribeiro | Santa Lucía               | 1996      |
| Memoria visual de una nación (Parte I)                                                | Mario Toral | Universidad de Chile      | 1996      |
| El sitio de las cosas                                                                 | Pablo Rivera | Parque Bustamante         | 1997      |
| Vía Láctea                                                                            | Francisco Smythe | Baquedano                 | 1998      |
| La república de los niños                                                             | Varios artistas | República                 | 1998      |
| Declaración de amor                                                                   | Samy Benmayor | Baquedano                 | 1998      |
| Ojo en azul                                                                           | Hernán Miranda | Baquedano                 | 1998      |
| El cielo                                                                              | Juan Santiago Tapia | Pedro de Valdivia         | 1999      |
| La ciudad                                                                             | Enrique Zamudio | Pedro de Valdivia         | 1999      |
| El viaje                                                                              | Osvaldo Peña | Universidad Católica      | 1999      |
| El puente                                                                             | Osvaldo Peña | Baquedano                 | 1999-2018 |
| El puente                                                                             | Osvaldo Peña | Santa Ana                 | 2018      |
| La bajada                                                                             | Matías Pinto | Baquedano                 | 1999      |
| Memoria visual de una nación (Parte II)                                               | Mario Toral | Universidad de Chile      | 1999      |
| Arbolario I                                                                           | Eliana Simonetti | Bellas Artes              | 2004      |
| Esculturas del cosmos                                                                 | Livio Scamperle | Bellas Artes              | 2004      |
| La ciudad vista por los niños                                                         | Francisco Jaume y niños del Sename | Ciudad del Niño           | 2005      |
| Imágenes de barrio                                                                    | Rodolfo Opazo | El Golf                   | 2005      |
| Mural histórico de la Universidad de Santiago                                         | Alberto Ludwig | Universidad de Santiago   | 2005      |
| Chile hoy                                                                             | Guillermo Muñoz Vera | La Moneda                 | 2005      |
| Mural escultórico del cobre                                                           | Elisa Aguirre | Plaza de Armas            | 2006      |
| Verbo América                                                                         | Roberto Matta | Quinta Normal             | 2006      |
| Integración                                                                           | Jorge Artus y Niños del Taller de Arte de la Teletón | Ecuador                   | 2008      |
| Vida y trabajo                                                                        | Alejandro "Mono" González | Parque Bustamante         | 2008      |
| Frisos del Partenón                                                                   | Réplica | Grecia                    | 2009      |
| Los héroes de La Concepción                                                           | Manuel Espinosa Salas | Los Héroes                | 2009      |
| Mural por el bicentenario de Chile                                                    | Ágatha Ruiz de la Prada | Bellas Artes              | 2009-2018 |
| Hitos de la ingeniería en Chile                                                       | Roberto Geisse | Estación Central          | 2010      |
| Laureles al libertador                                                                | Guillermo Valdivia | Escuela Militar           | 2010      |
| Rostros del bicentenario                                                              | Guillermo Lorca García-Huidobro | Baquedano                 | 2010      |
| Semillas de la revolución                                                             | Nelson Rivas | Quinta Normal             | 2011      |
| Desde mi escuela                                                                      | Francisco Jaume e internas del Centro Penitenciario Femenino                                                                                                   | San Joaquín               | 2012      |
| Superando la violencia                                                                | Francisco Jaume y niños, adolescentes y adultos del Centro de Atención de Víctimas de Delitos Violentos de la Corporación de Asistencia Judicial Metropolitana | Santa Julia               | 2012      |
| Murales digitales                                                                     | Diseñadores gráficos de la Universidad de Chile | Escuela Militar           | 2013      |
| Vista de Estambul desde el mar de Mármara (visto desde Asia y Europa)                 | Fundación Iznik | Alcántara                 | 2013      |
| (((KO))) Ɛ>-<((aQua_esfera))>-<3                                                      | Yto Aranda | Quinta Normal             | 2017      |
| Flora y fauna de la provincia Cordillera                                              | Isidora López y 60 mosaiquistas | Elisa Correa              | 2014      |
| Vírgenes de Las Mercedes                                                              | Nicolás Chacón | Las Mercedes              | 2015      |
| Pajaritos                                                                             | Alumnas del Colegio El Alba | Monte Tabor               | 2015      |
| Me lo contó un chincolito                                                             | Valeria Merino | Universidad Católica      | 2016      |
| Las cuatro reinas de Chile                                                            | Ian Pierce | Parque O'Higgins          | 2016      |
| La Chimba, historia de mi pueblo                                                      | Jennifer Díaz | Dorsal                    | 2017      |
| Mi barrio, tierra de artistas                                                         | Lorena Benavides | San Pablo                 | 2017      |
| El sueño de volar                                                                     | José Yutronic | Cerrillos                 | 2017      |
| Relatos de un matarife                                                                | Rodrigo Estay | Franklin                  | 2017      |
| Vía Suecia                                                                            | Luciano Escanilla | Los Leones                | 2017      |
| Homenaje a Nino García                                                                | Natalia Ruminot | Lo Valledor               | 2017      |
| La infancia que debe ser                                                              | Jennifer Díaz | Bellas Artes              | 2018      |
| Ágora                                                                                 | Javier Godoy | Baquedano                 | 2018      |
| La Virgen con un becerro en brazos y Tres rostros rodeados de ramas                   | Inti Castro y Alejandro "Mono" González | Bellas Artes              | 2018      |
| Alma geométrica                                                                       | Jennifer Díaz | Alcántara                 | 2018      |
| Homenaje a Matilde Pérez                                                              | Pelagia Rodríguez | El Golf                   | 2018      |
| Valle hermoso                                                                         | Guillermo Valdivia | Lo Valledor               | 2018      |
| A puro corazón                                                                        | Ian Pierce | Lo Valledor               | 2019      |
| Mosaicos Las Mercedes                                                                 | Nicolás Chacón | Las Mercedes              | 2019      |
| Apelo a una ciudad humanizada y no a espacios donde deambulan muchedumbres solitarias | Escuela Básica Palestina y Escuela de la Discapacidad de La Reina                                                                                              | Fernando Castillo Velasco | 2019      |
| Valle nuestro                                                                         | Guillermo Valdivia | Lo Valledor               | 2019      |
| Los pasos de la vida por la tierra                                                    | Antonio Paillafil | Bío Bío                   | 2019      |
| La historia de un barrio es la historia de un pueblo                                  | Rodrigo Soto | Parque Almagro            | 2019      |
| Paisajes comunes                                                                      | Alejandro "Mono" González | Franklin                  | 2019      |
| Poblados de recorrido o cómo ingresé a las ciudades amuralladas zumbando              | Ciro Beltrán | Chile España              | 2021      |
| Vestigios: arqueología de la ciudad                                                   | Beatrice di Girolamo | San Alberto Hurtado       | 2021      |
| Somos diferentes, unidos en espíritu                                                  | Taller de Arte Inclusivo | Los Orientales            | 2021      |
| Serendipia                                                                            | Francisco Tapia | Hospitales                | 2021      |
| Pausa                                                                                 | Alme Yutronic | Hospital Sótero del Río   | 2021      |
| Jardín salvador                                                                       | Nelson Rivas | Salvador                  | 2022      |
| Multicultura en movimiento                                                            | Raúl Arriagada | Los Héroes                | 2022      |
| Una sola flor                                                                         | Jocelyn Aracena | Universidad Católica      | 2022      |
| 40 mil claveles y más, fuimos, somos y seremos                                        | Giova | Plaza de Armas            | 2022      |
| Levi's INMORTAL                                                                       | Ian Berry | Plaza Egaña               | 2022      |
| Rock del mundial                                                                      | Daslav Maslov | Estadio Nacional          | 2023      |
| Amparo y cobijo                                                                       | Valeria Merino | Hospital El Pino          | 2023      |
| Mural histórico de Los Jaivas                                                         | René Olivares | Puente Cal y Canto        | 2023      |
| Alas de amistad                                                                       | Shannon McEvoy | Universidad de Chile      | 2024      |
| Sueños tutelares                                                                      | Luis Contreras y jóvenes del Centro de Internación Provisoria de La Serena                                                                                     | La Cisterna               | 2024      |

### Galería

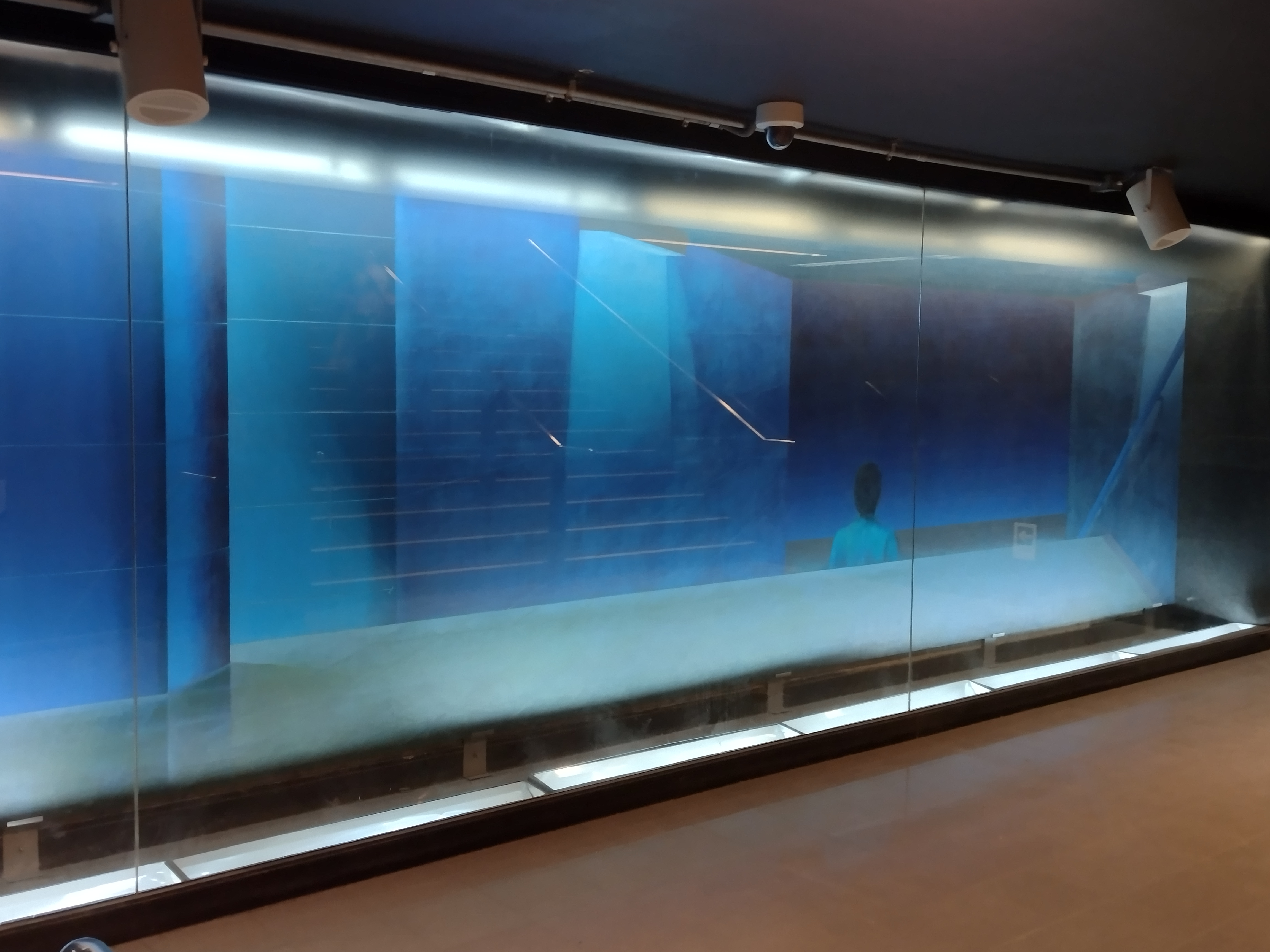
Interior urbano (1993)
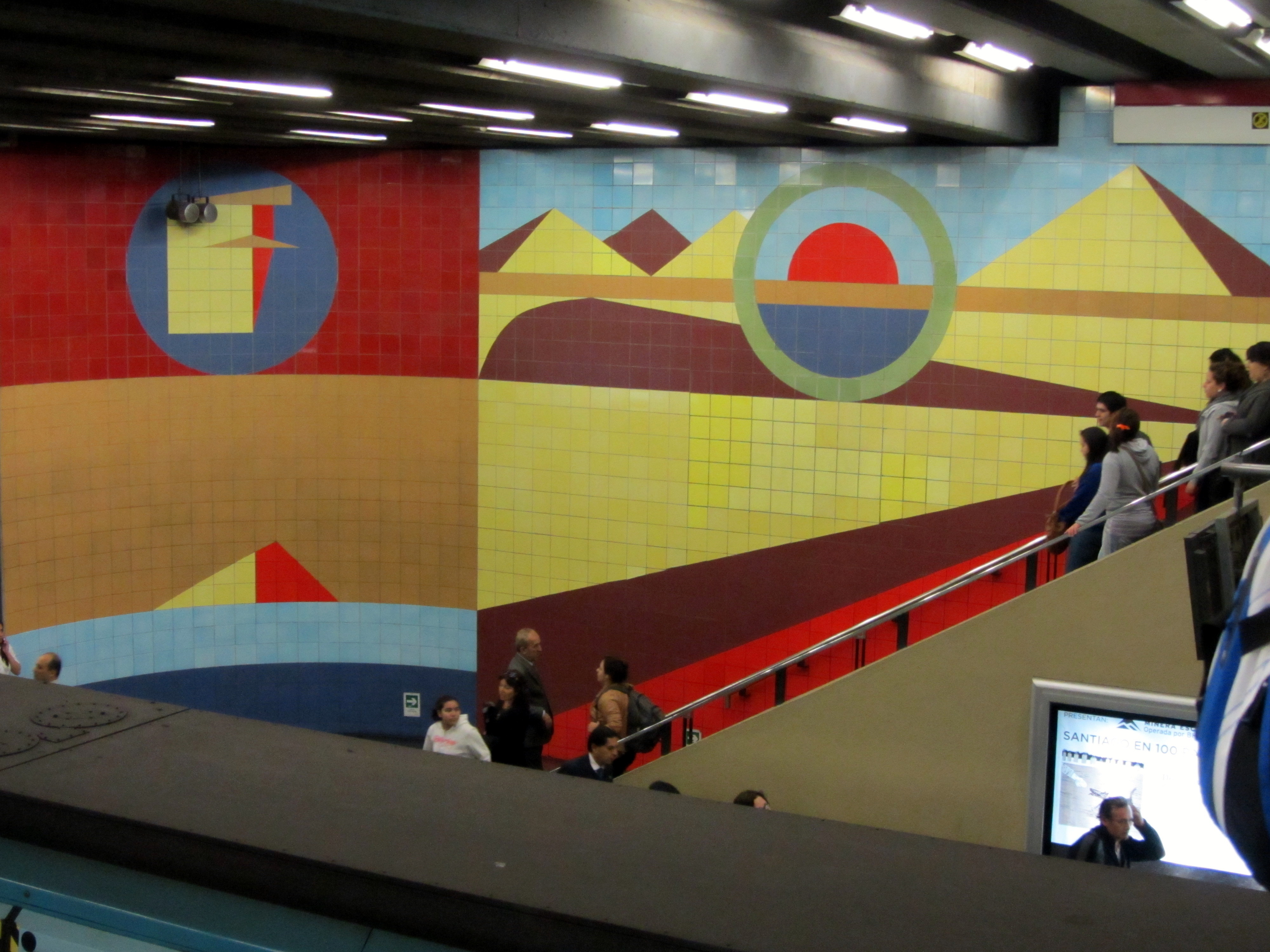
Geometría Andina (fragmento, 1993)
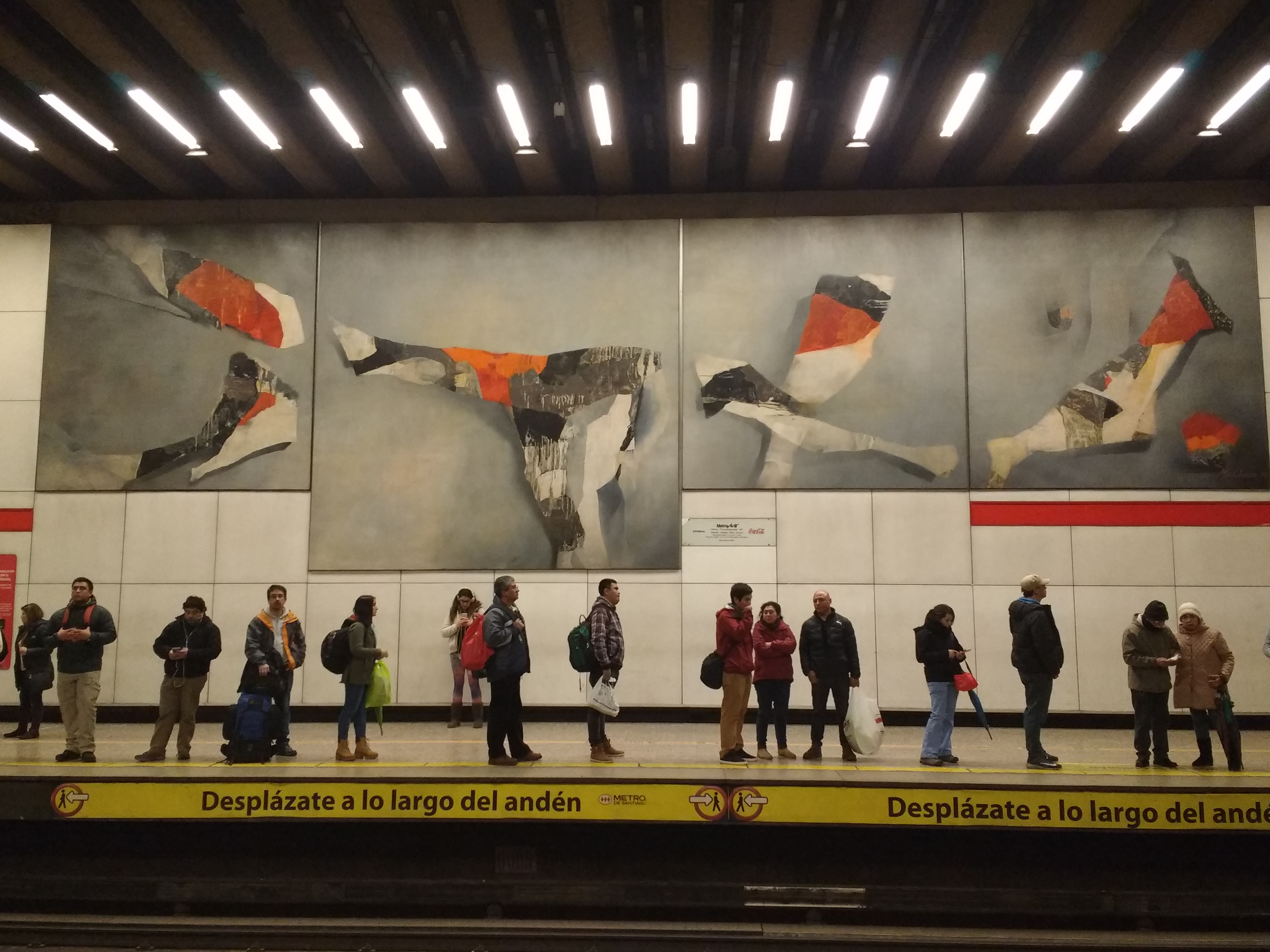
Constelación II (1994)
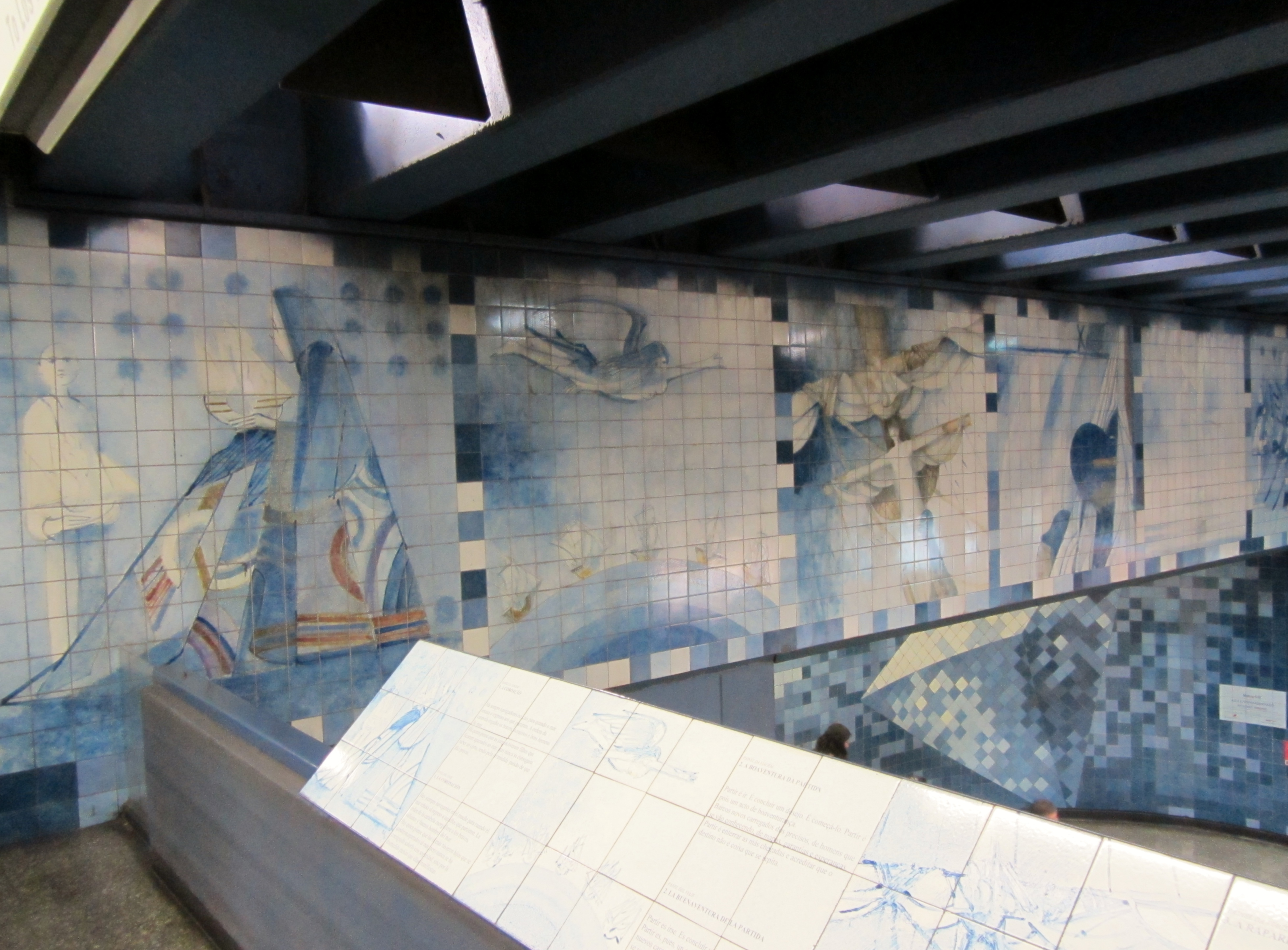
Azulejos para Santiago (fragmento, 1996)
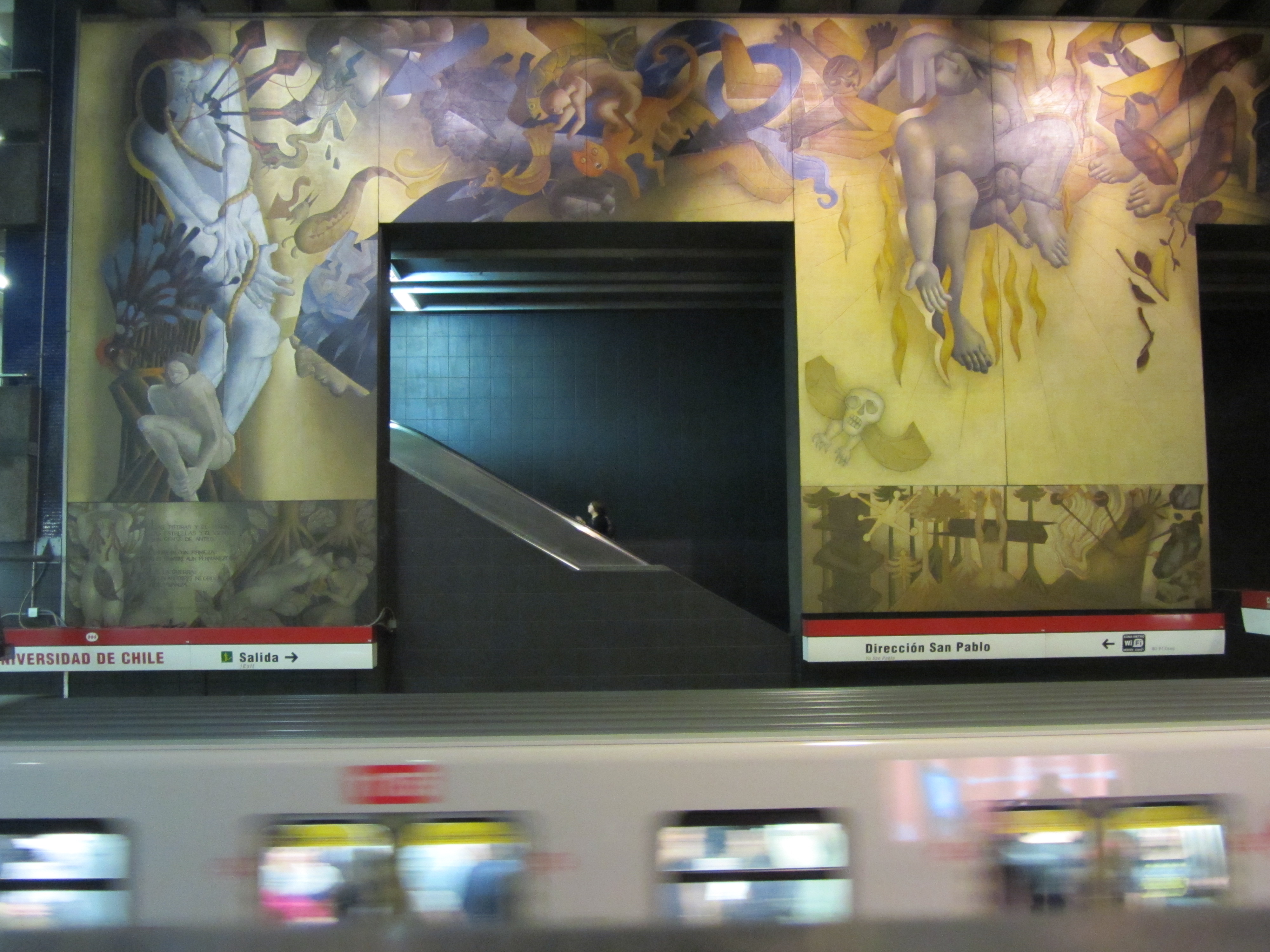
Antiguos Pobladores, Memoria Visual de una Nación Parte I (fragmento, 1996)
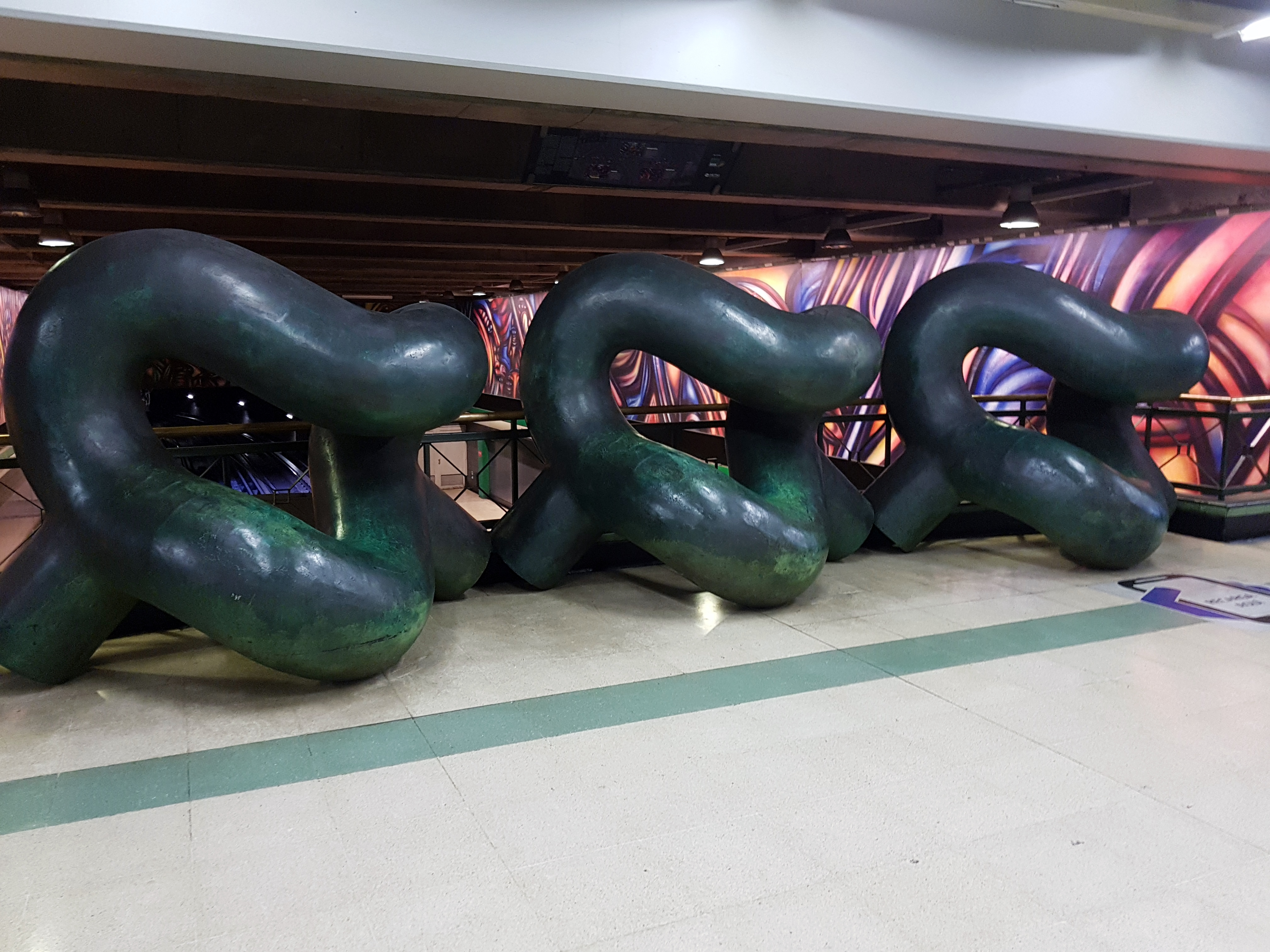
El Sitio de las Cosas (1997)
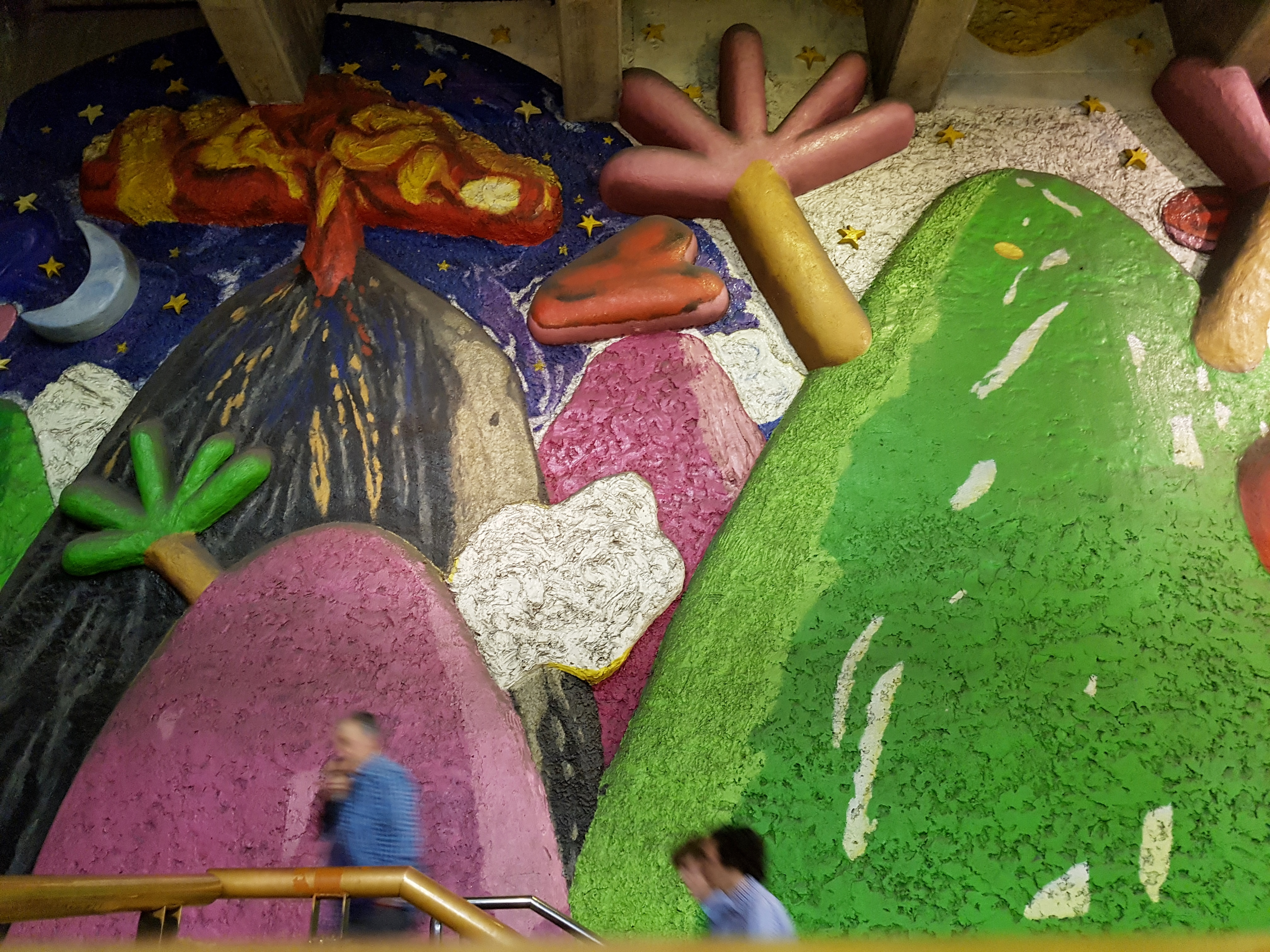
Vía Láctea (detalle, 1998)
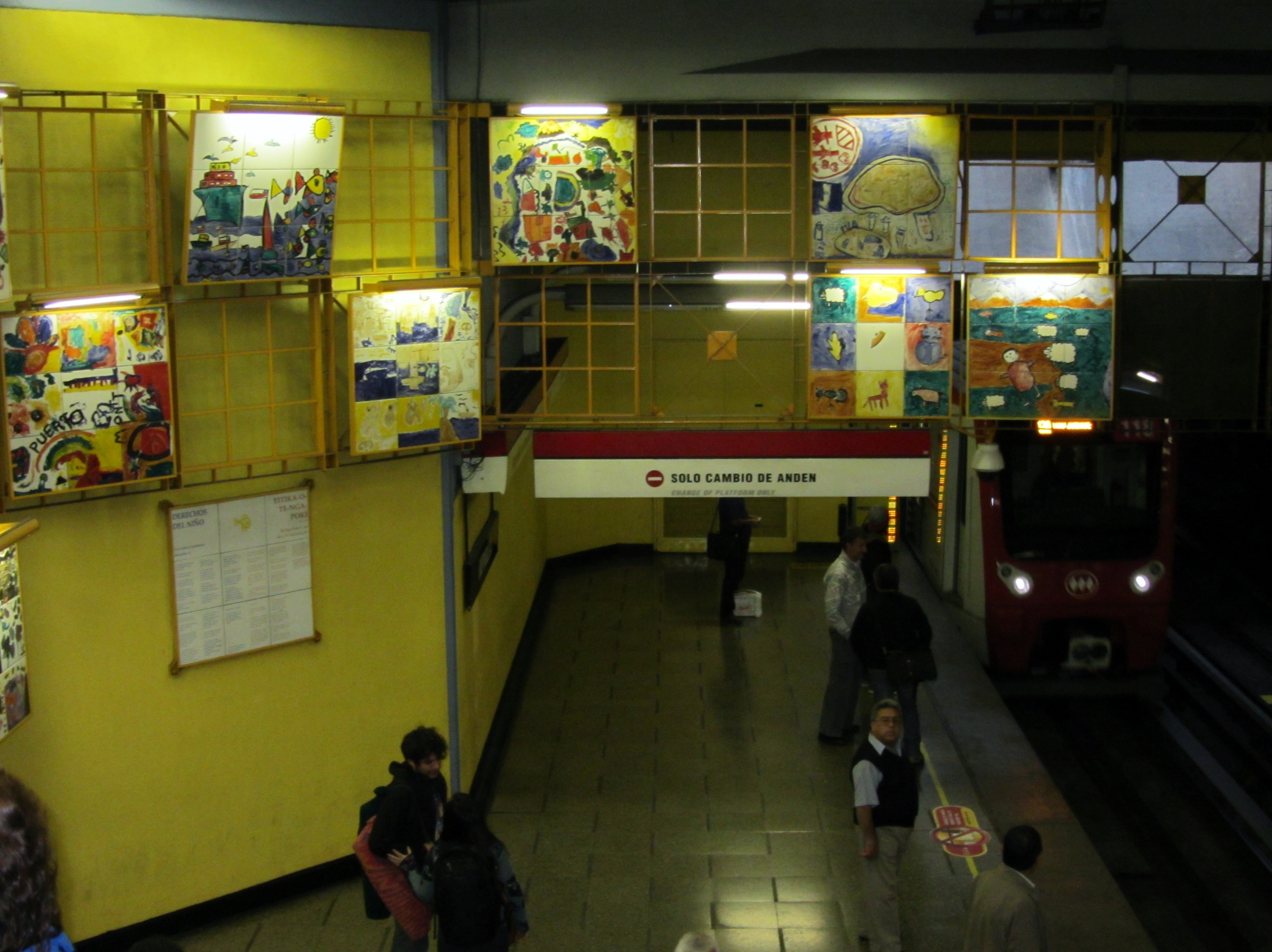
La República de los Niños (fragmento, 1998)
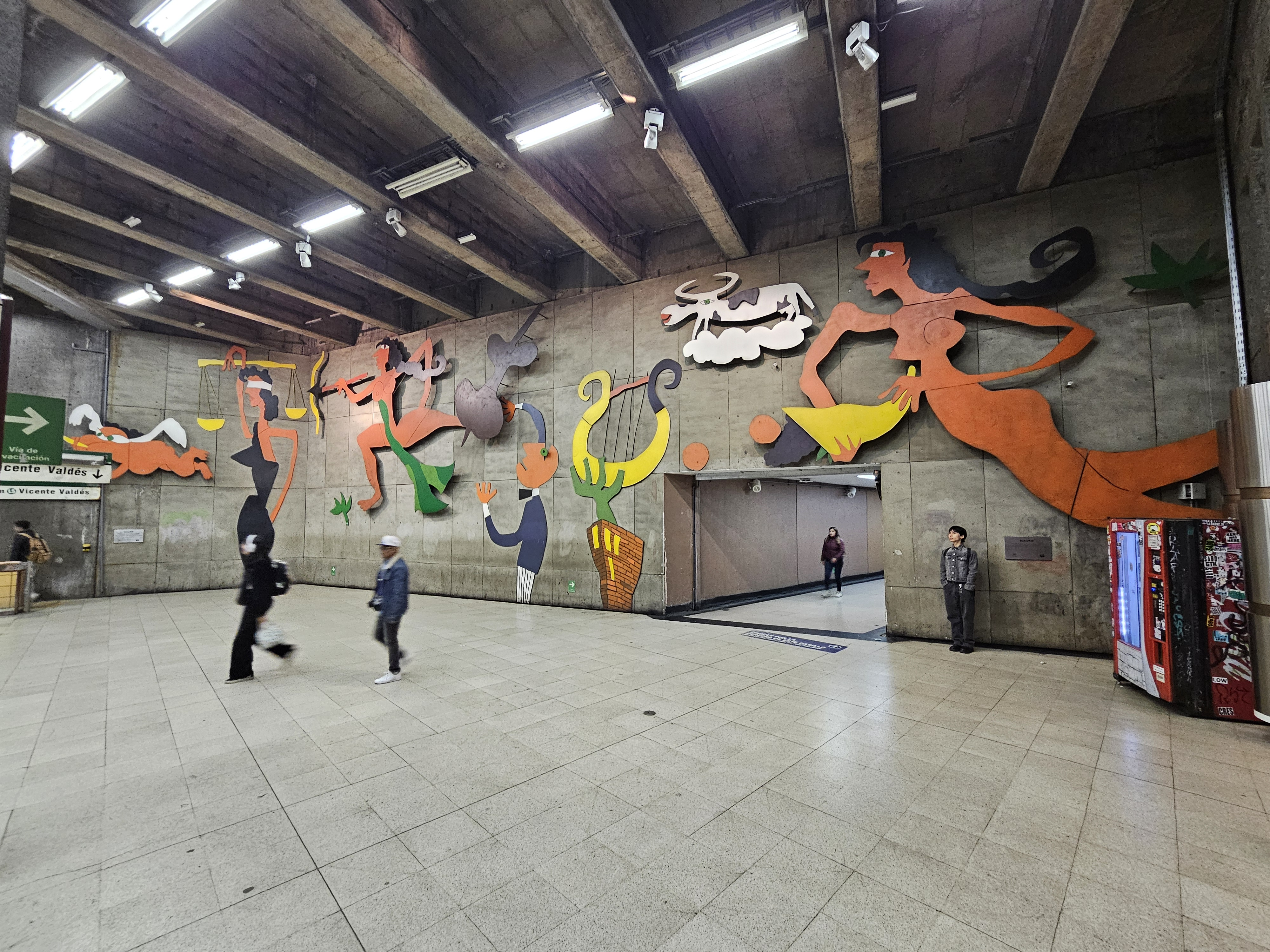
Declaración de Amor (1998)
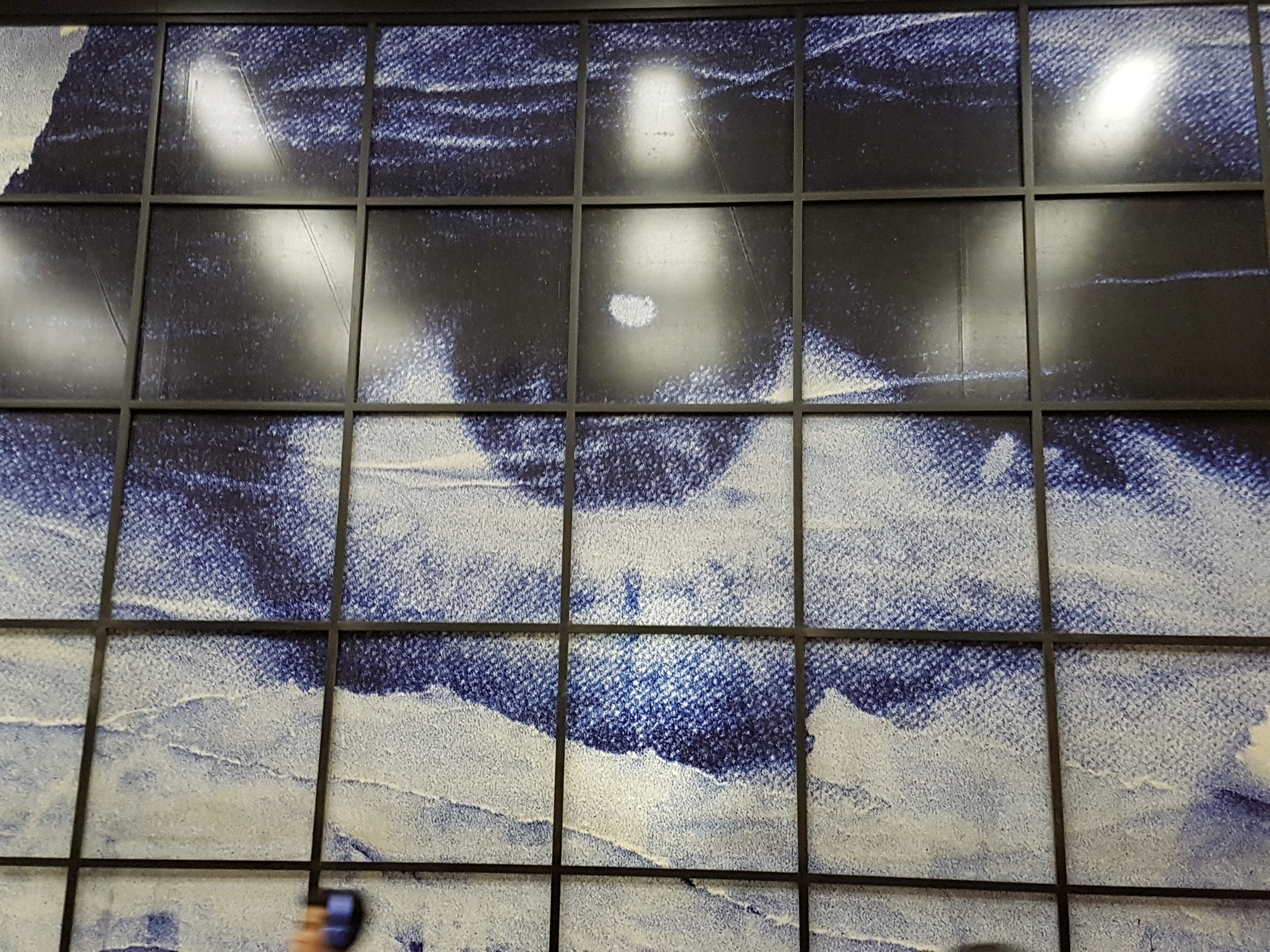
Ojo en Azul (1998)
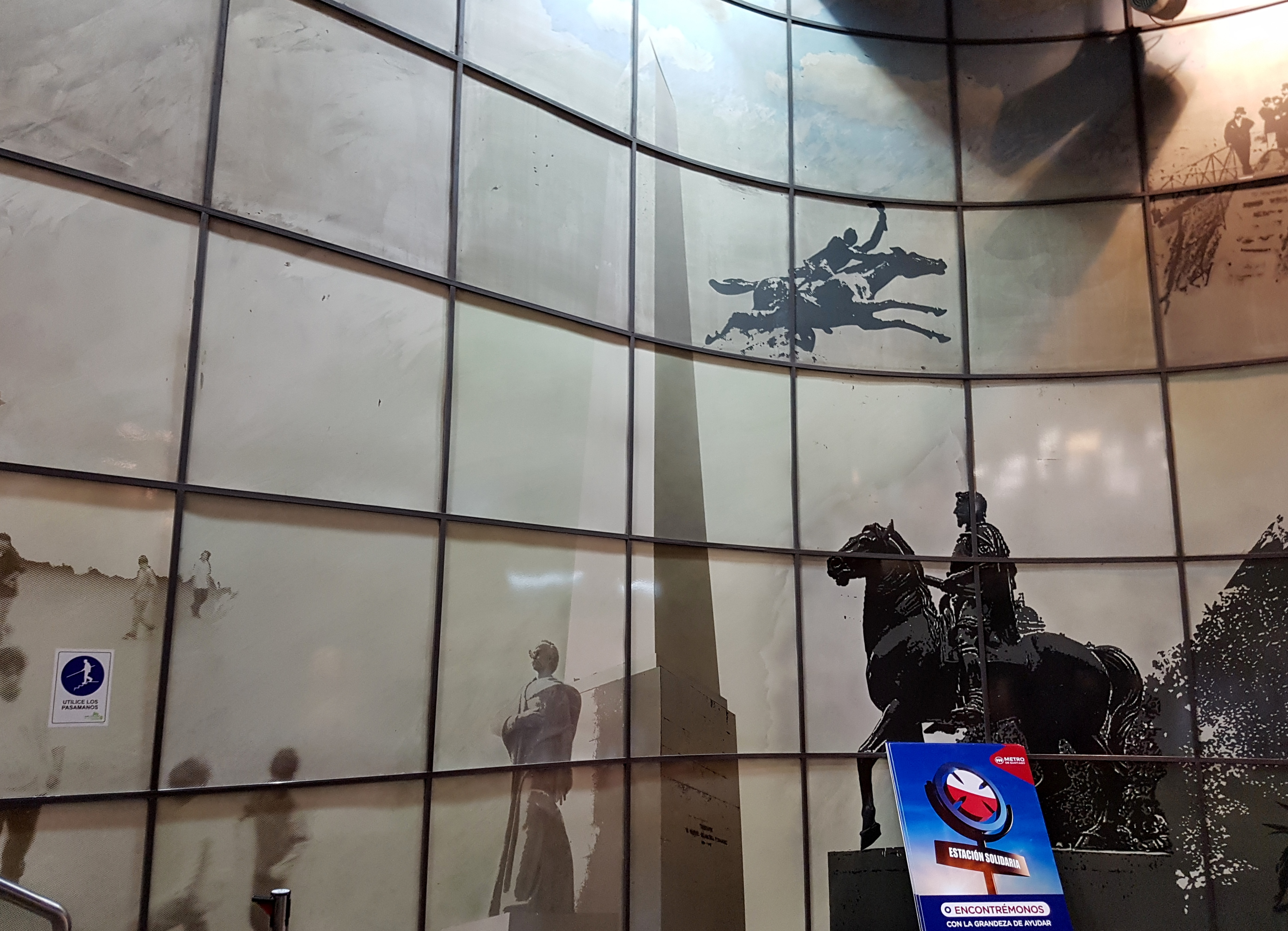
La Ciudad (fragmento, 1999)
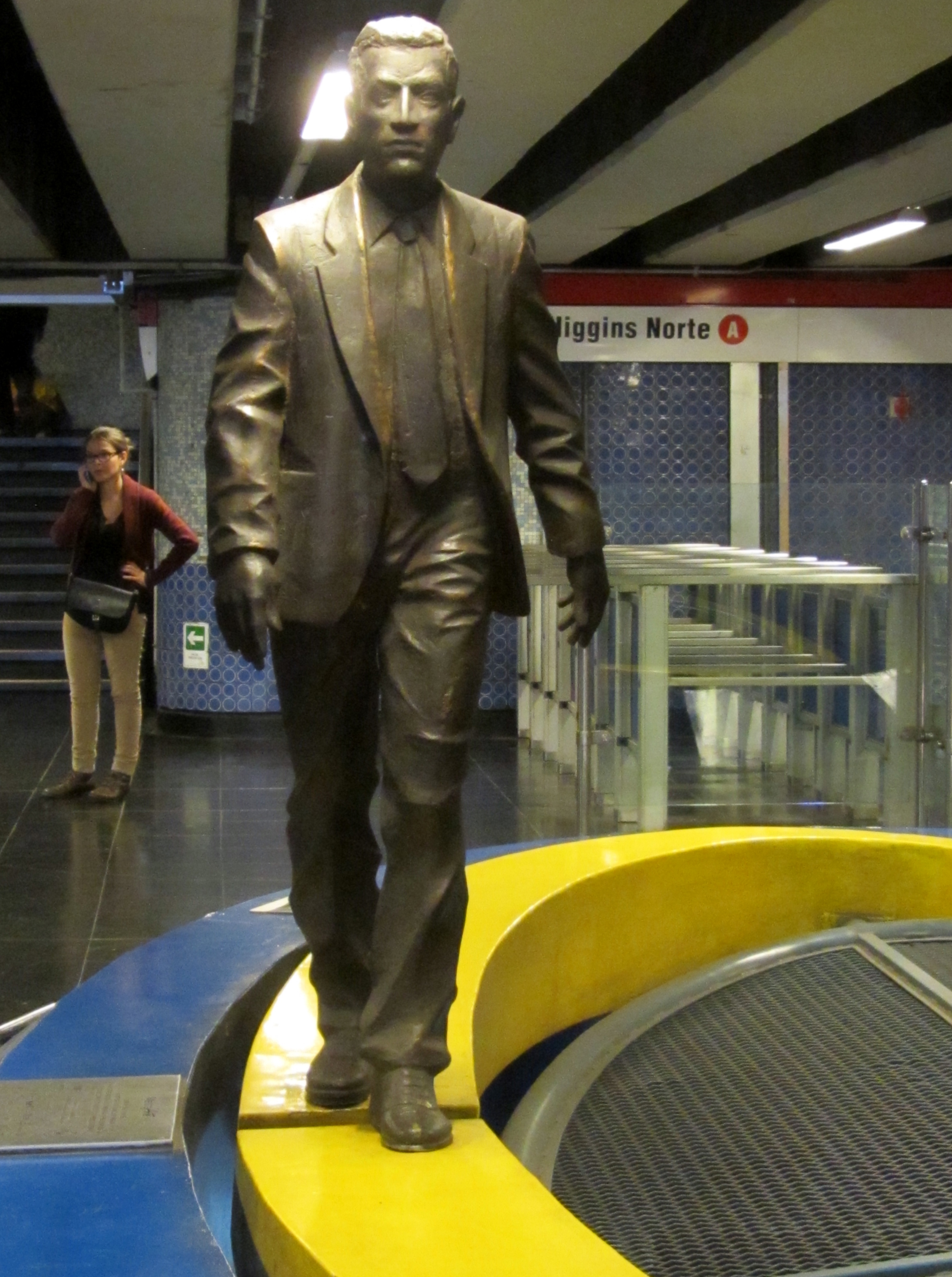
El Viaje (1999)
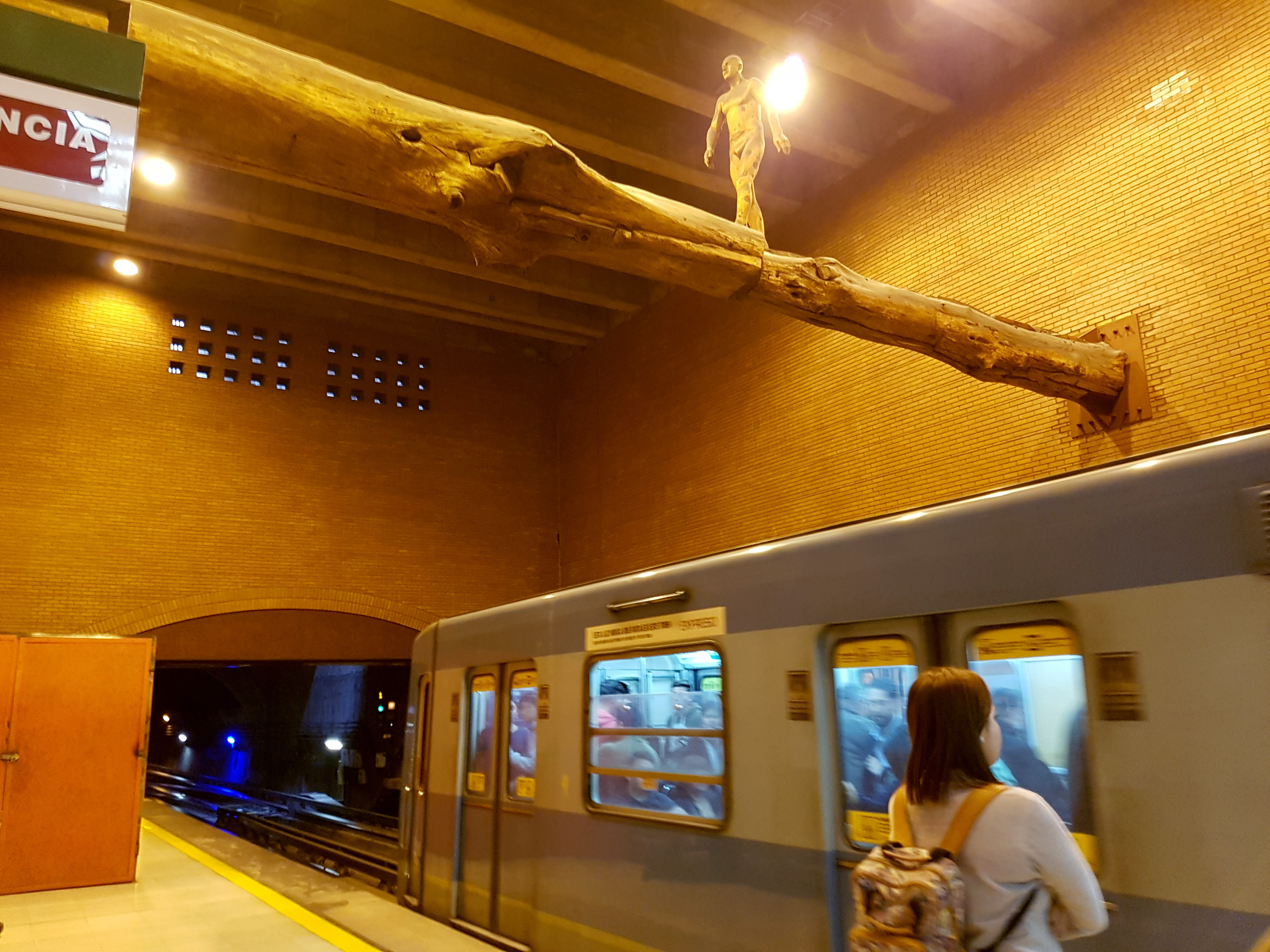
El Puente (1999, en Santa Ana desde 2018)
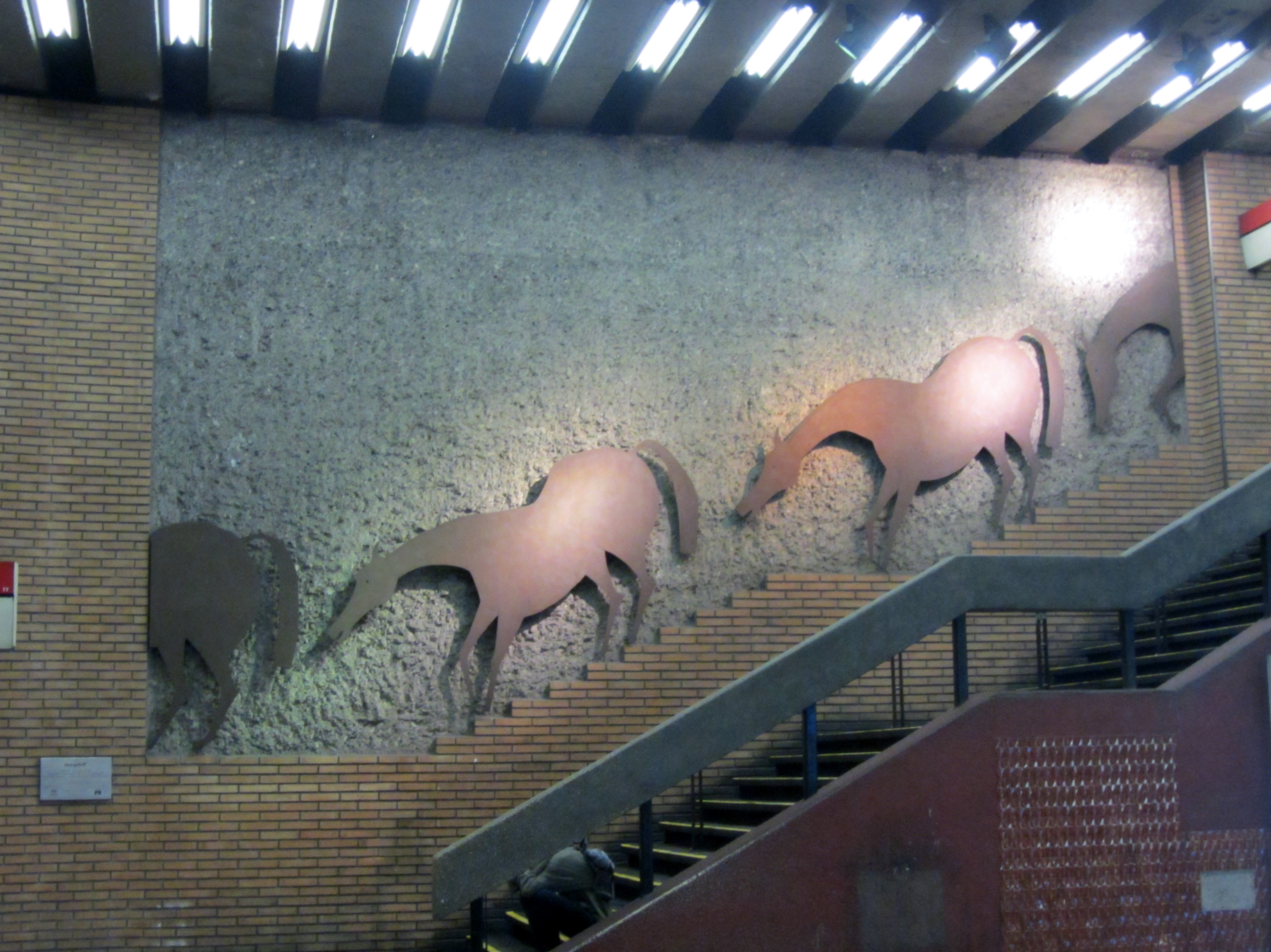
La Bajada (1999)
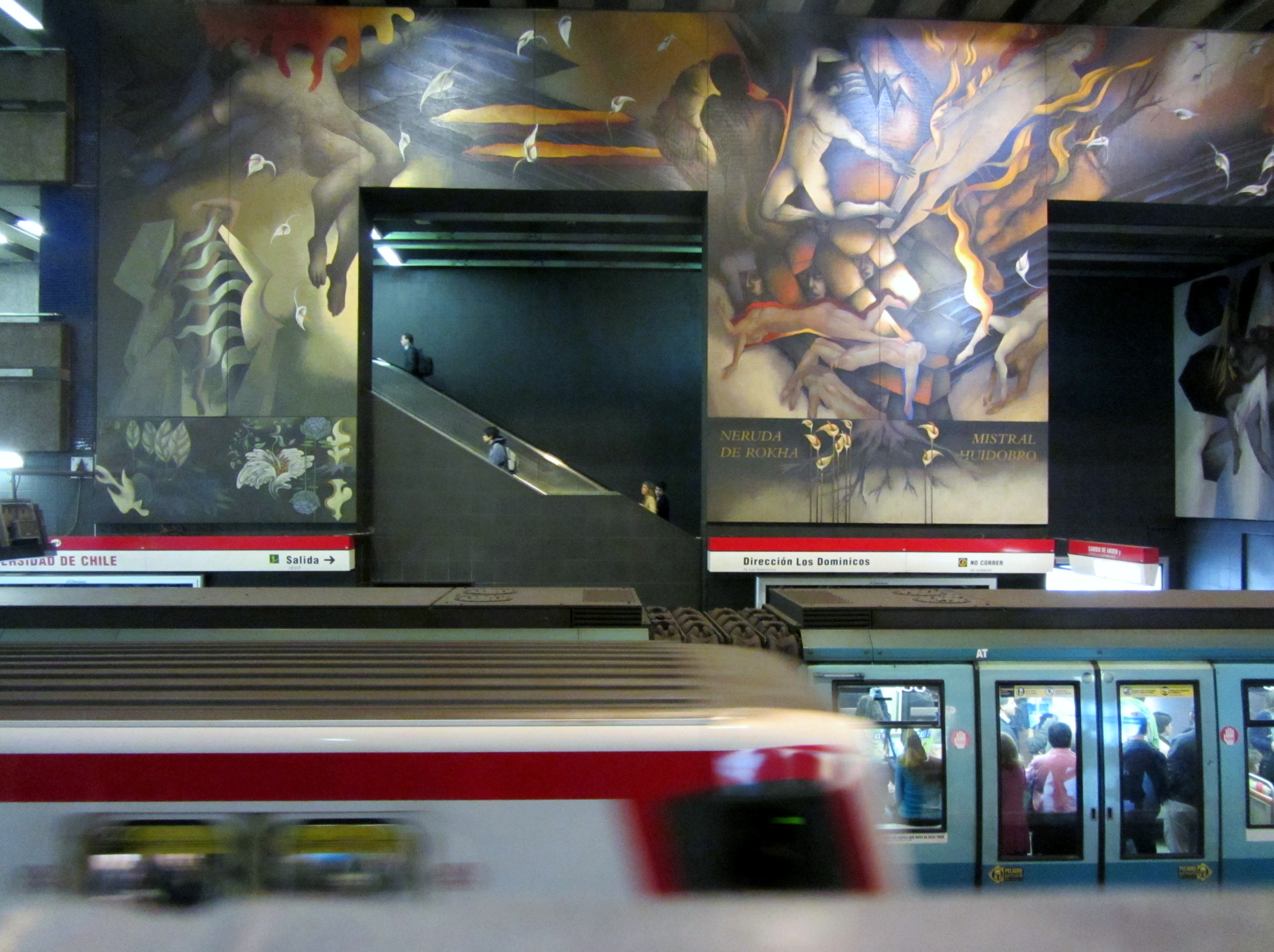
Homenaje a la Poesía, Memoria Visual de una Nación Parte II (fragmento, 1999)
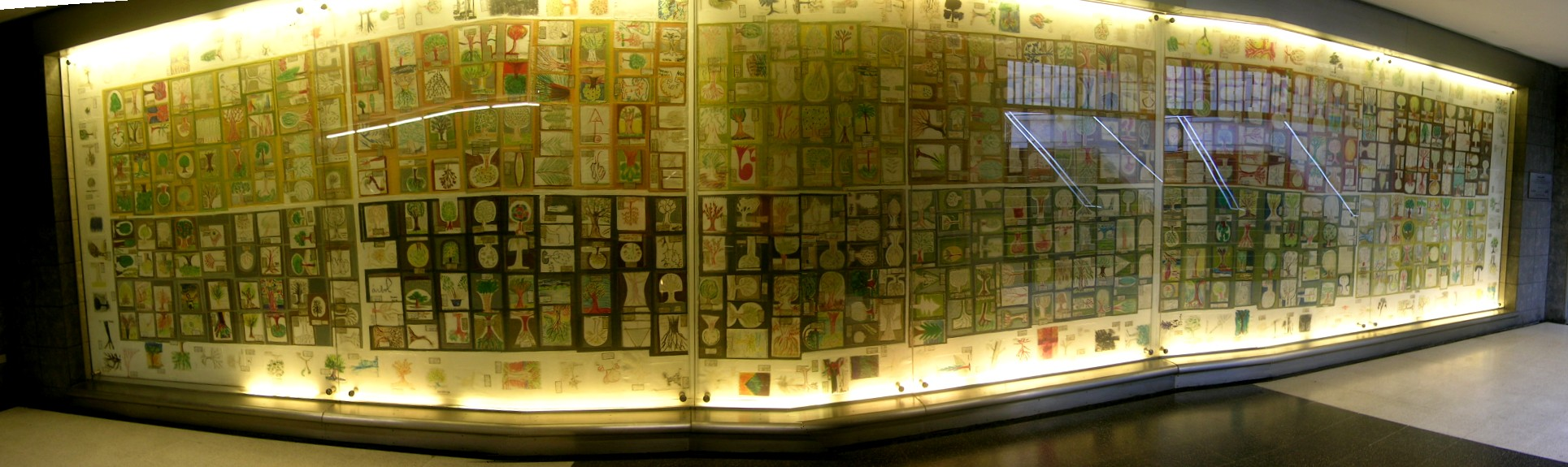
Arbolario (2004)
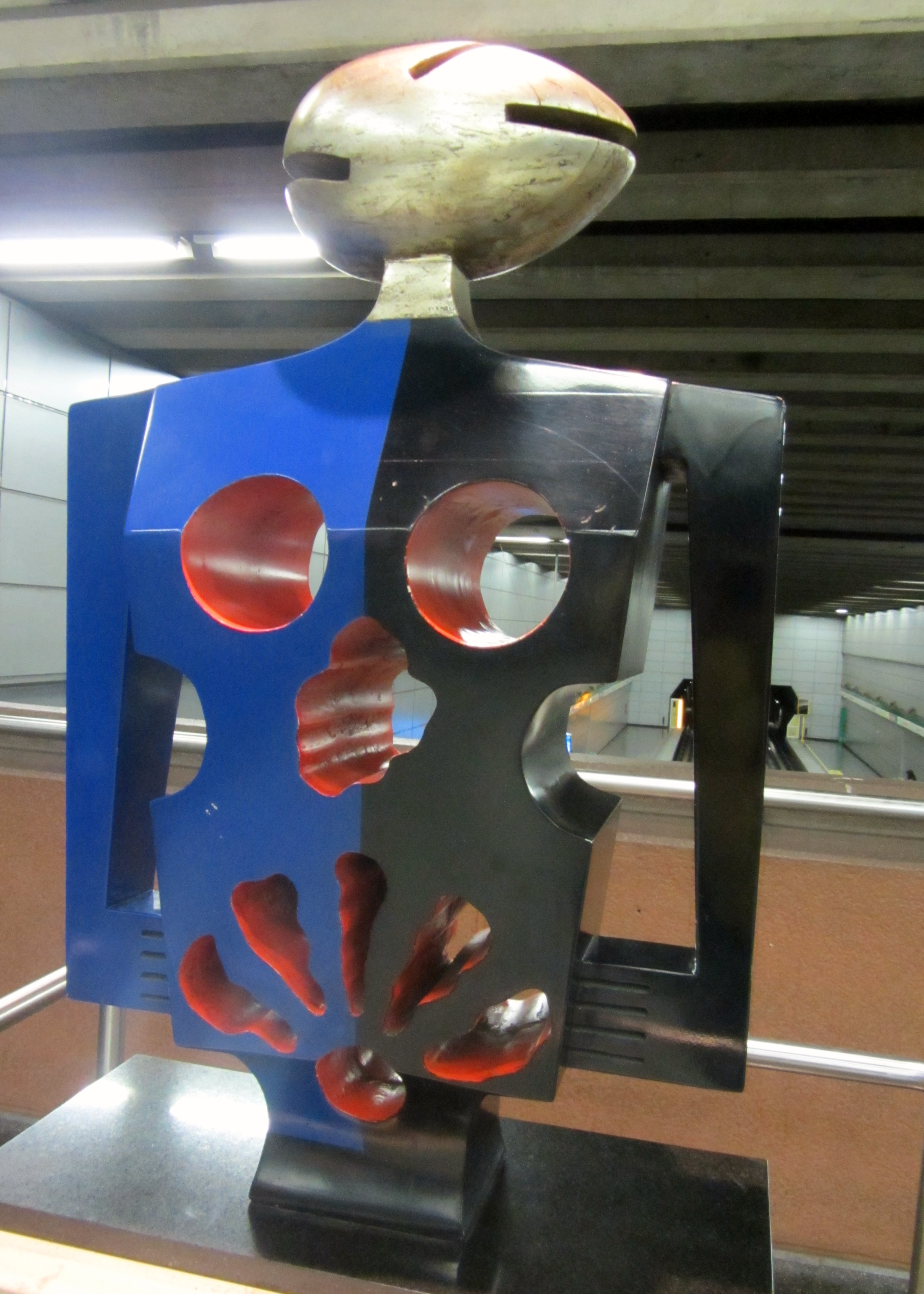
Origen de la Galaxia Brancusi, Esculturas del Cosmos (fragmento, 2004)
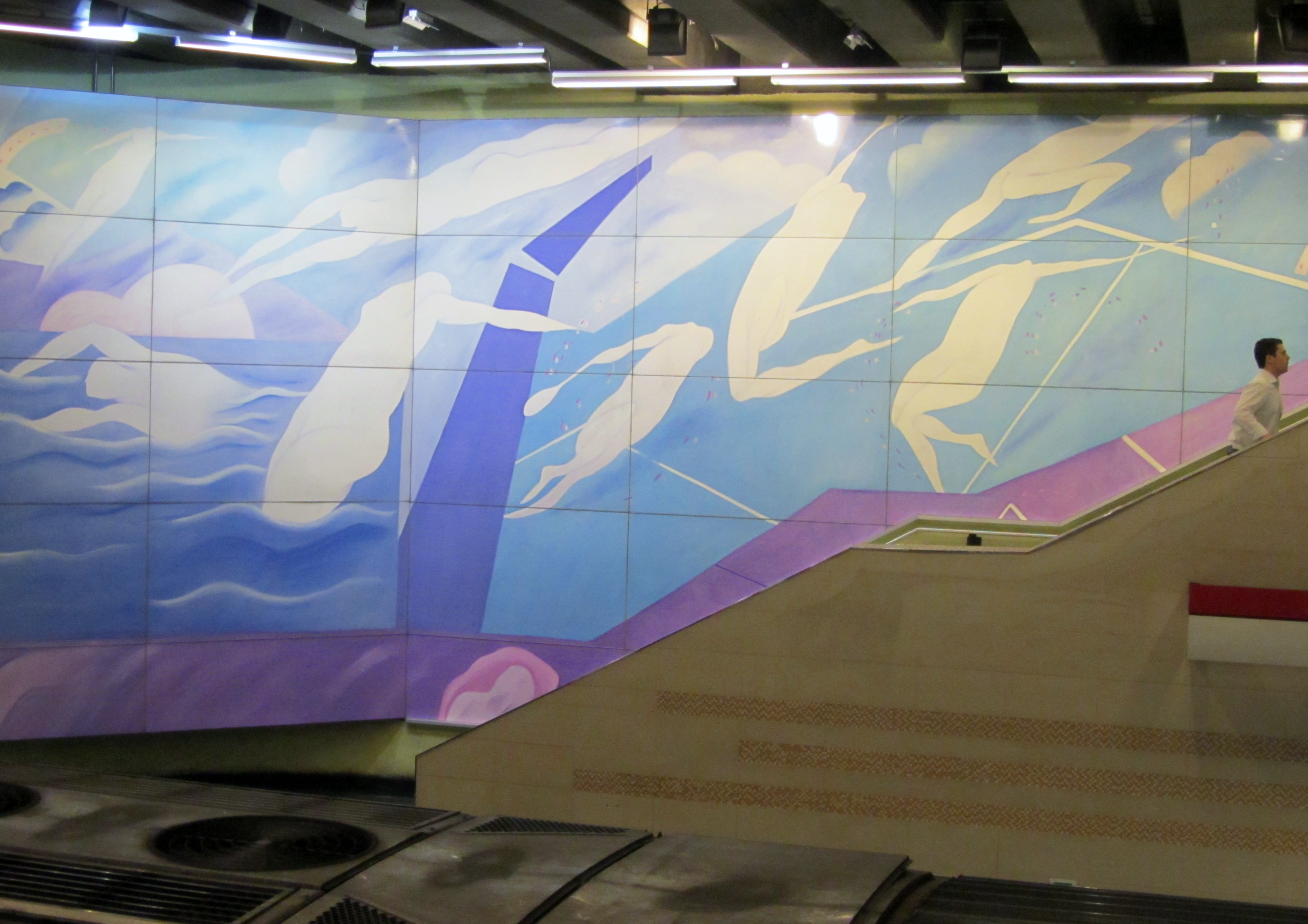
Imágenes de Barrio (fragmento, 2005)
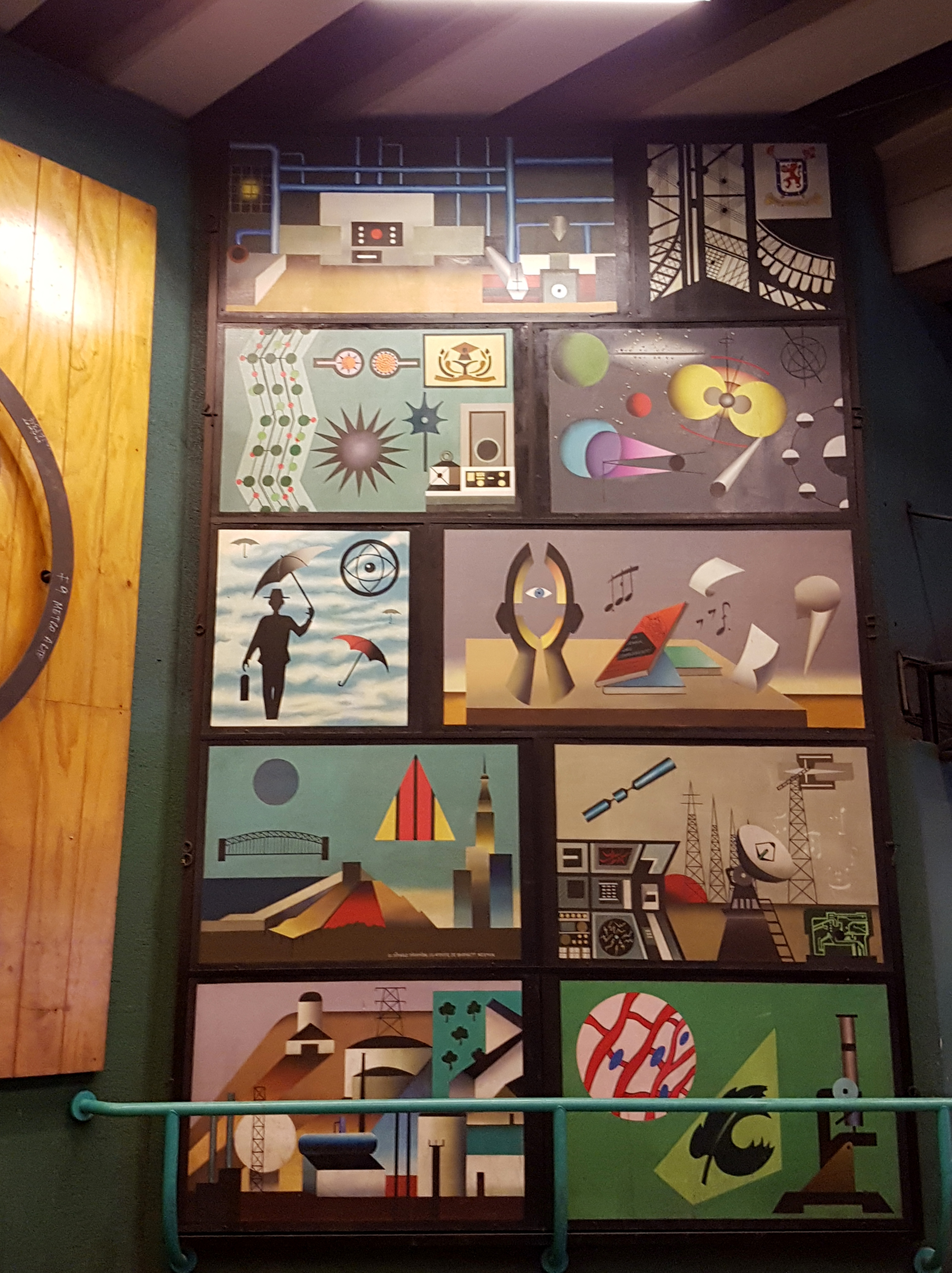
Mural Histórico de la Universidad de Santiago (fragmento, 2005)
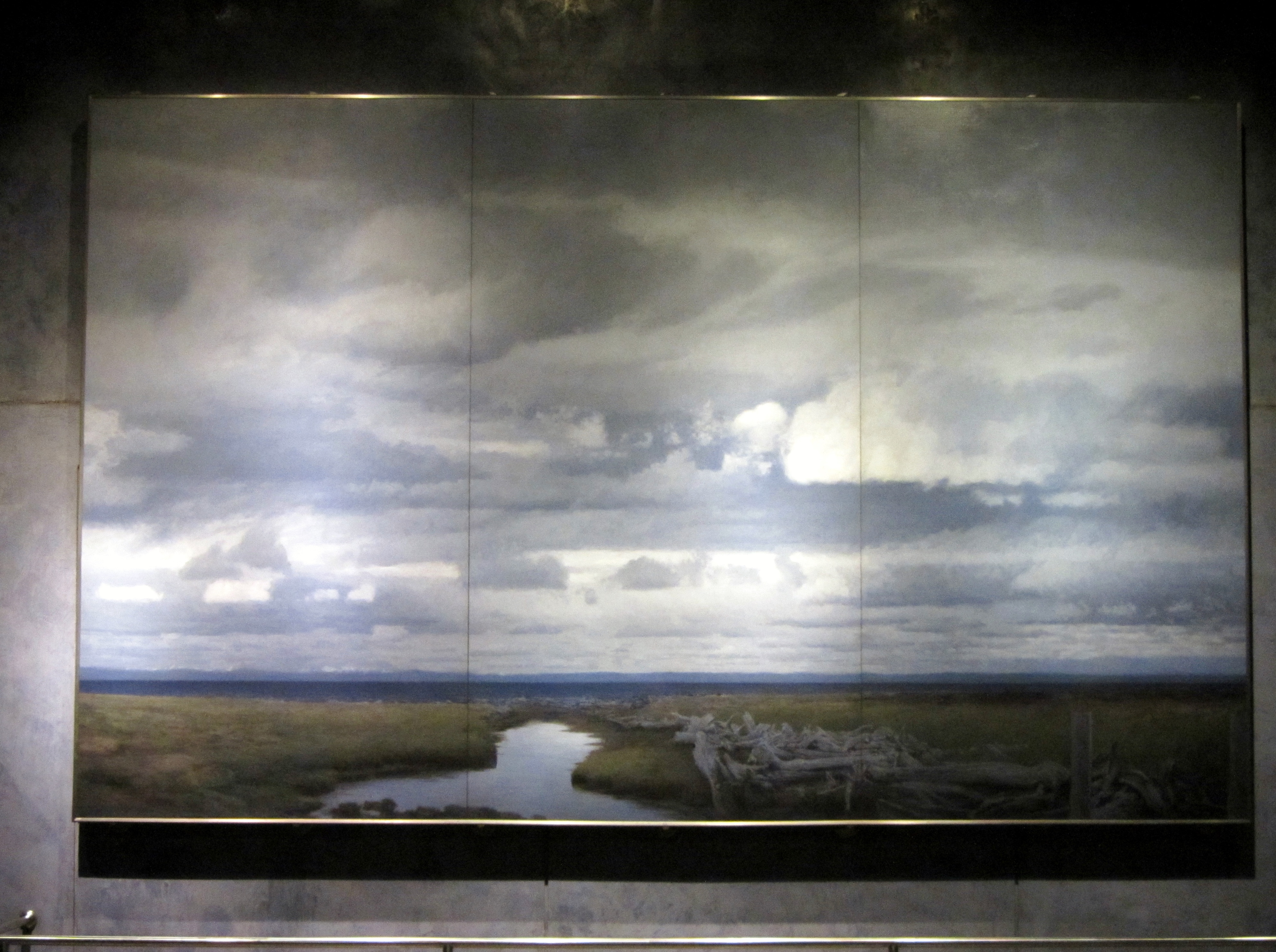
Estrecho de Magallanes, Chile Hoy (fragmento, 2005)
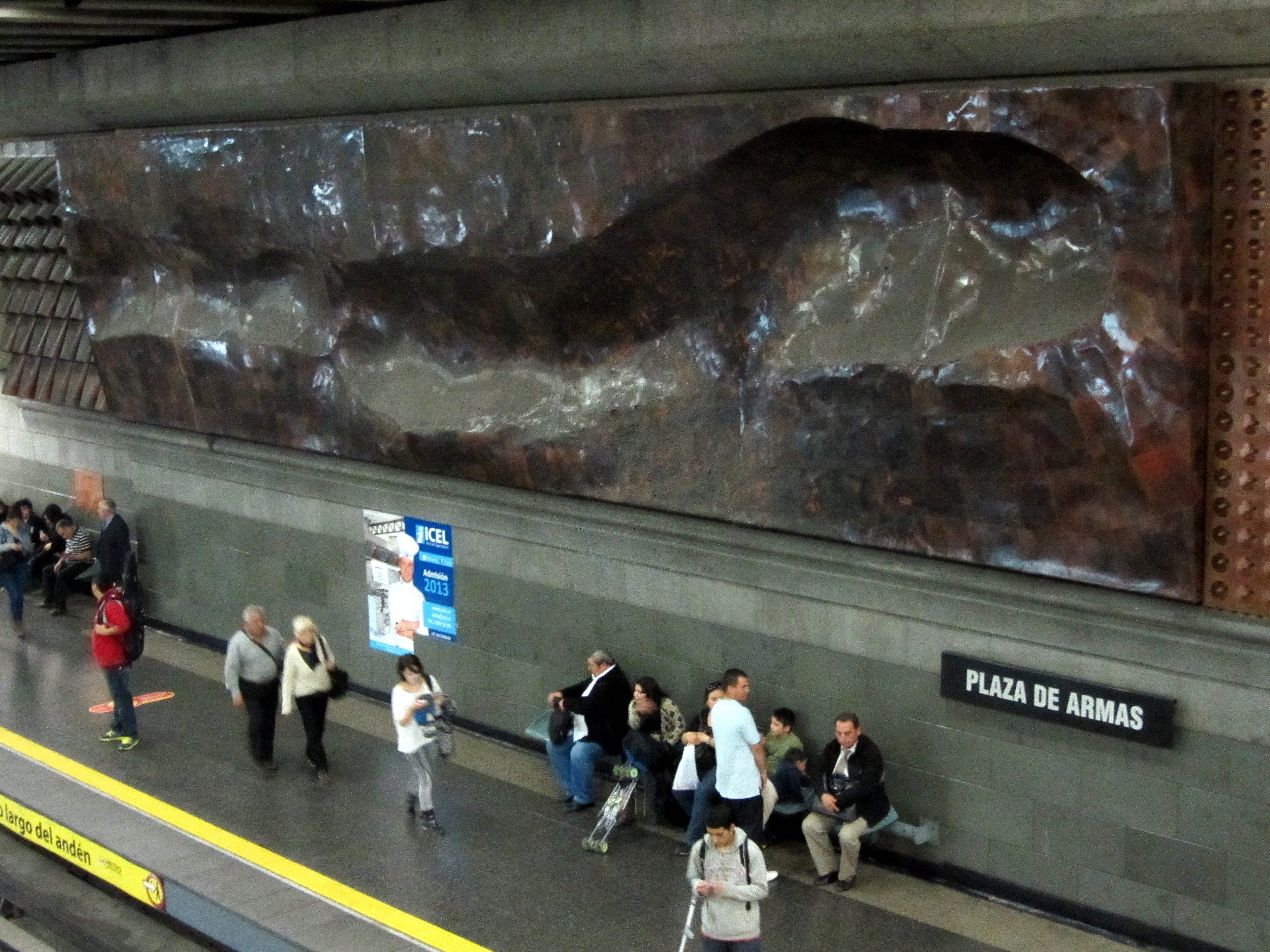
Mural Escultórico del Cobre (2006)
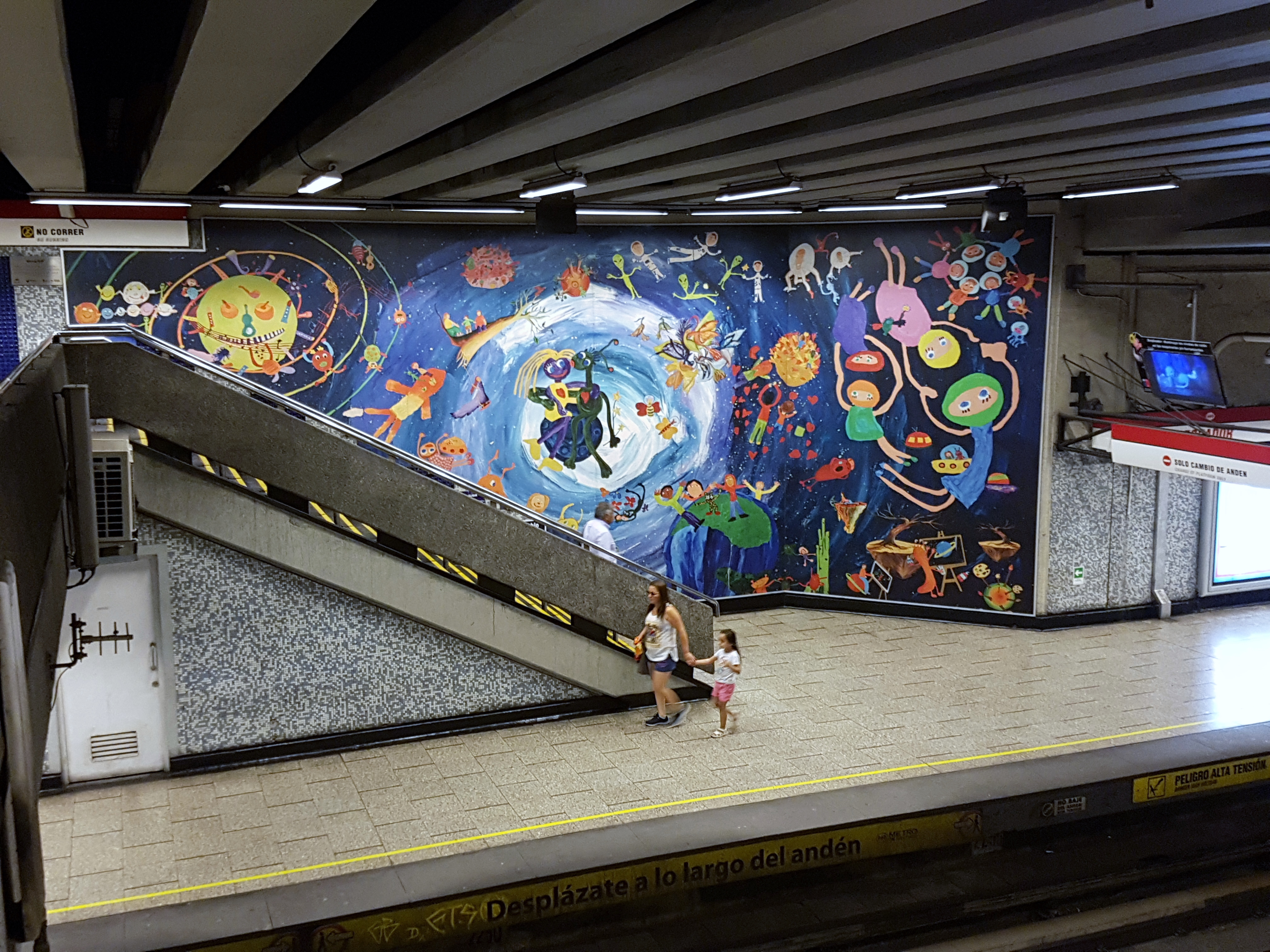
Esfuerzo e Integración (2008)
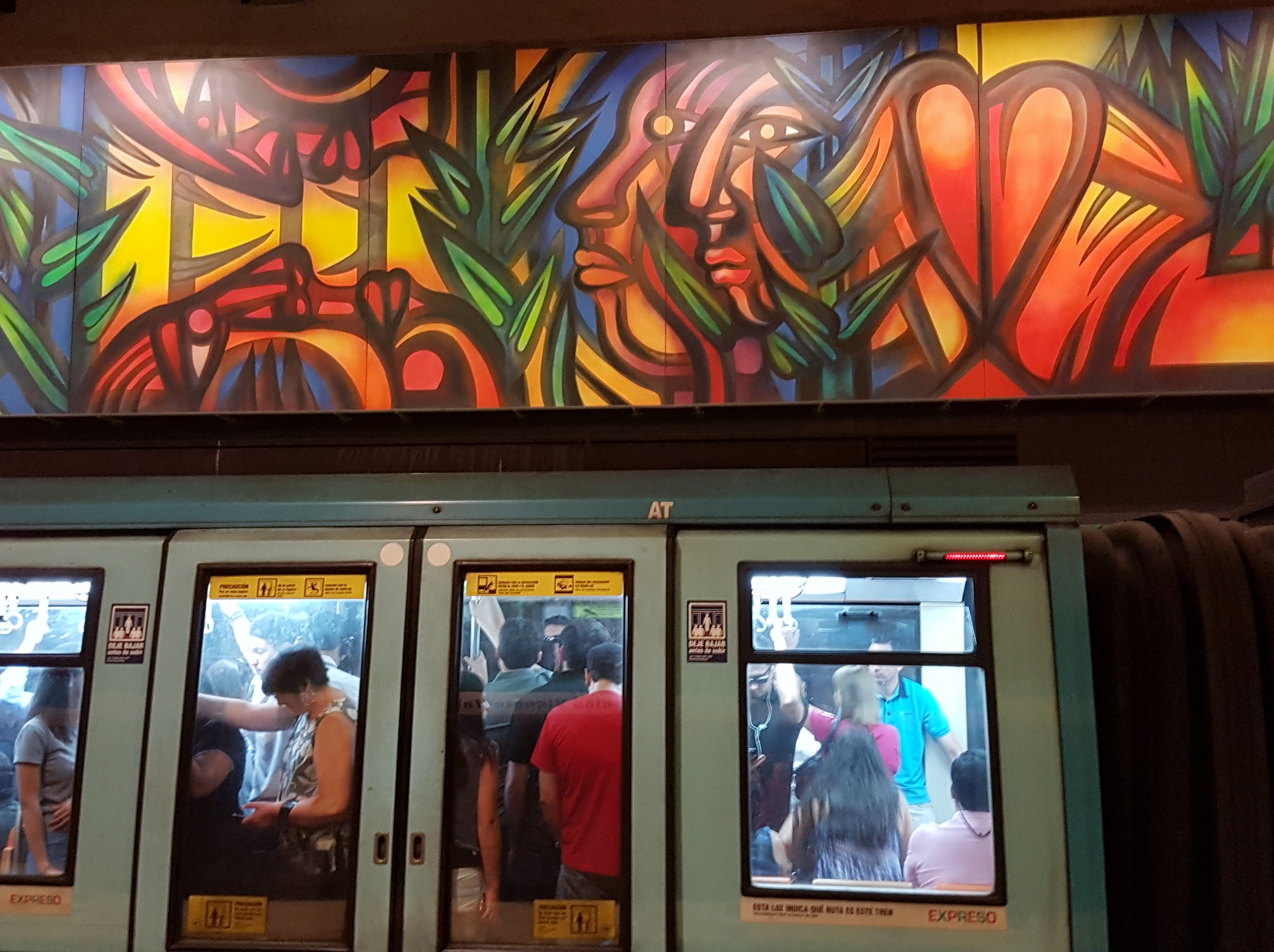
Vida y Trabajo (fragmento, 2008)
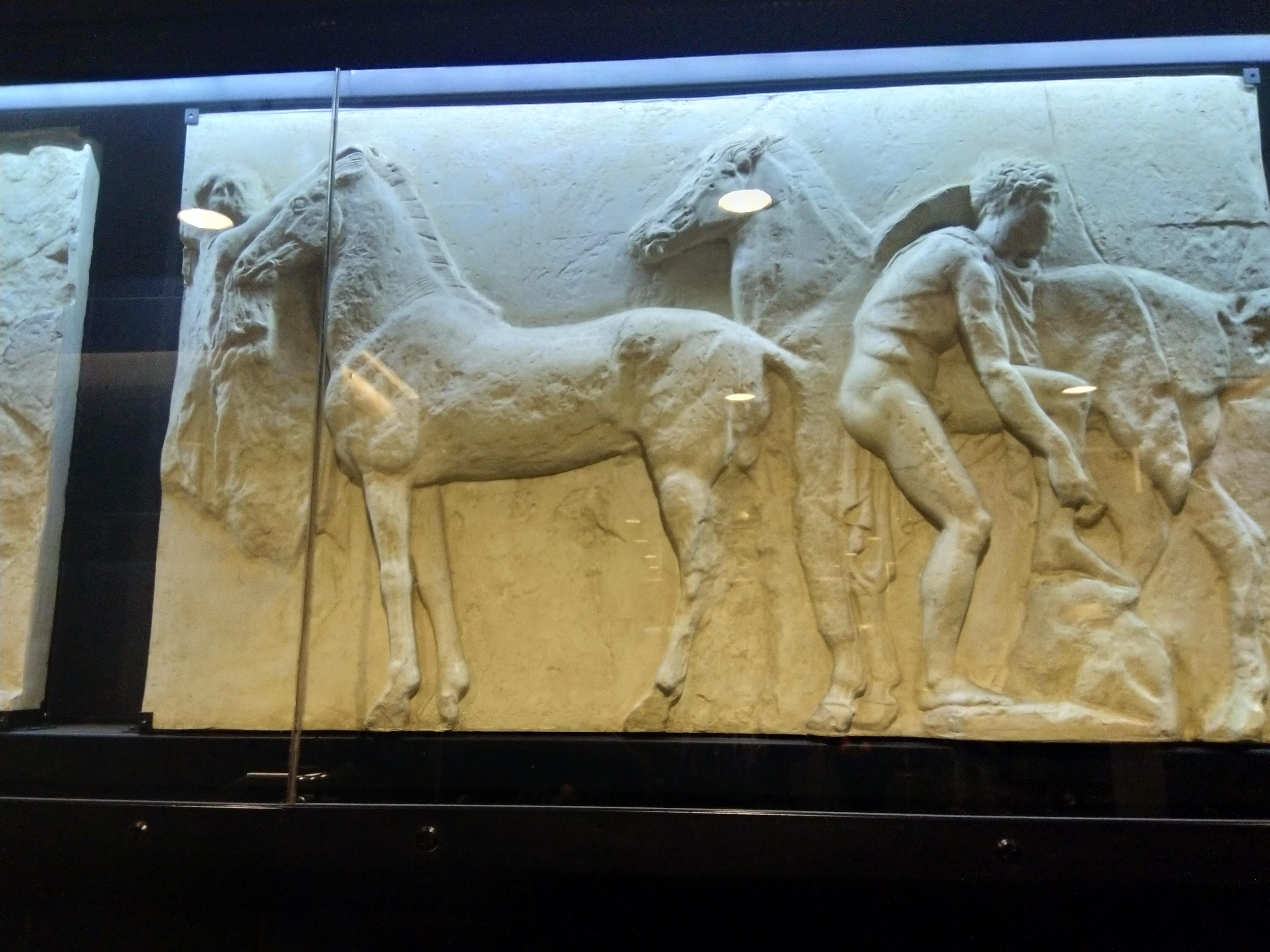
Frisos del Partenón (fragmento, 2009)
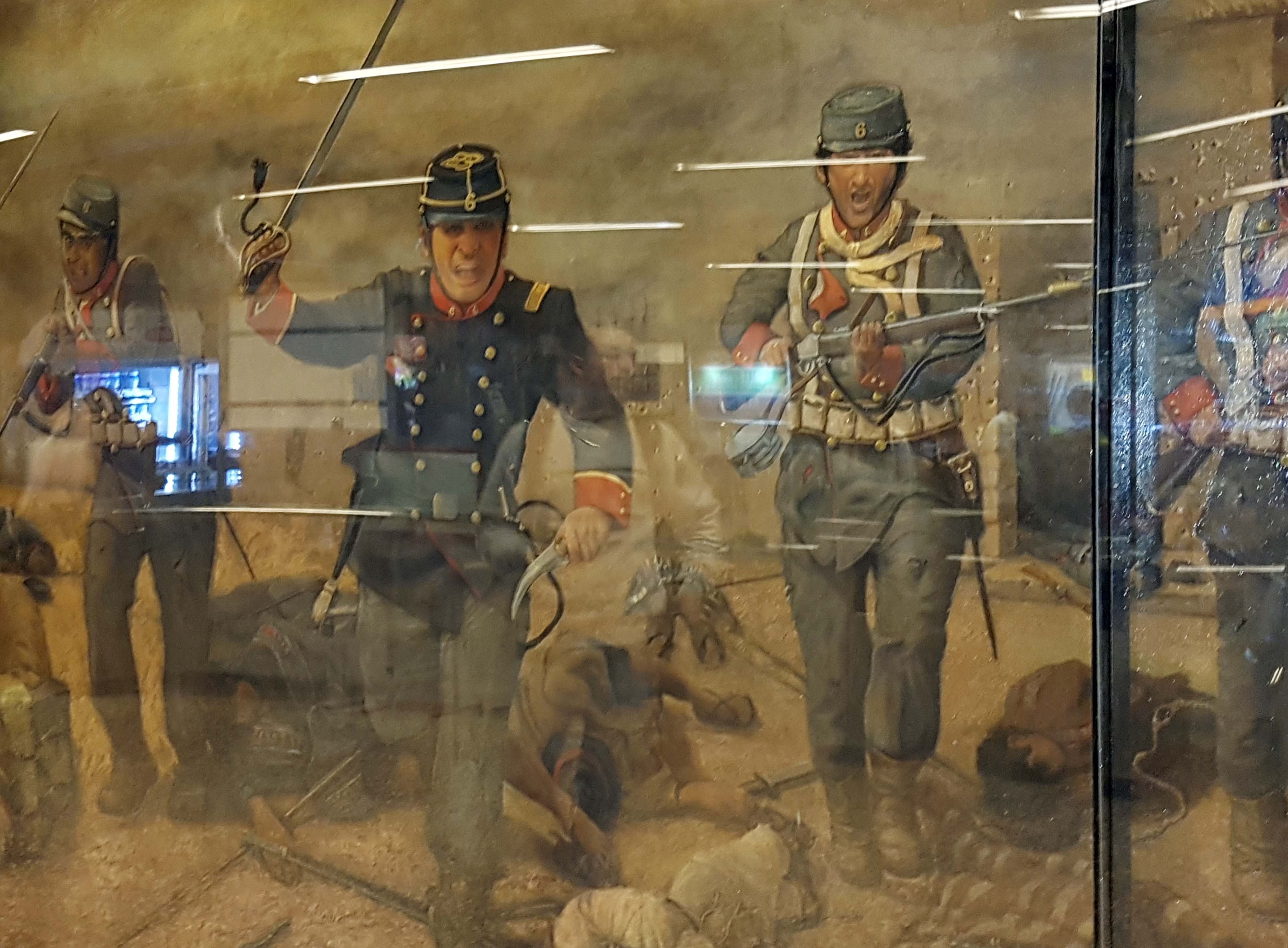
Los Héroes de la Concepción (fragmento, 2009)
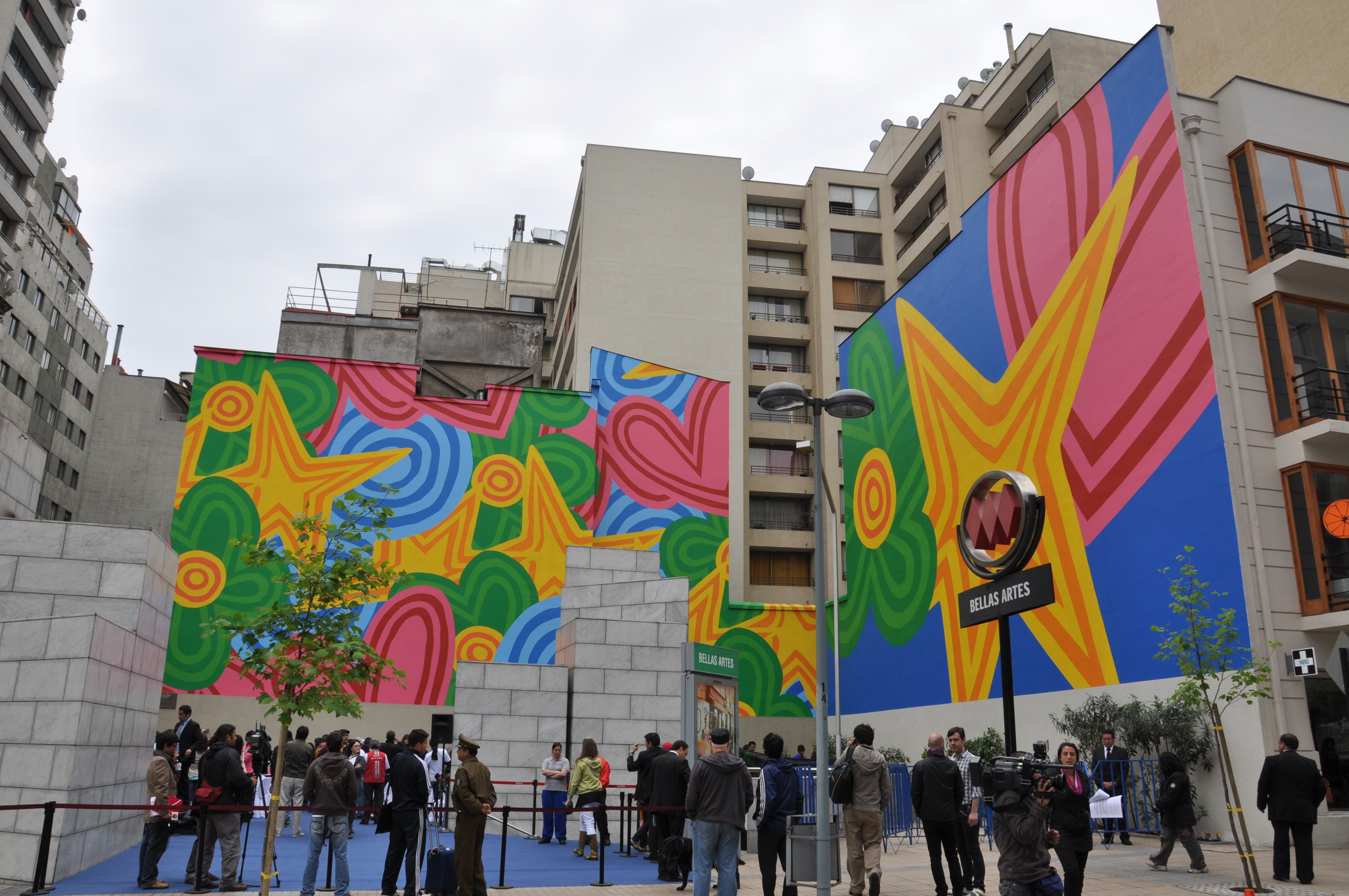
Mural por el Bicentenario de Chile (fragmento, 2009)
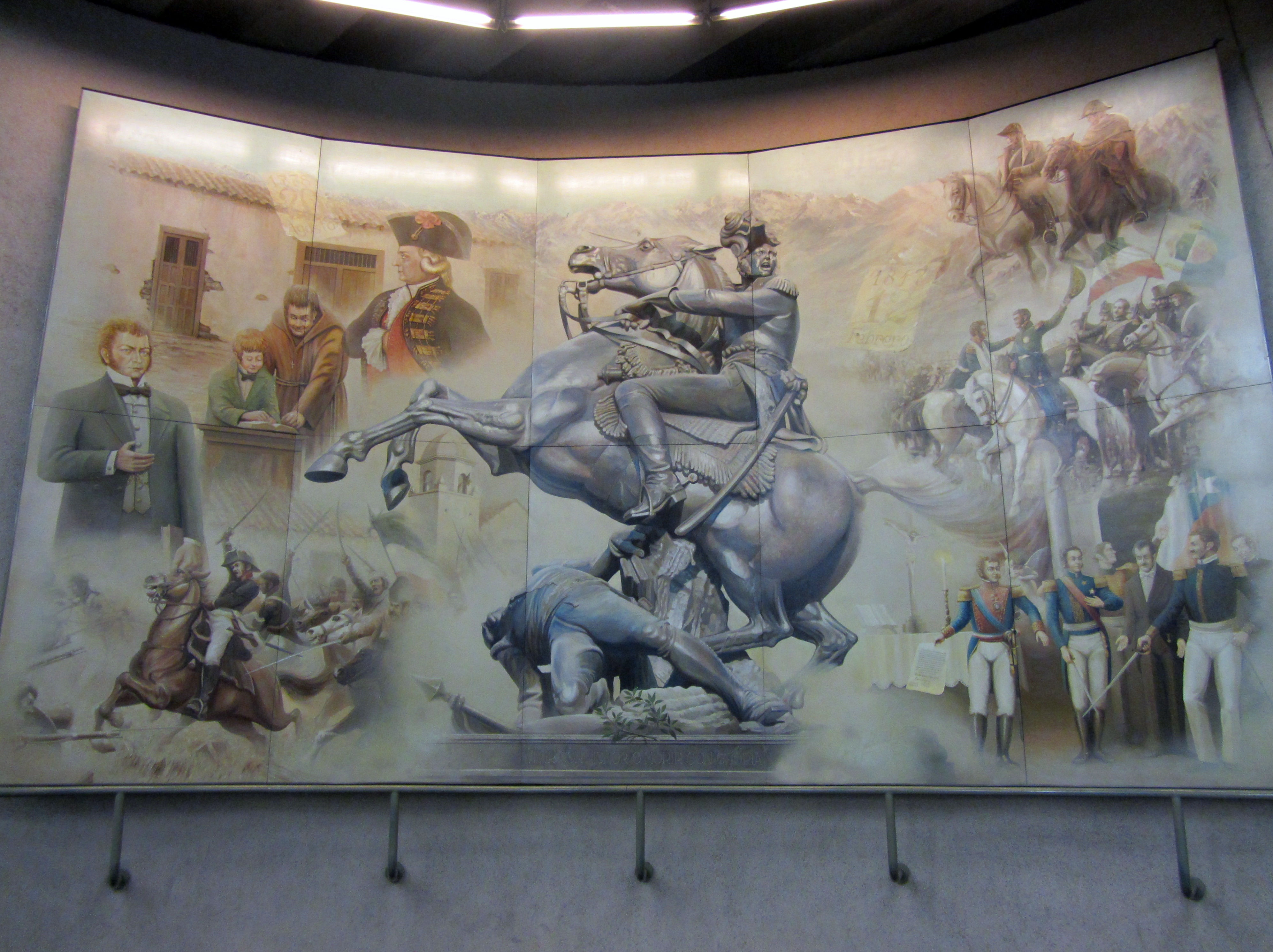
Laureles al Libertador (2010)
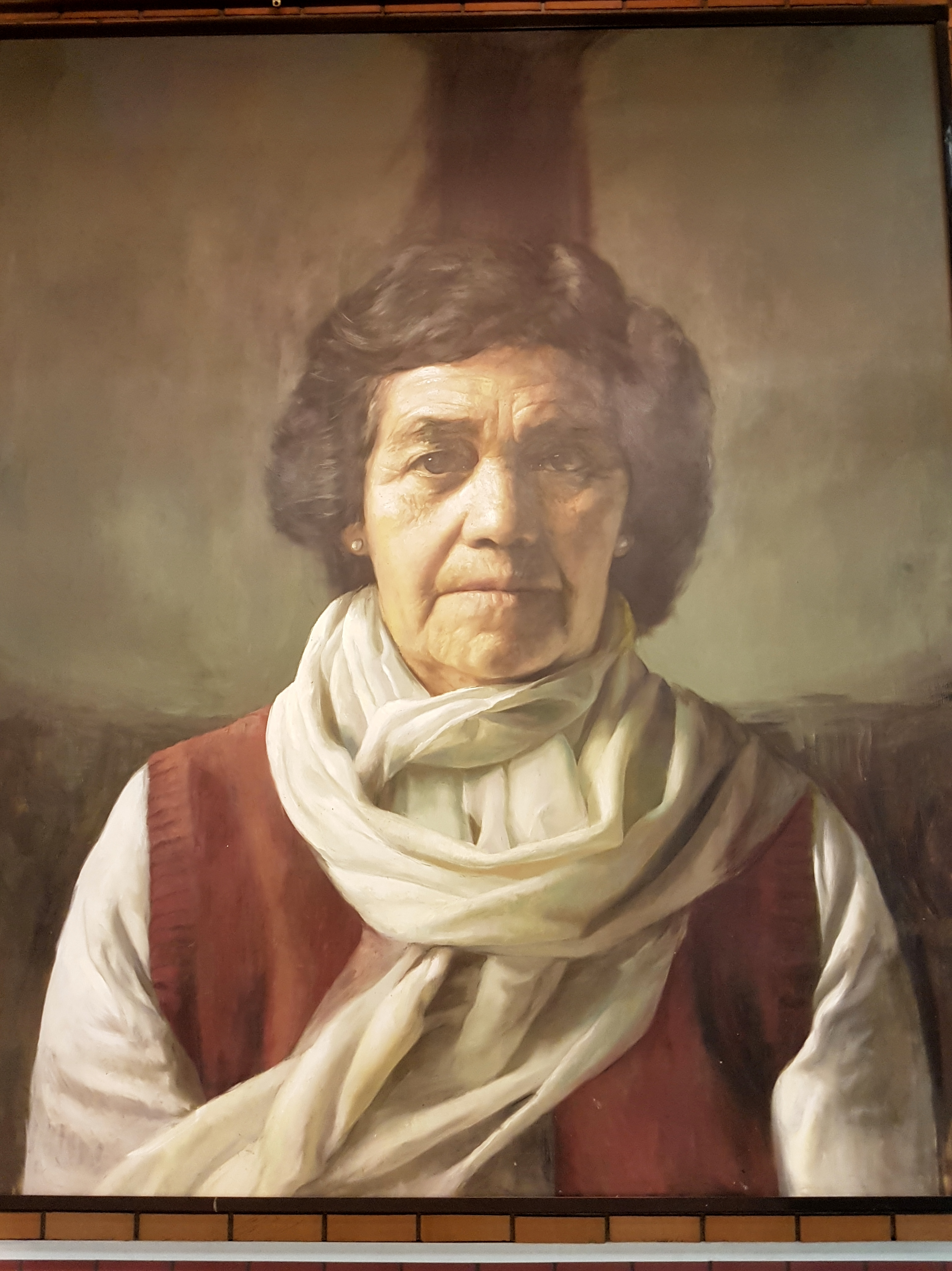
Rostros del Bicentenario (fragmento, 2010)
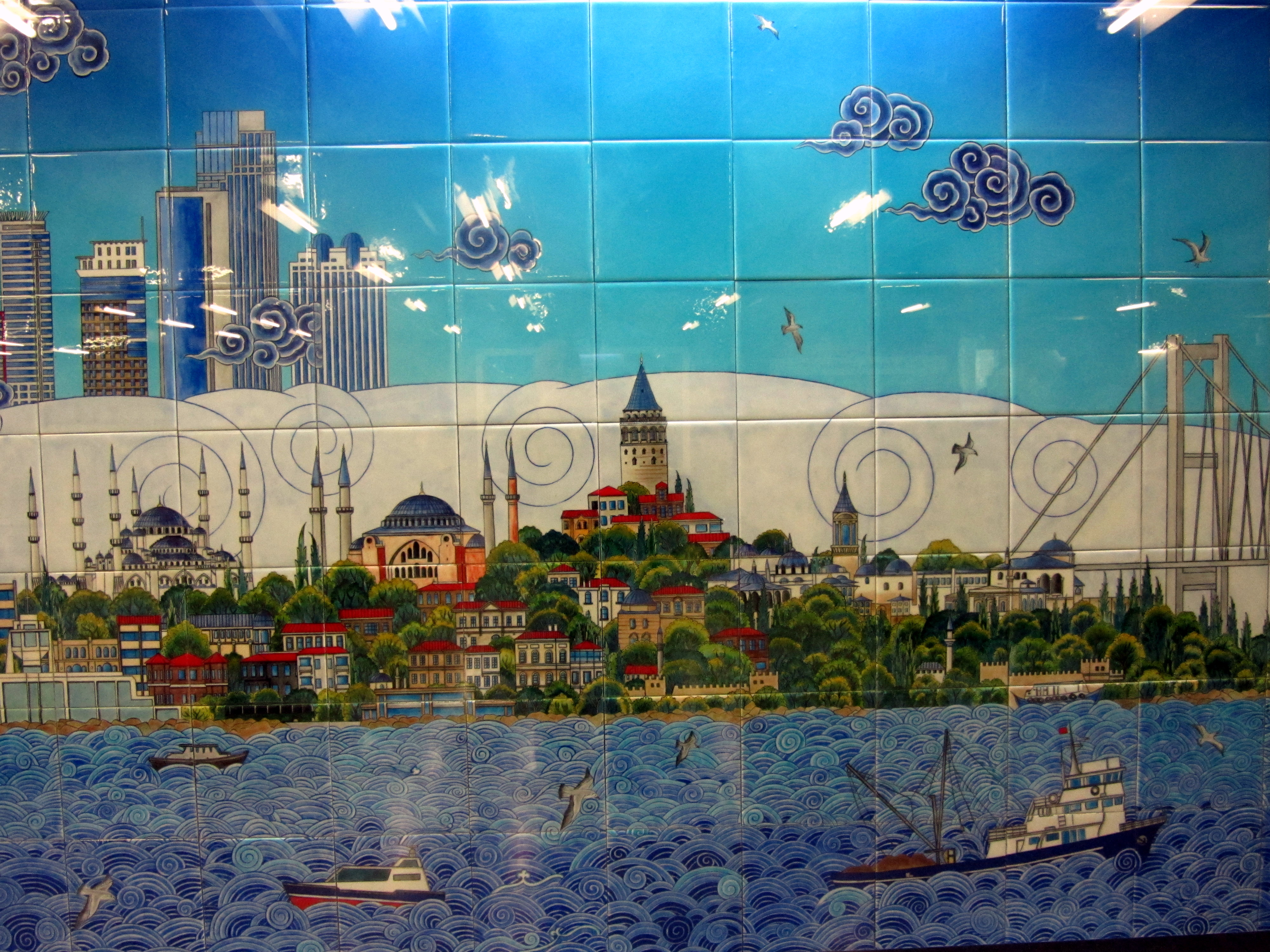
Vista de Estambul Desde el Mar de Mármara (fragmento, 2013)
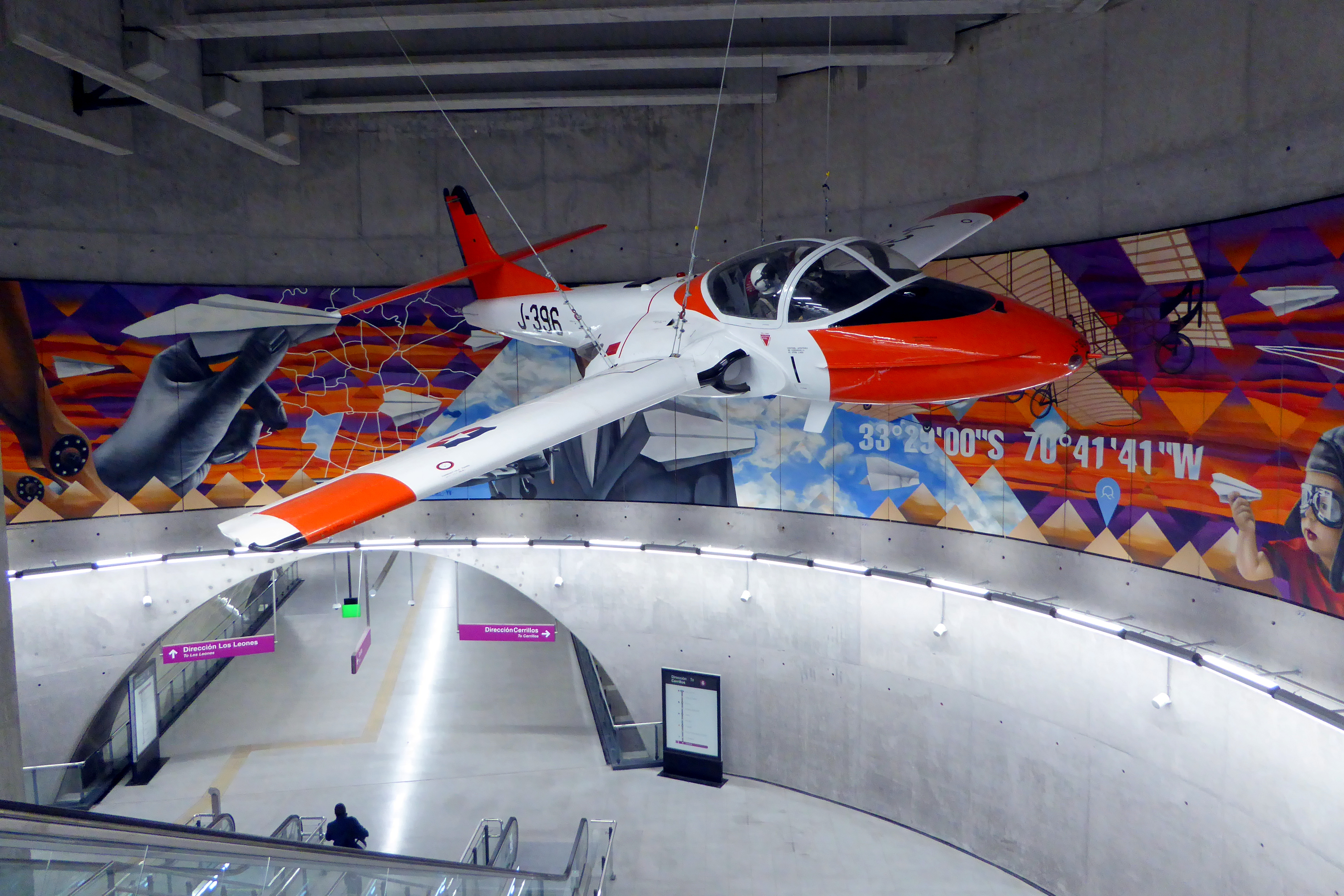
El Sueño de Volar (fragmento, 2017)
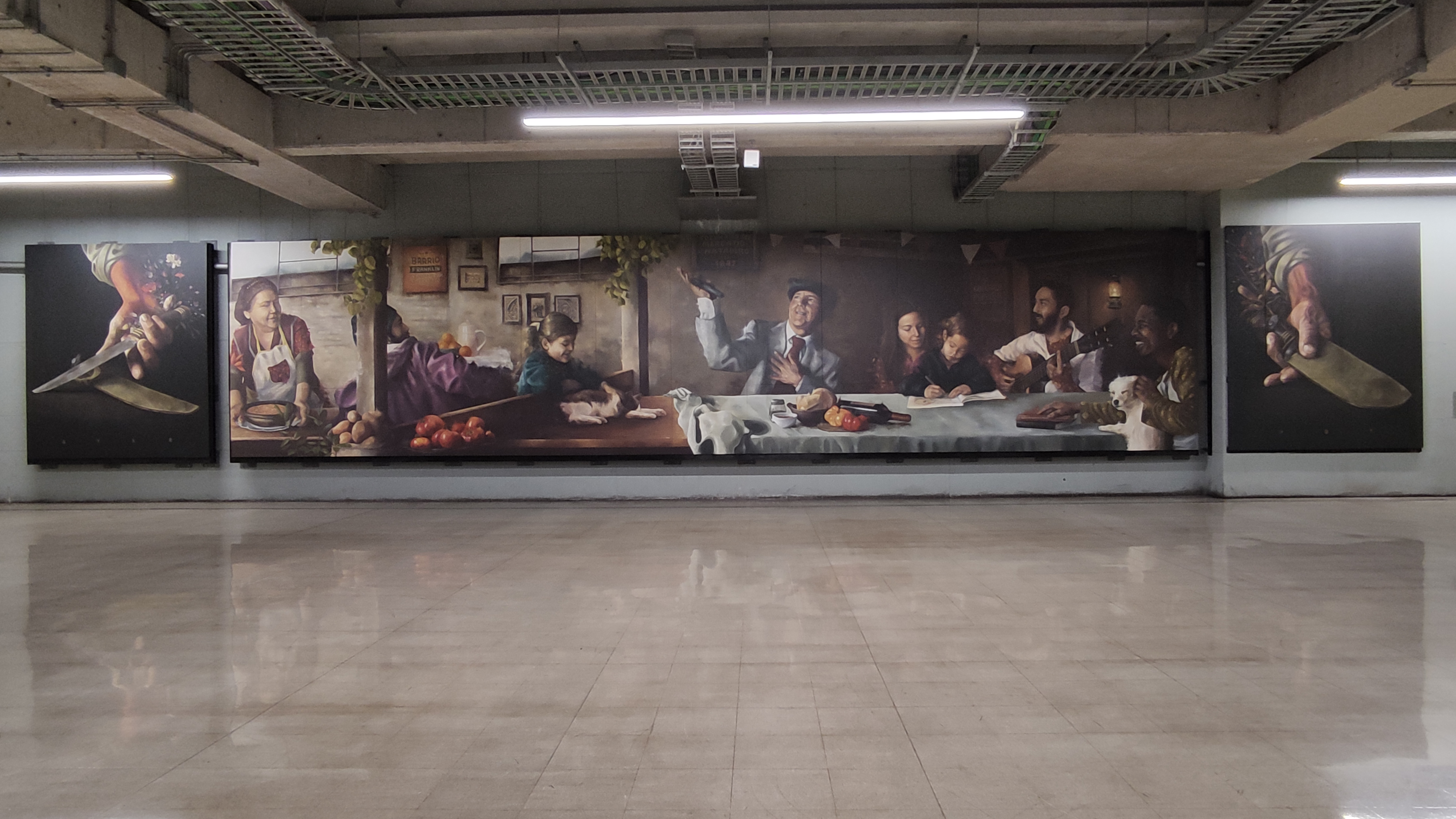
El Sueño de un Matarife (2017)
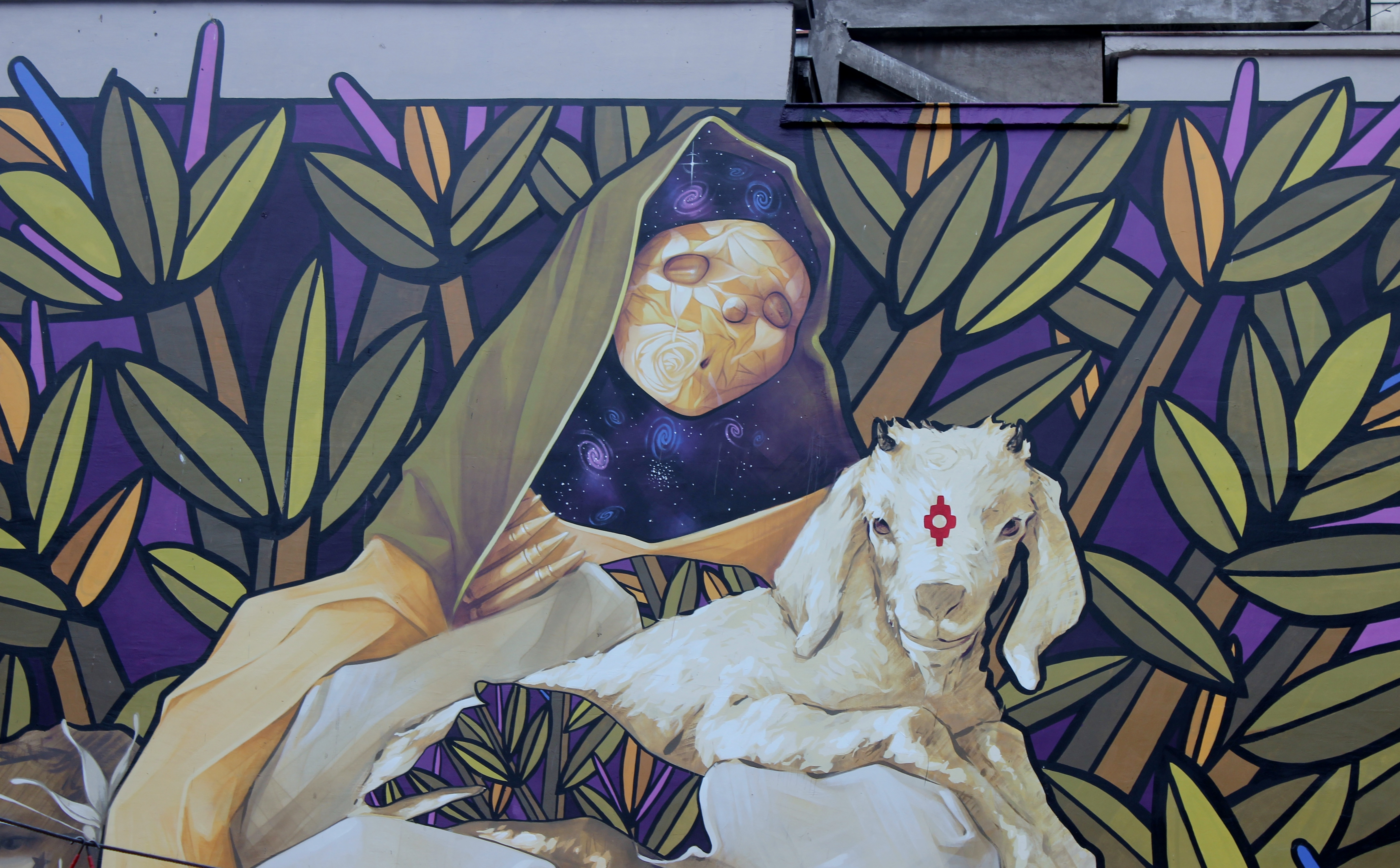
La Virgen Con un Becerro en Brazos (2018)
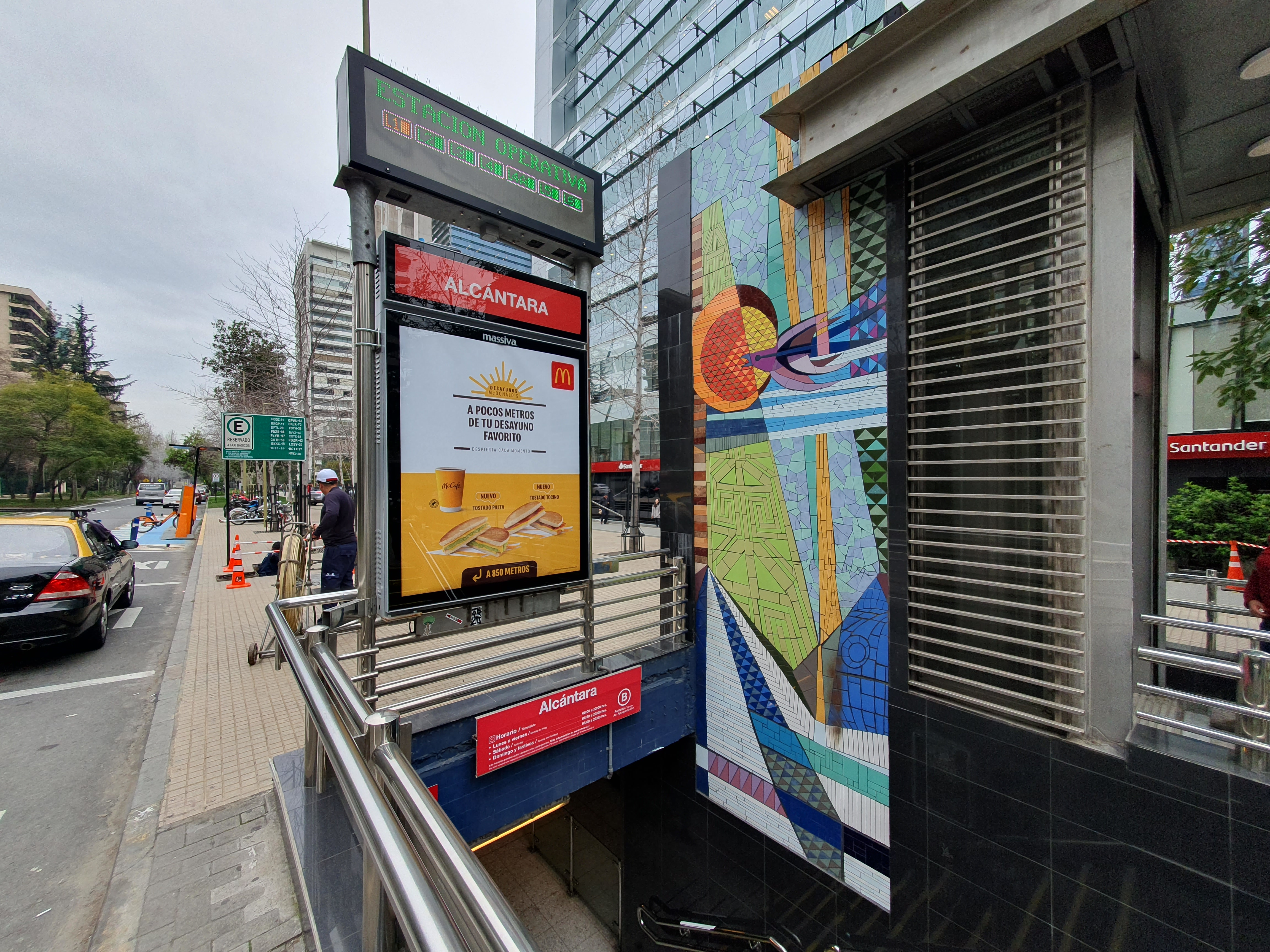
Alam geométrica (2018)
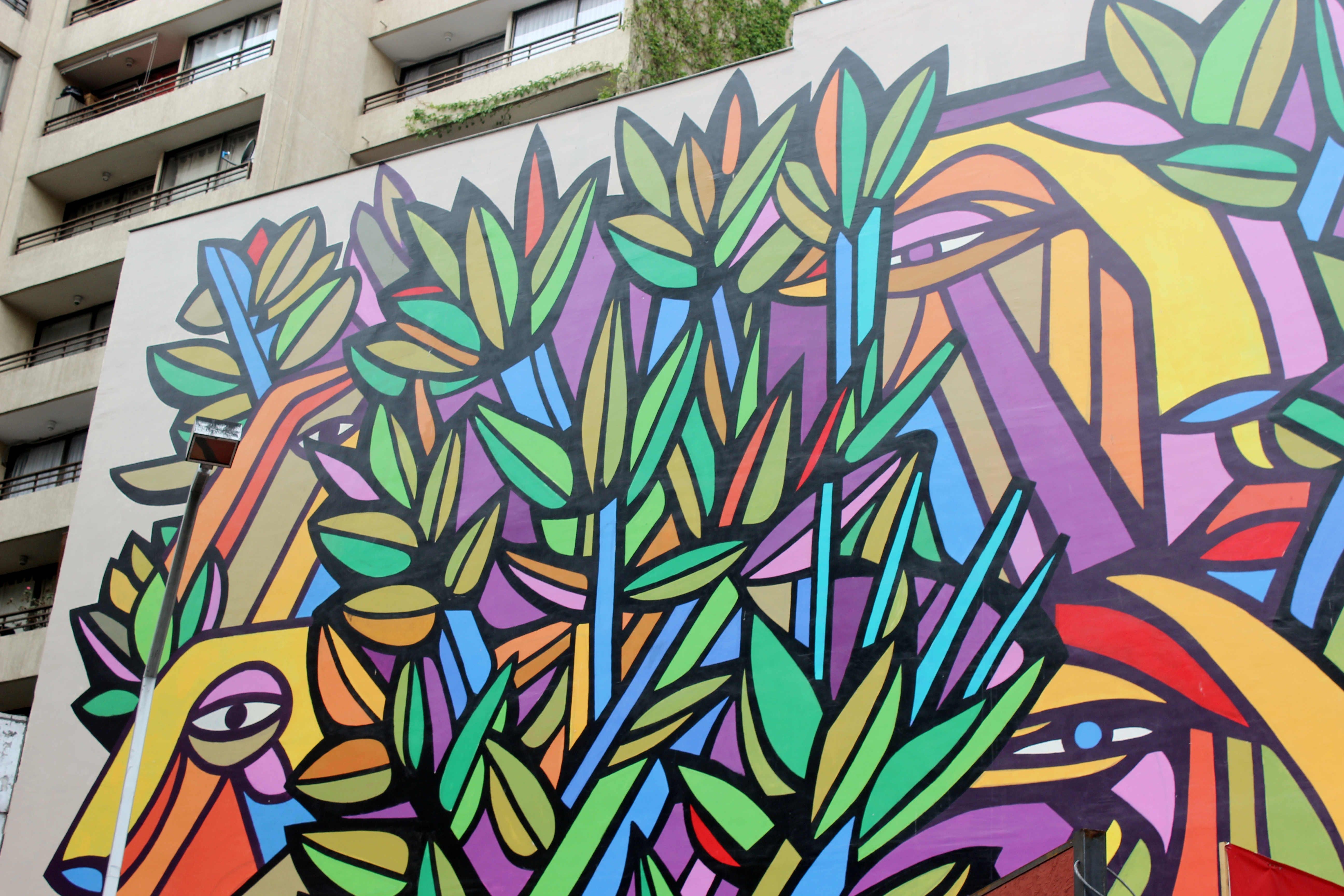
Tres Rostros Rodeados de Ramas (2018)
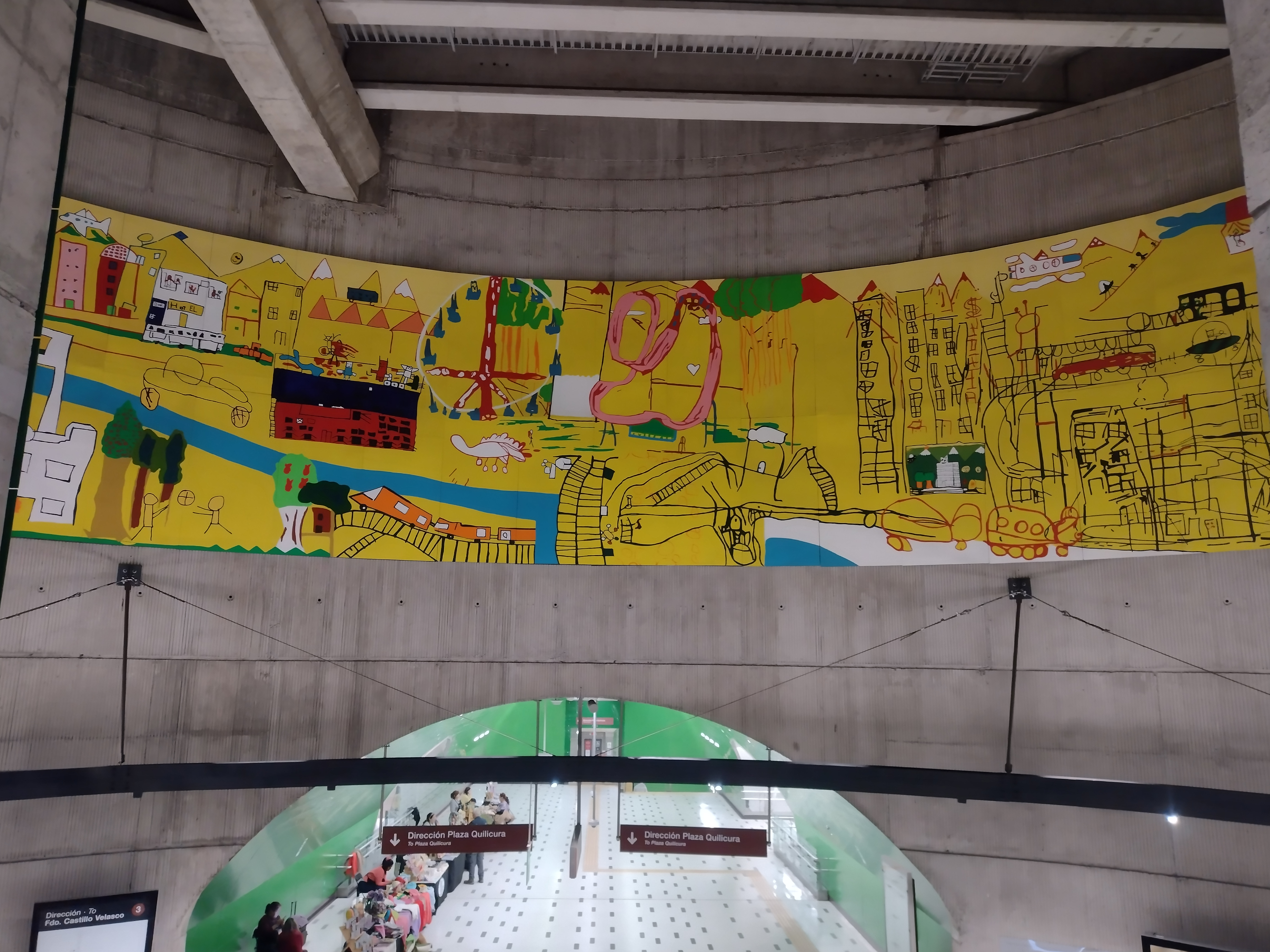
Apelo a una Ciudad Humanizada y no a Espacios Donde Deambulan Muchedumbres Solitarias (fragmento, 2019)
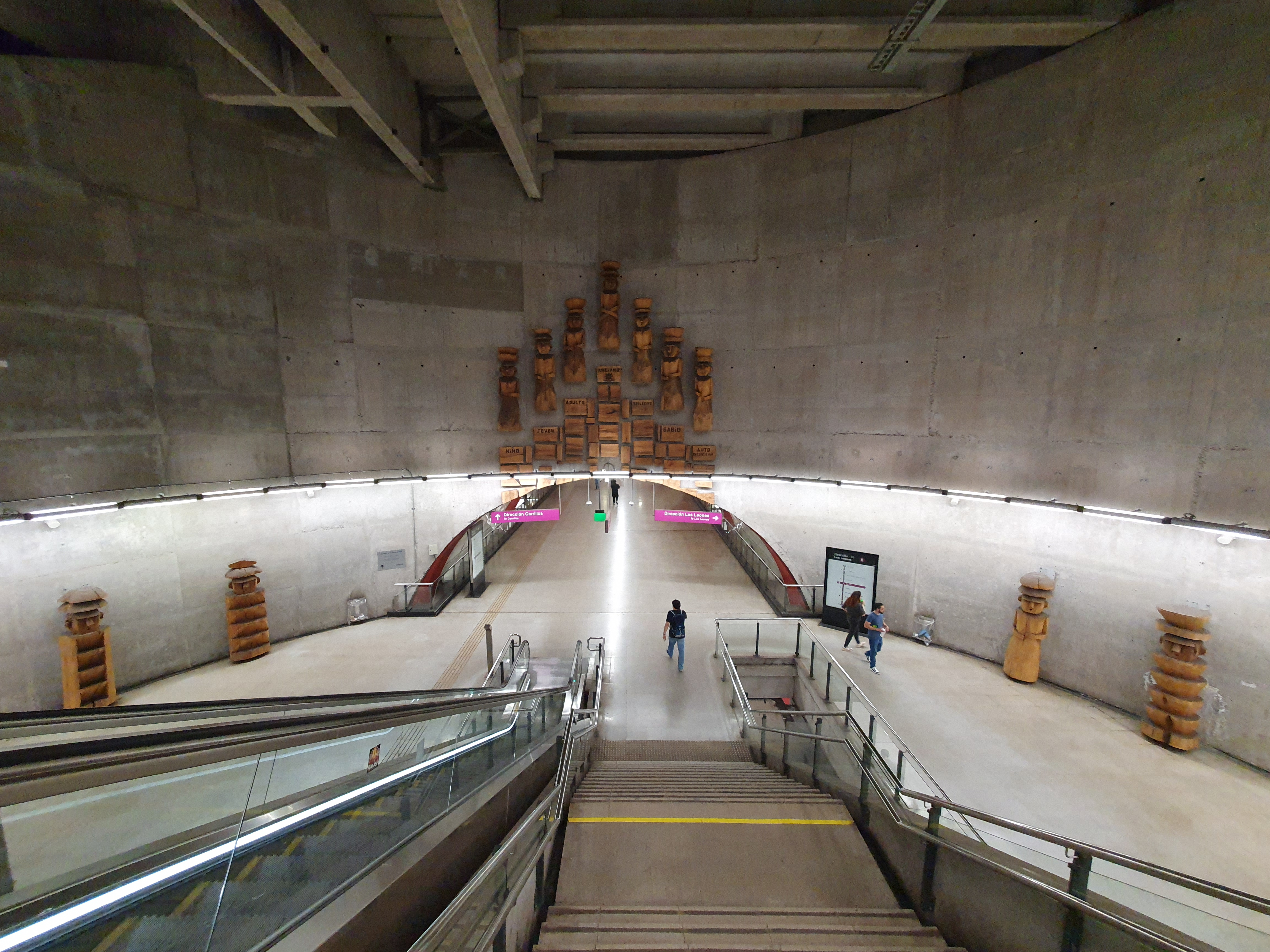
Los pasos de la vida por la tierra (2019)
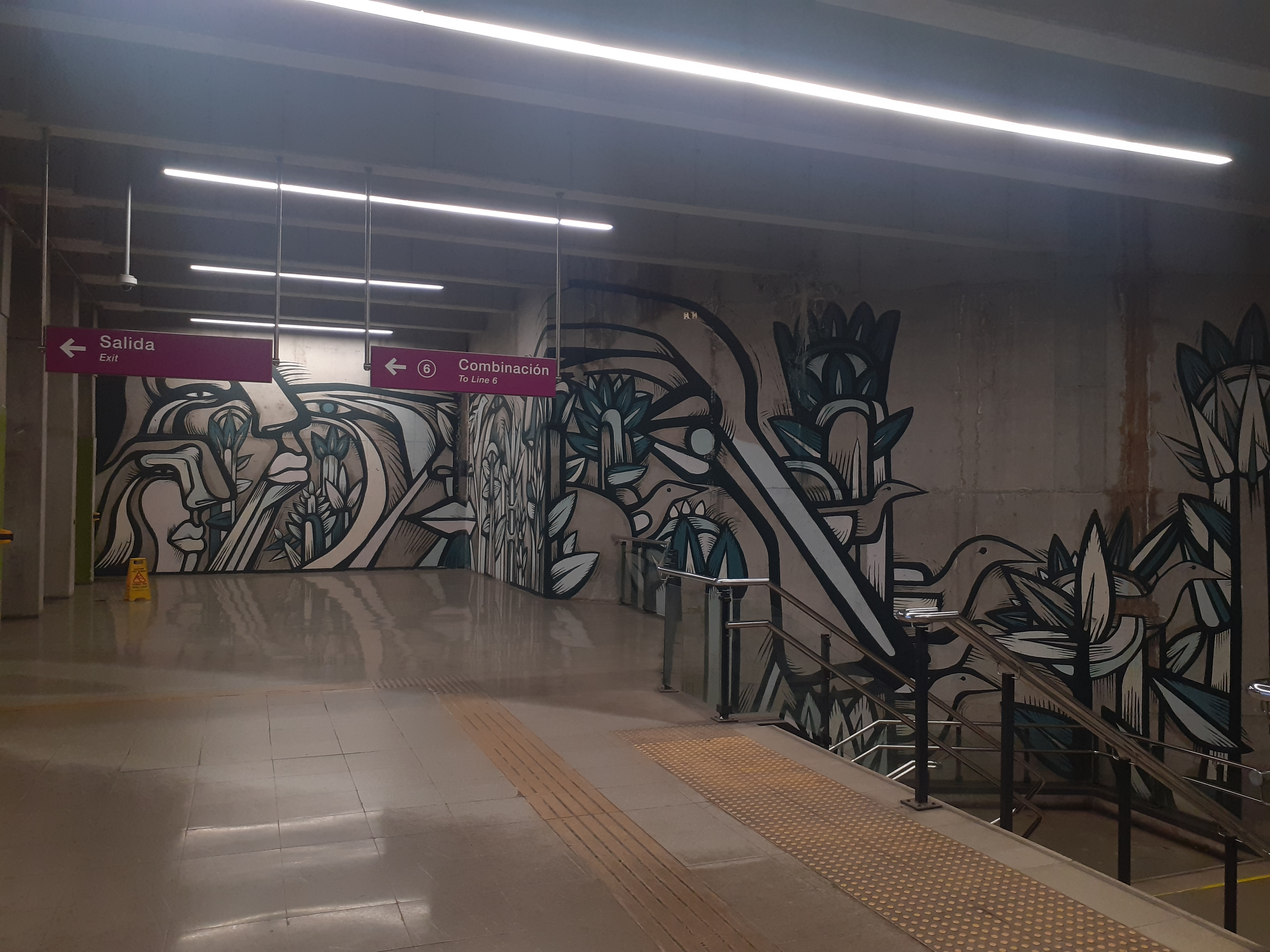
Paisajes comunes (fragmento, 2019)
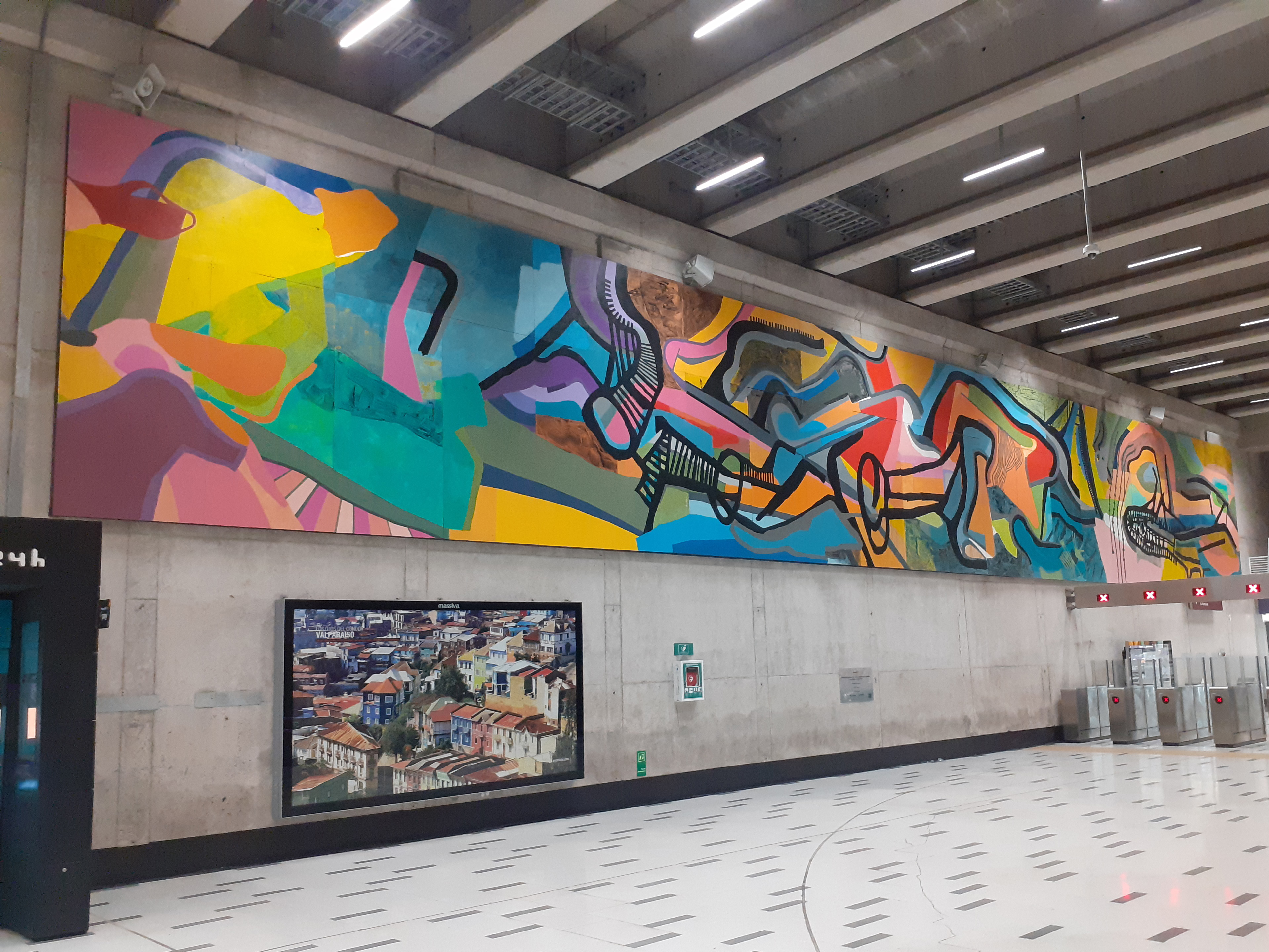
Poblados de recorrido o cómo ingresé a las ciudades amuralladas zumbando (2021)
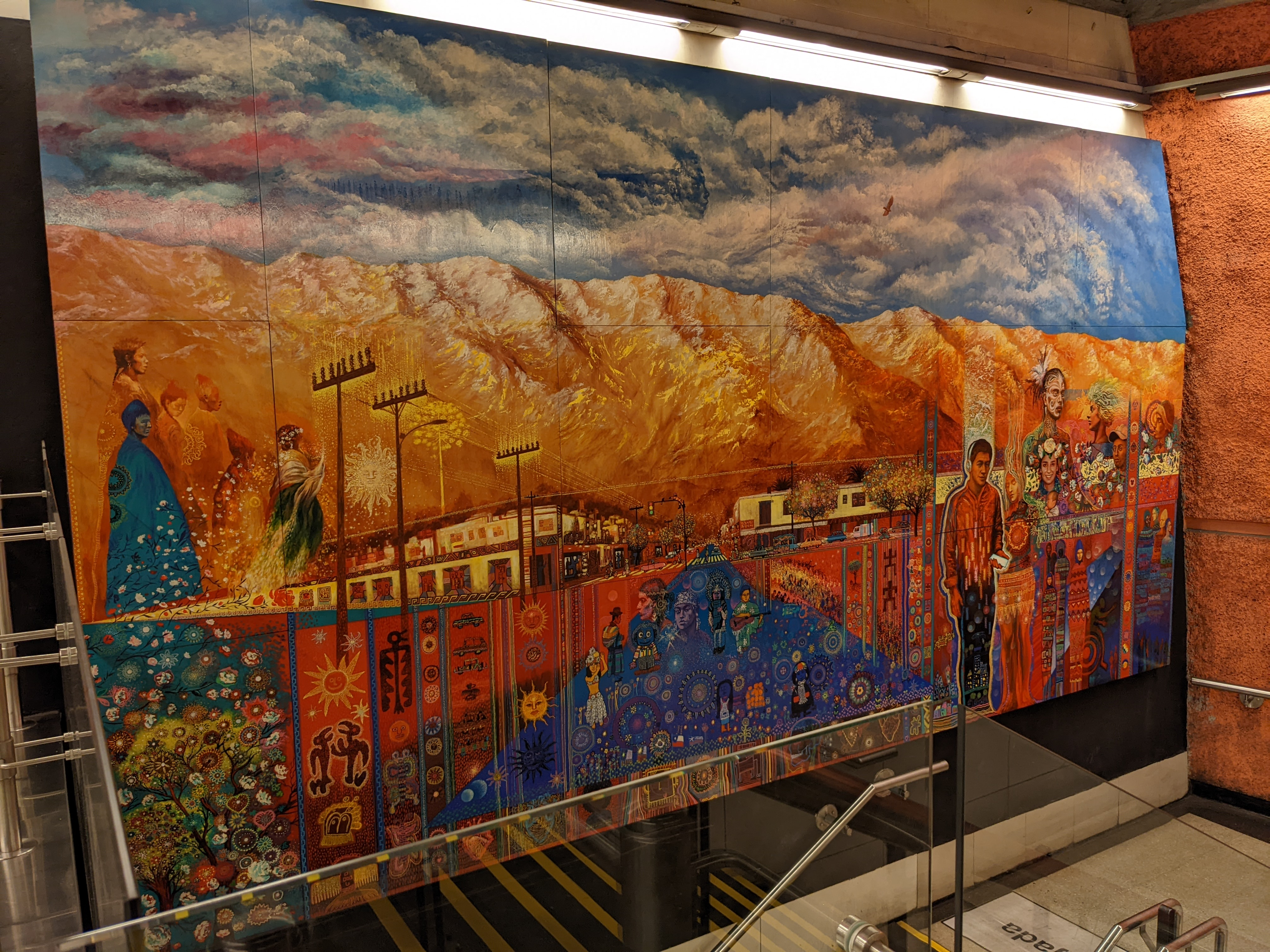
Somos diferentes, unidos en espíritu (2021)
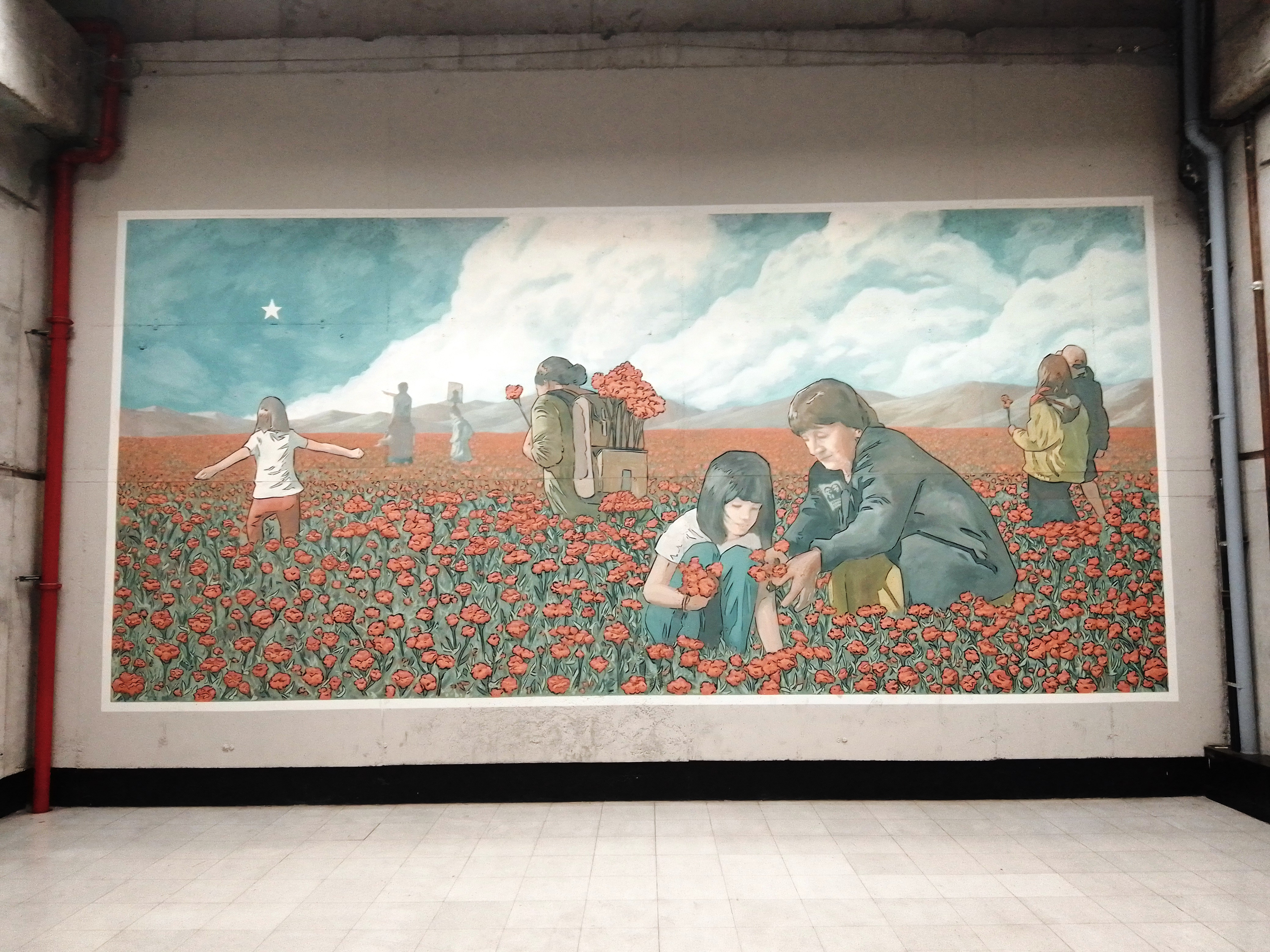
40 mil claveles y más, fuimos, somos y seremos (2022)
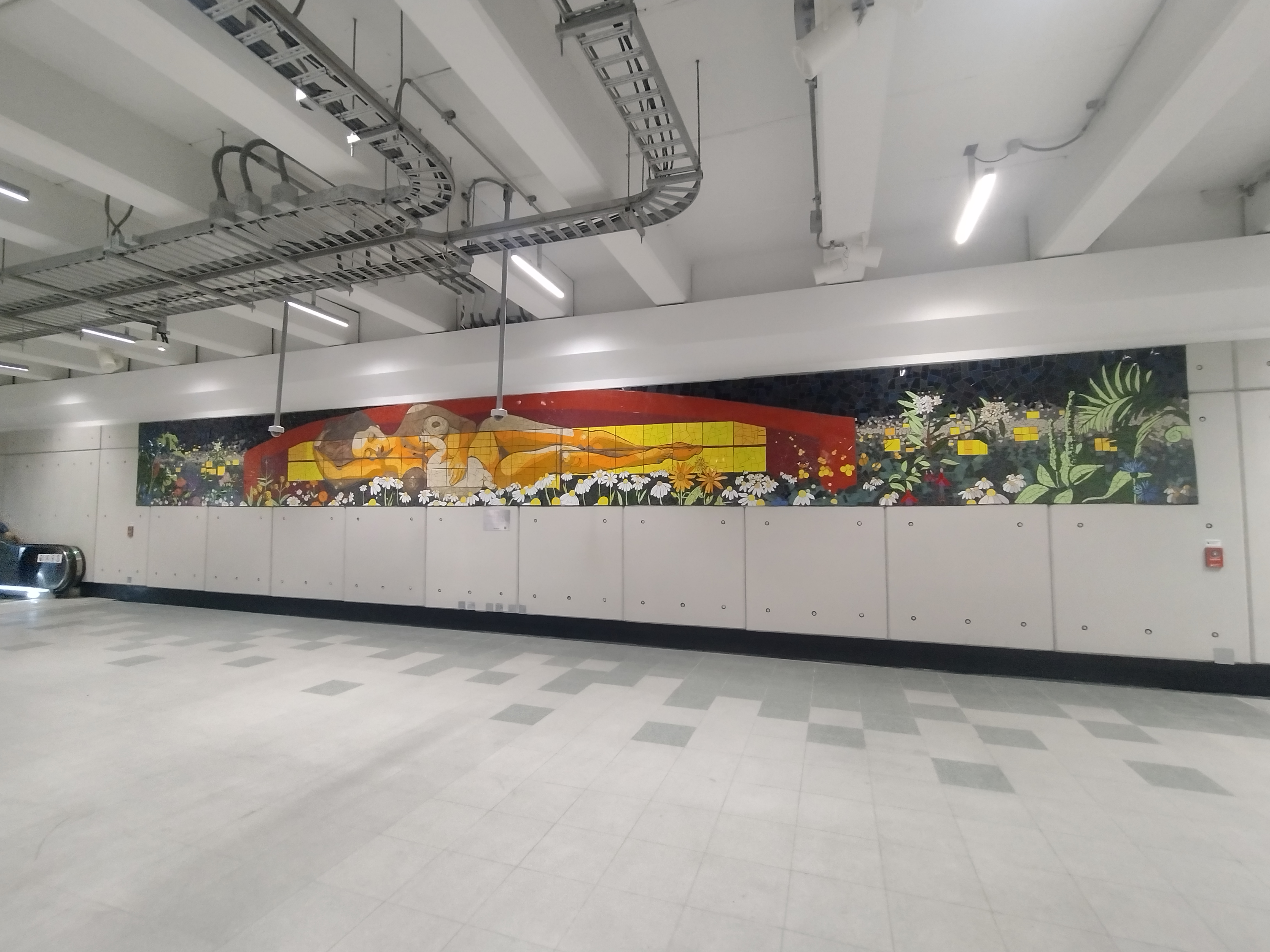
Amparo y cobijo (2023)
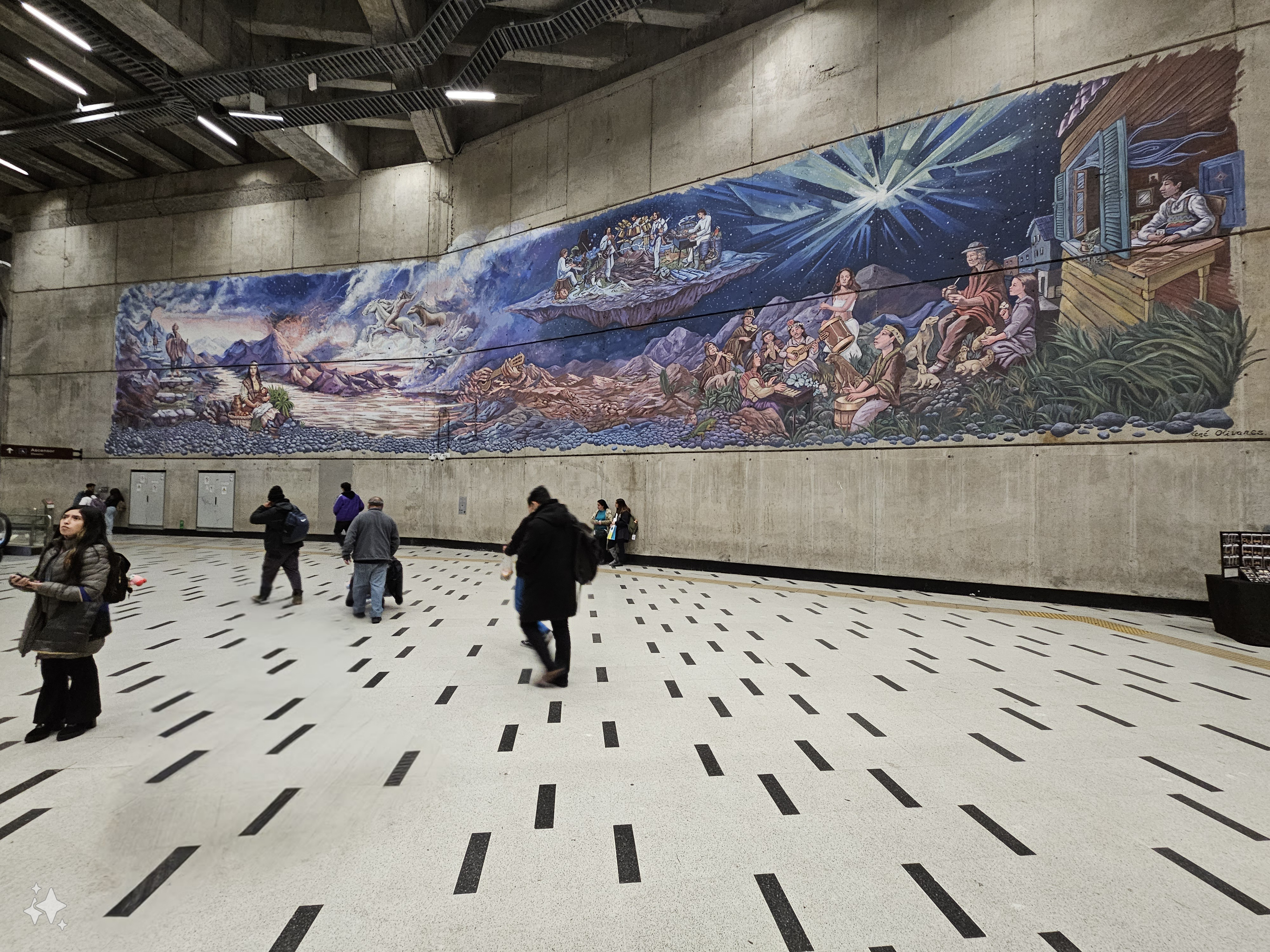
Mural histórico de Los Jaivas (2023)
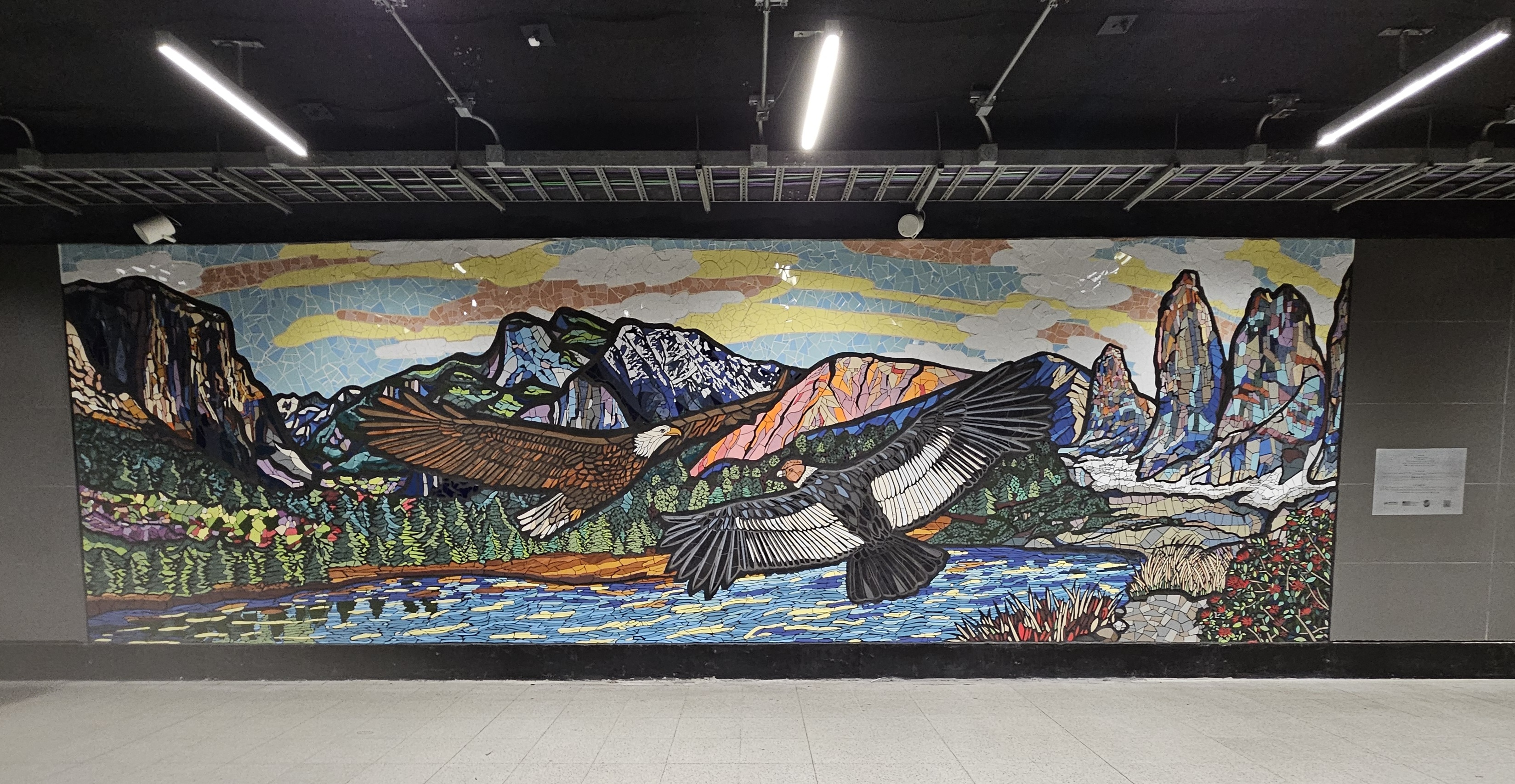
Alas de amistad (2024)

## Dioramas
Desde 1986, el artista Zerreitug ha contribuido con dioramas que retratan distintas escenas de la historia de Chile. Algunas de ellas, sin embargo, no tienen necesariamente relación con la historia del país, sino que representan a personajes que llevan el nombre de alguna estación, como se da en el caso de Hernando de Magallanes y Vespucio Norte por ejemplo.
A pesar de que las primeras obras de Zerreitug en las estaciones no fueron parte del proyecto de MetroArte, en el día de hoy todos sus trabajos son considerados parte del programa.
| Título                                                   | Estación               |
| -------------------------------------------------------- | ---------------------- |
| Inauguración del ferrocarril a Barrancas                 | San Pablo              |
| Pérgola de las Flores en Alameda                         | Universidad de Chile   |
| Estrecho de Magallanes                                   | Universidad de Chile   |
| Fundación de la Universidad de Chile                     | Universidad de Chile   |
| Fundación de Santiago                                    | Universidad de Chile   |
| El Santiaguillo                                          | Baquedano              |
| La Copiapó, El Primer Ferrocarril                        | Baquedano              |
| Paso de Los Andes                                        | Salvador               |
| Hernando de Magallanes                                   | Hernando de Magallanes |
| Iglesia de Los Dominicos                                 | Los Dominicos          |
| Navegando el Río de la Plata                             | Vespucio Norte         |
| Piedras Tacitas                                          | Cerro Blanco           |
| Construcción de Puente Cal y Canto                       | Puente Cal y Canto     |
| Estación de Trenes de San Bernardo                       | Hospital El Pino       |
| Diorama Plaza Quilicura                                  | Plaza Quilicura        |
| El Ejército Libertador                                   | Los Libertadores       |
| Camino del Inca                                          | Plaza Chacabuco        |
| Cruce de tranvías en Irarrázaval con Pedro de Valdivia   | Ñuñoa                  |
| Terminal de Tranvías Eléctricos Tobalaba con Providencia | Tobalaba               |
| Puerto de Palos 1492                                     | Cristóbal Colón        |
| Terminal Línea 3 Ñuñoa del Ferrocarril Urbano            | Príncipe de Gales      |
| Estación de Ferrocarriles de Puente Alto 1928            | Plaza de Puente Alto   |
| Abrazo de Maipú                                          | Plaza de Maipú         |
| La Fiesta de Cuasimodo                                   | Pudahuel               |
| Matadero Franklin                                        | Franklin               |
| Cultura Llo Lleo                                         | Los Leones             |

### Galería

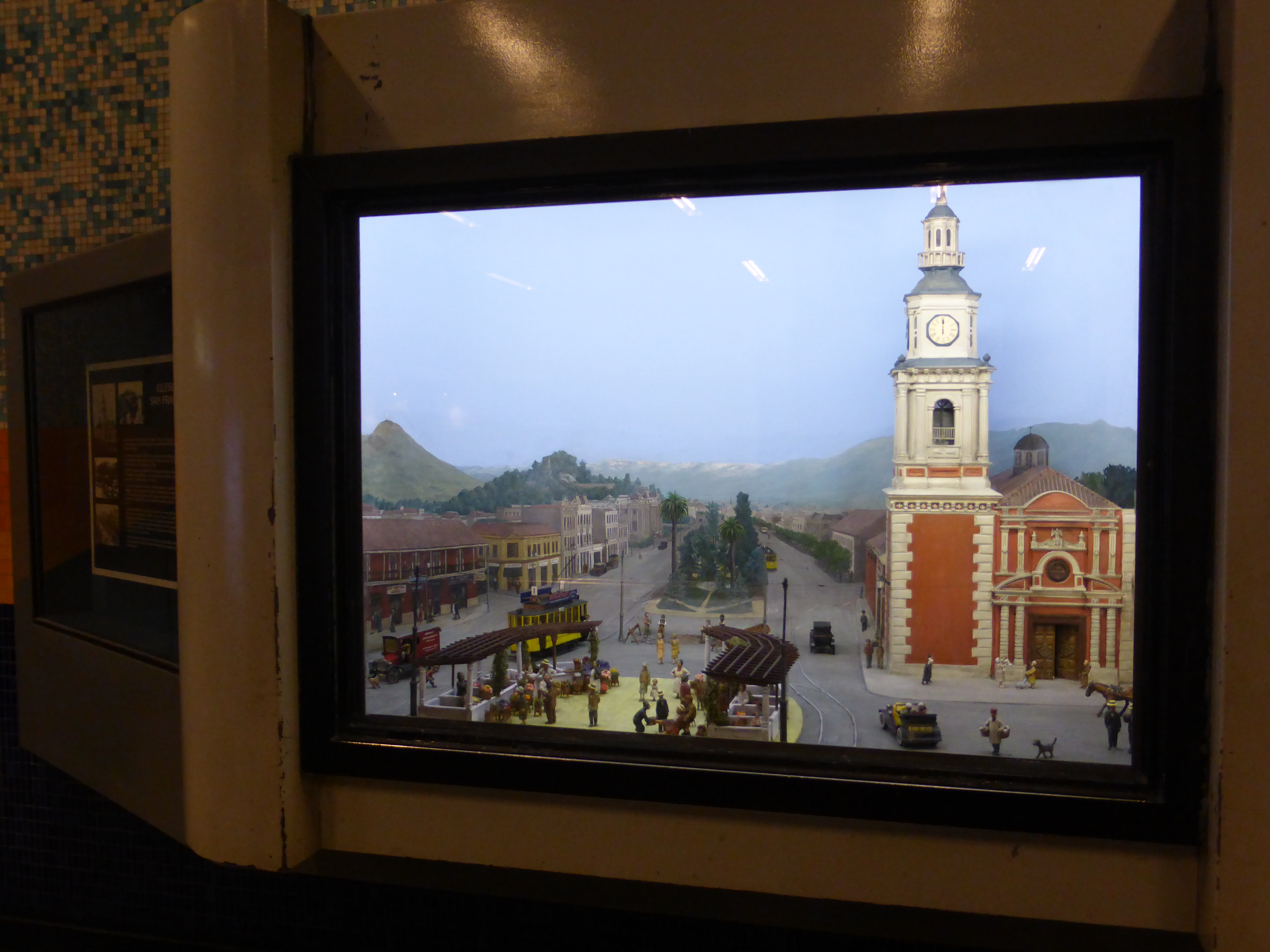
Pérgola de las Flores en Alameda (Universidad de Chile)
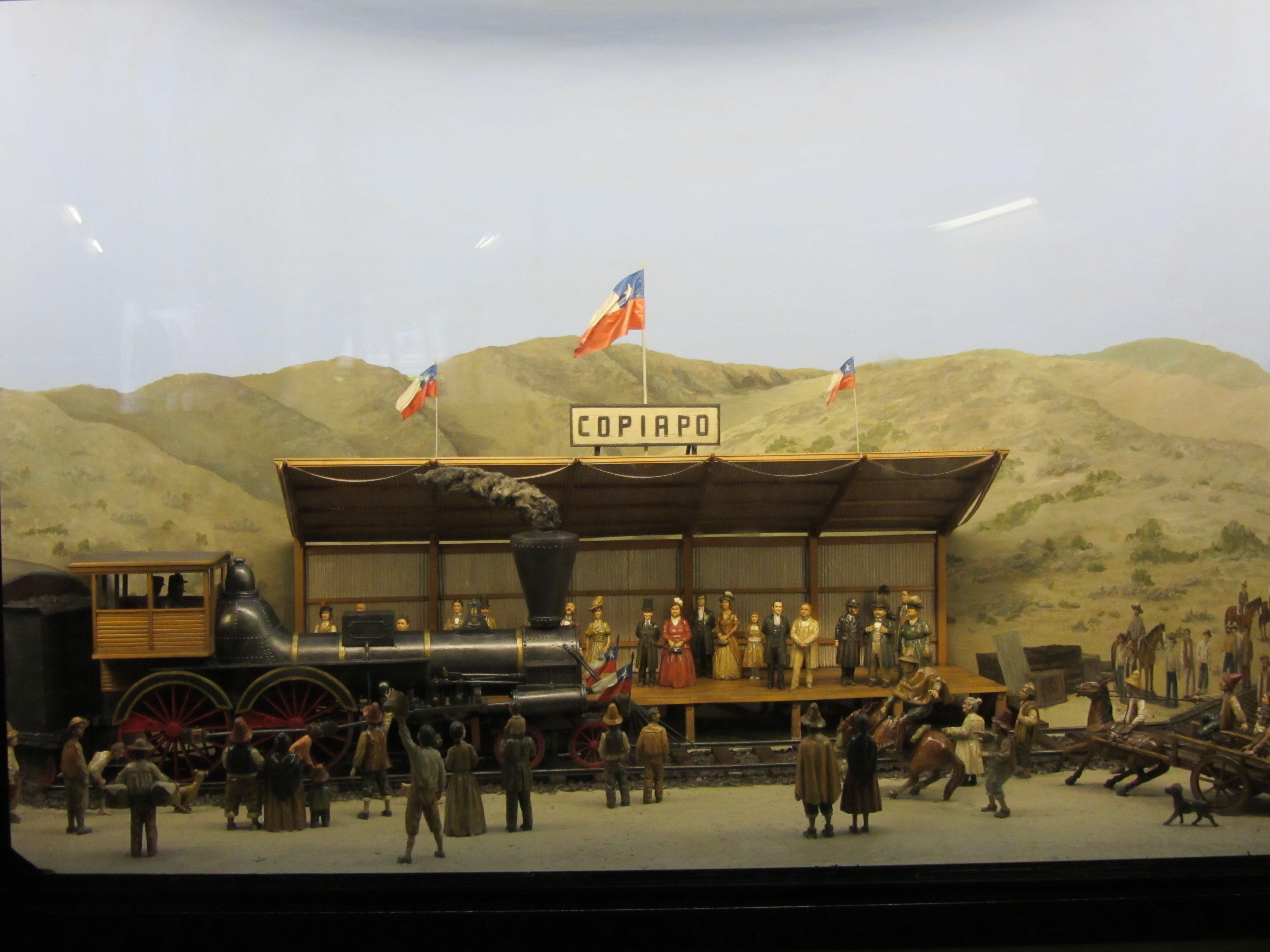
La Copiapó, el Primer Ferrocarril (Baquedano)
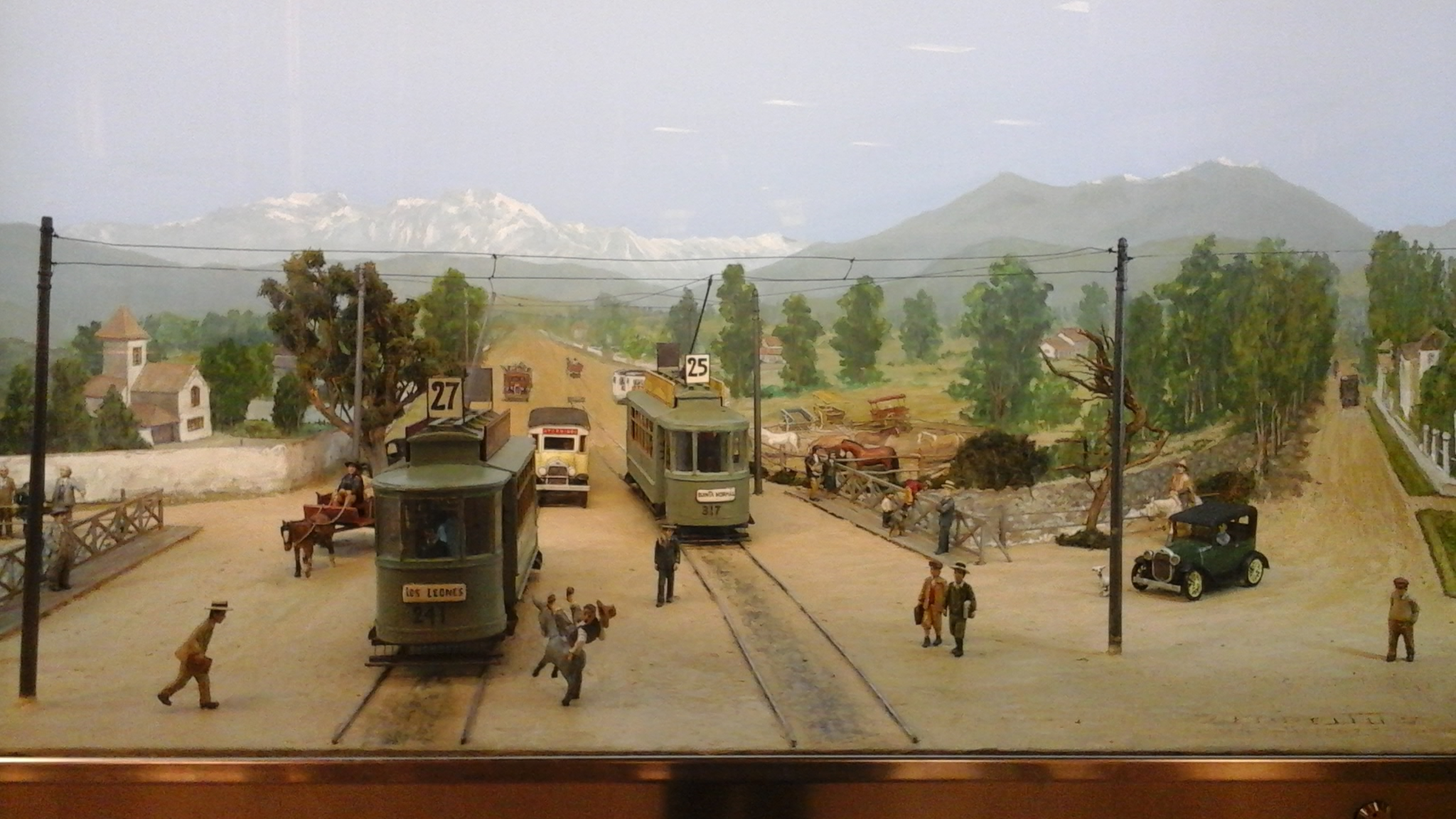
Terminal de Tranvías Eléctricos Tobalaba con Providencia (Tobalaba)
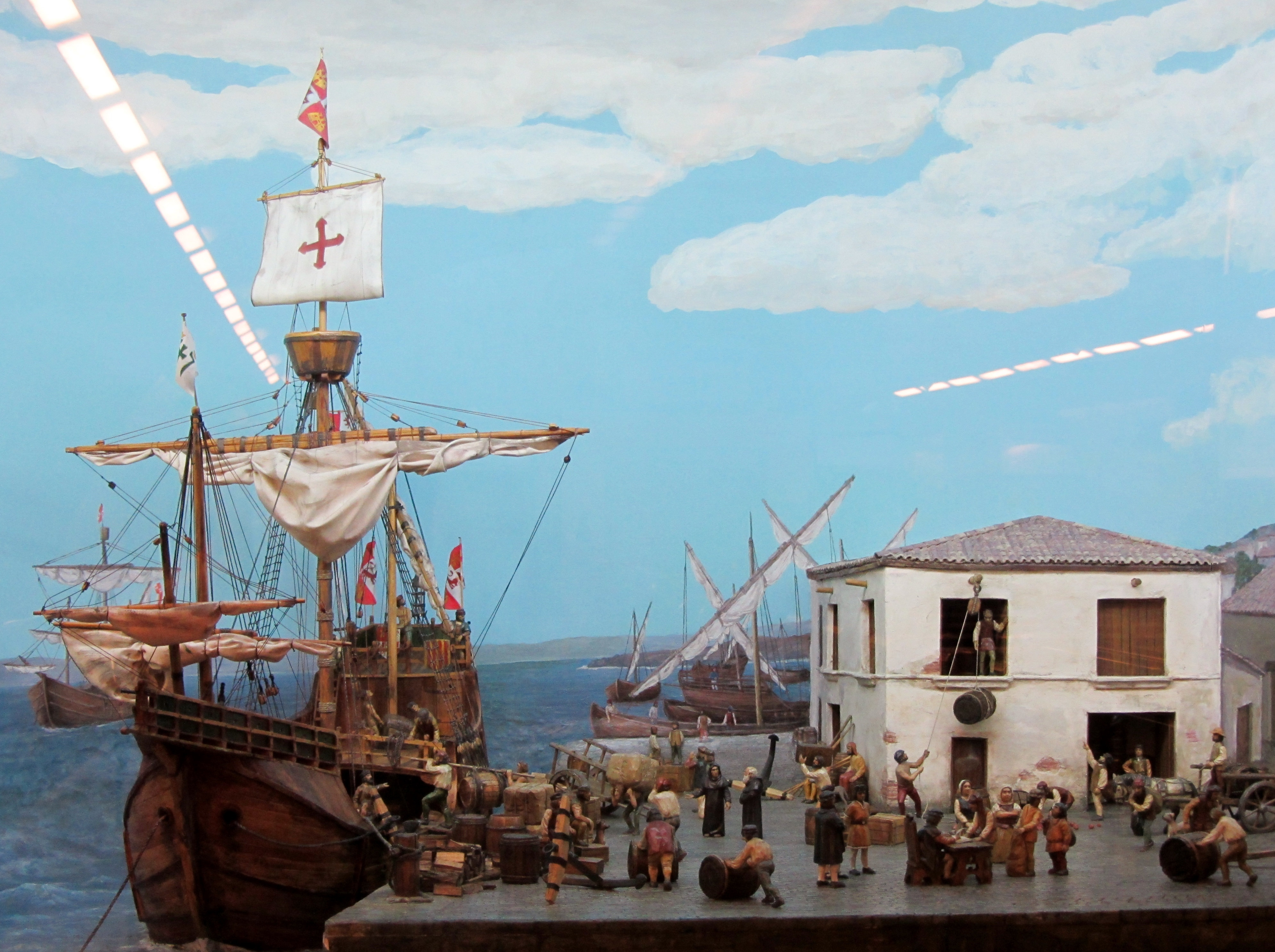
Puerto de Palos 1492 (Cristóbal Colón)
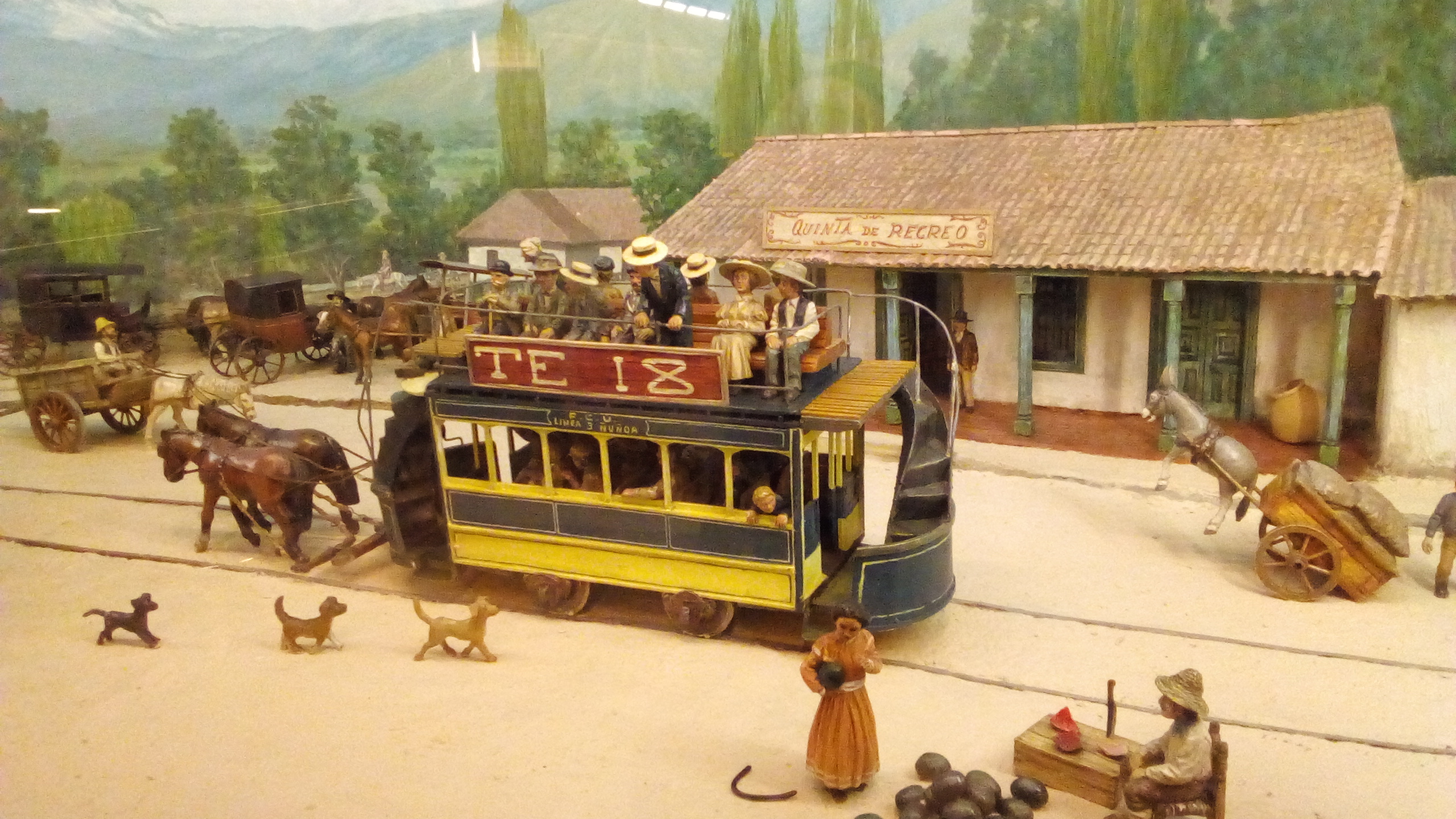
Terminal Línea 3 Ñuñoa del Ferrocarril Urbano (Príncipe de Gales)
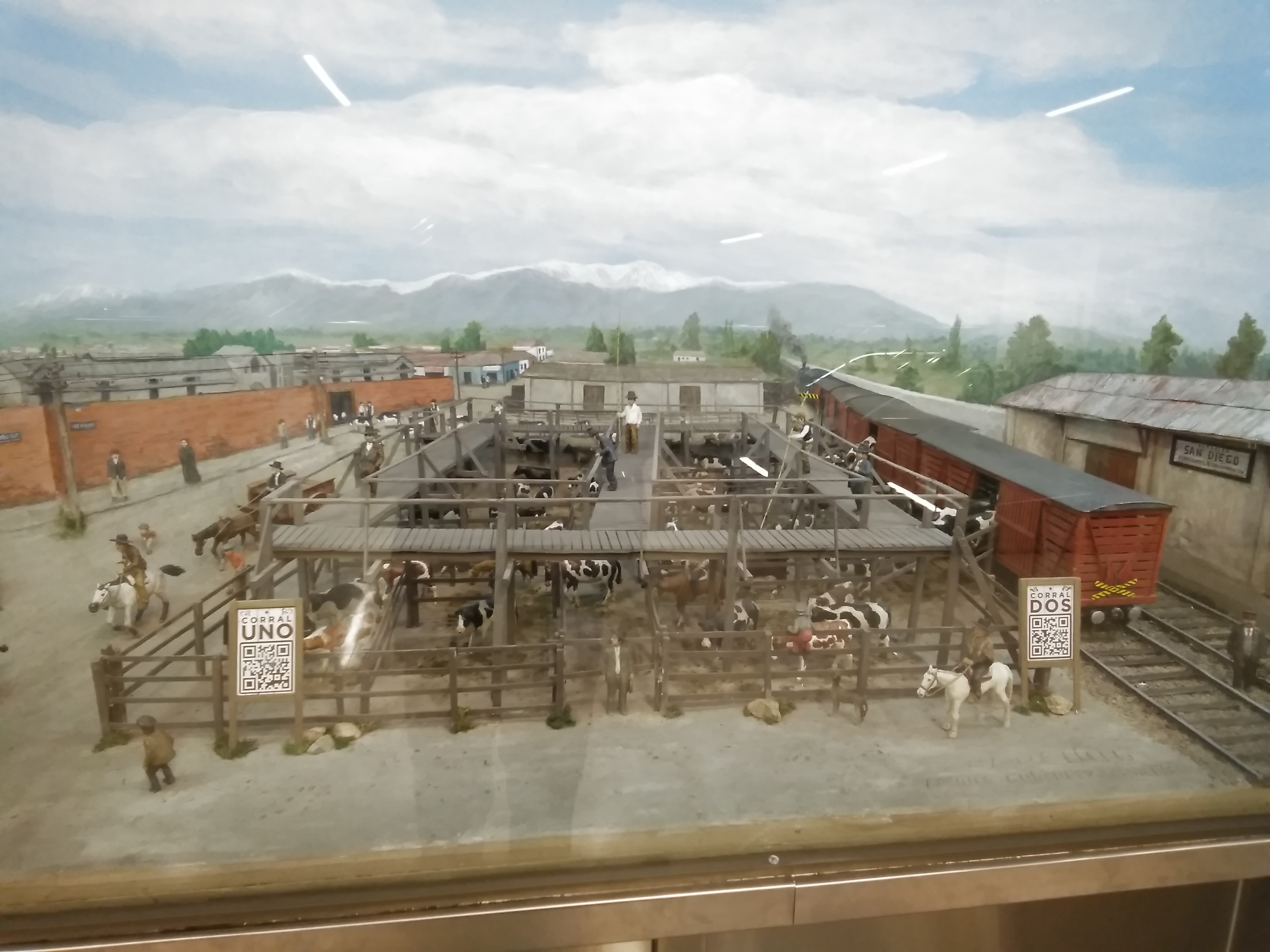
Matadero Franklin (Franklin)
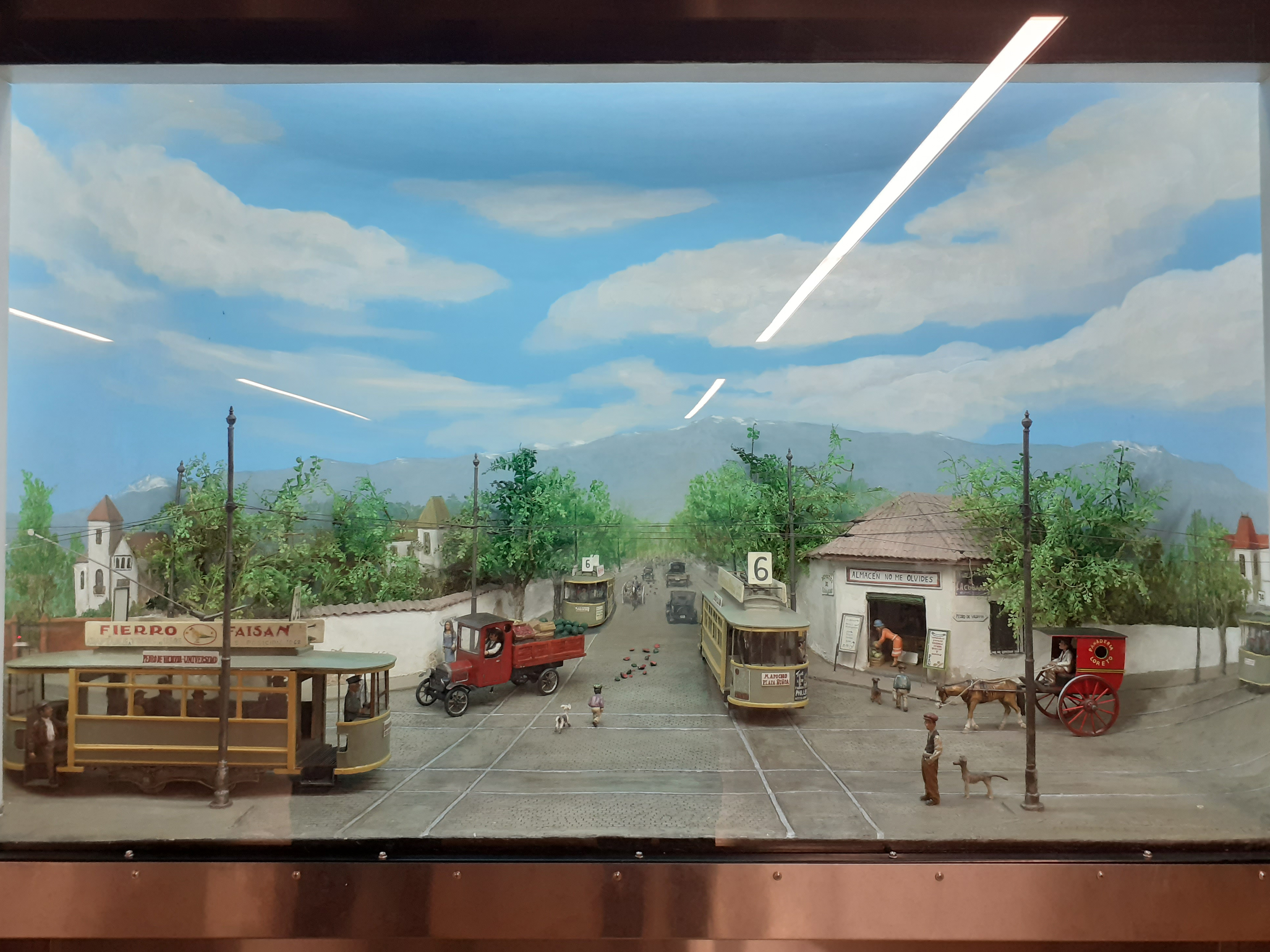
Cruce de tranvías en Irarrázaval con Pedro de Valdivia (Ñuñoa)
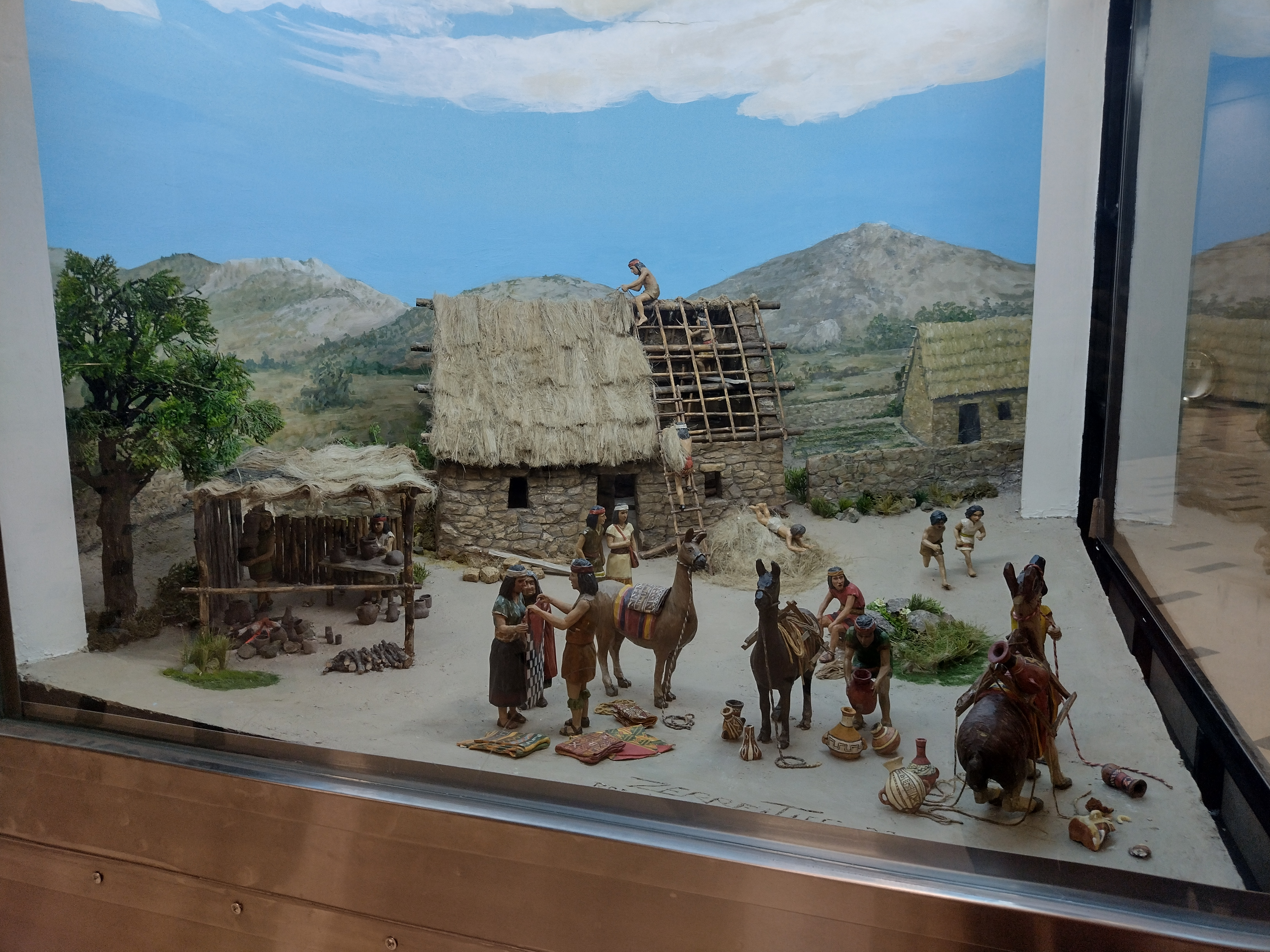
Diorama en Plaza Quilicura
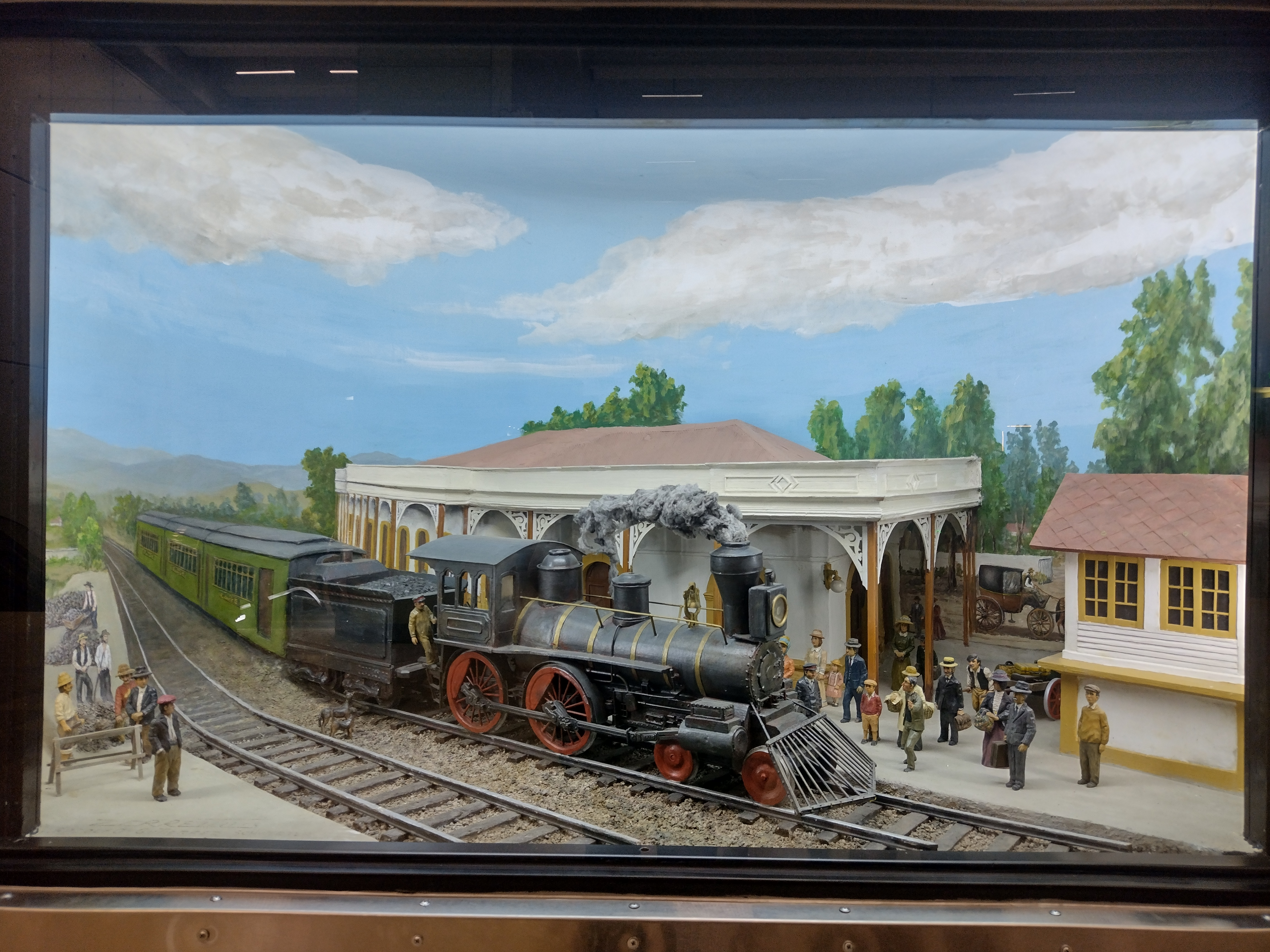
Estación de Trenes de San Bernardo (Hospital El Pino)

## Suizspacio
De forma exclusiva en la estación Ñuñoa, se encuentra una galería permanente denominada Suizspacio. Se trata de un lugar considerado como de intercambio cultural entre Chile y Suiza, al contar con exhibiciones relacionadas con el país europeo. De hecho, se eligió esta estación debido a que en las cercanías de la estación se encuentran dos edificios relevantes con la comunidad suiza en el país: el Club Suizo y el Colegio Suizo de Santiago, los cuales fueron inauguradas durante las primeras décadas del siglo XX.
Es una iniciativa que fue iniciada por la embajada helvética en Chile en colaboración con el Metro de Santiago y fue inaugurada en septiembre de 2019 en su primera etapa hasta culminar con la inauguración de la galería misma el 4 de junio de 2021 con su primera exposición.
| Título                                                      | Autor(es) / Organizador(es) | Fechas                                            |
| ----------------------------------------------------------- | --- | ------------------------------------------------- |
| El Pasado Presente                                          | Roberto Montandón | 4 de junio de 2021 - 31 de agosto de 2021         |
| Magallanes y las Geografías de lo (Des)conocido             | Dominik Zietlow y Séverin Guelpa Rodolfo Andaur (curador)                                                                                    | 7 de septiembre de 2021 - 13 de noviembre de 2021 |
| ¿Puede la Tech Salvar al Mundo?                             | SwissTech | 27 de enero de 2022 - 18 de mayo de 2022          |
| Paul Klee - Forma y Color                                   | Estudiantes del Colegio Suizo de Santiago | 19 de mayo de 2022 - 7 de junio de 2022           |
| Alpes                                                       | Matthieu Gafsou | 8 de junio de 2022 - 20 de julio de 2022          |
| Paisajes Poéticos de Chile                                  | Diseñadores de la Escuela Cantonal de Arte de Lausana                                                                                        | Desde el 21 de julio de 2022                      |
| Confluencias, ¿qué pasa con el agua?                        | Gaspar Abrilot, Mauricio Lacrampette, Denise Lira Ratinoff, Macarena Ruiz-Tagle, Guy Wenborne y Marcos Zegers                                | 7 de septiembre de 2023 - 15 de noviembre de 2023 |
| 75 años de la Declaración Universal de los Derechos Humanos | Instituto Nacional de Derechos Humanos | 13 de diciembre de 2023 - 3 de enero de 2024      |
| Diálogos de humanidad                                       | Agencia Suiza para Desarrollo y Cooperación, Photo Elysée, Comité Internacional de la Cruz Roja y Museo de la Memoria y los Derechos Humanos | 13 de agosto de 2024 - actualidad                 |

### Galería

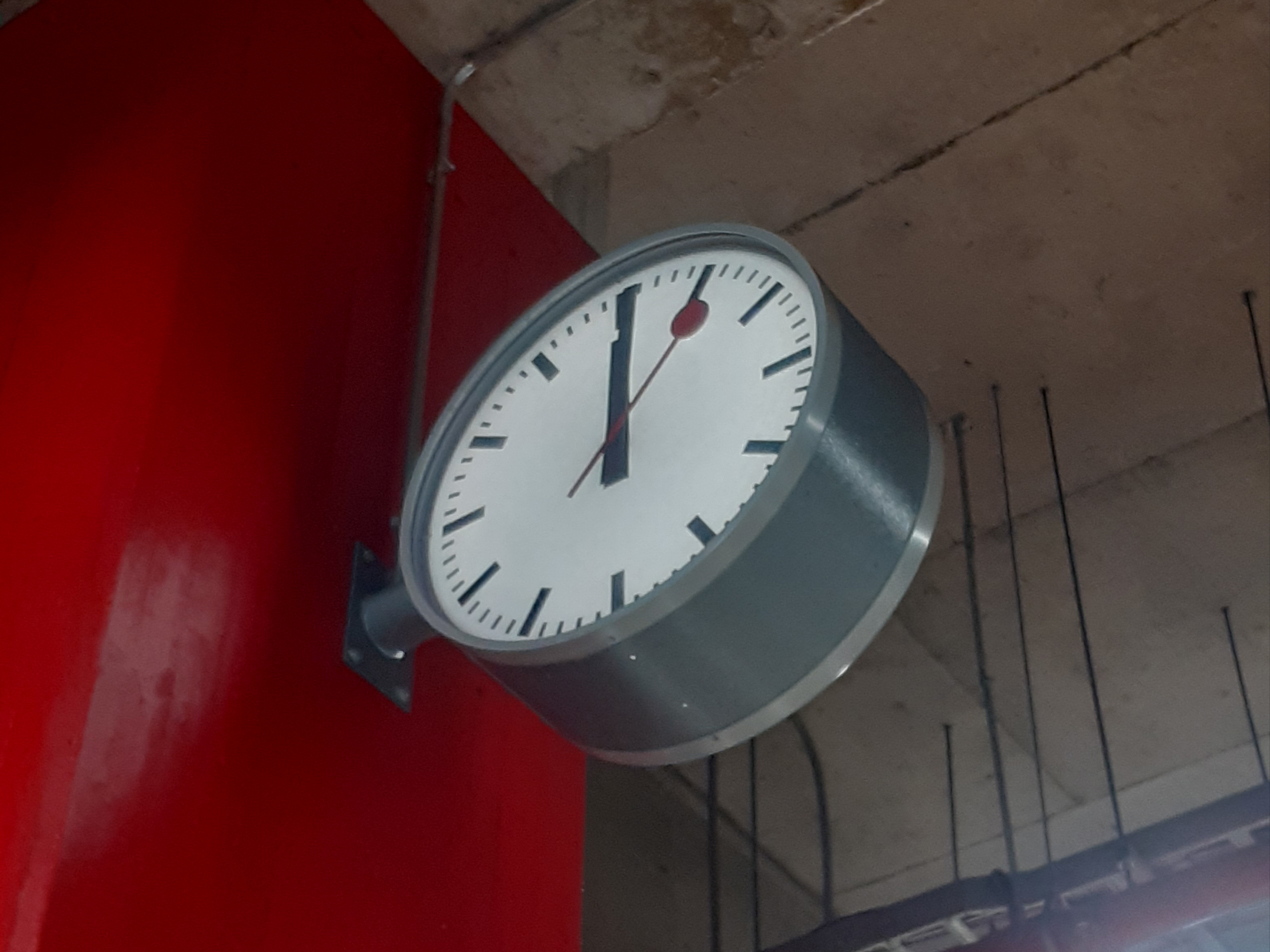
Uno de los relojes suizos instalados en la estación.
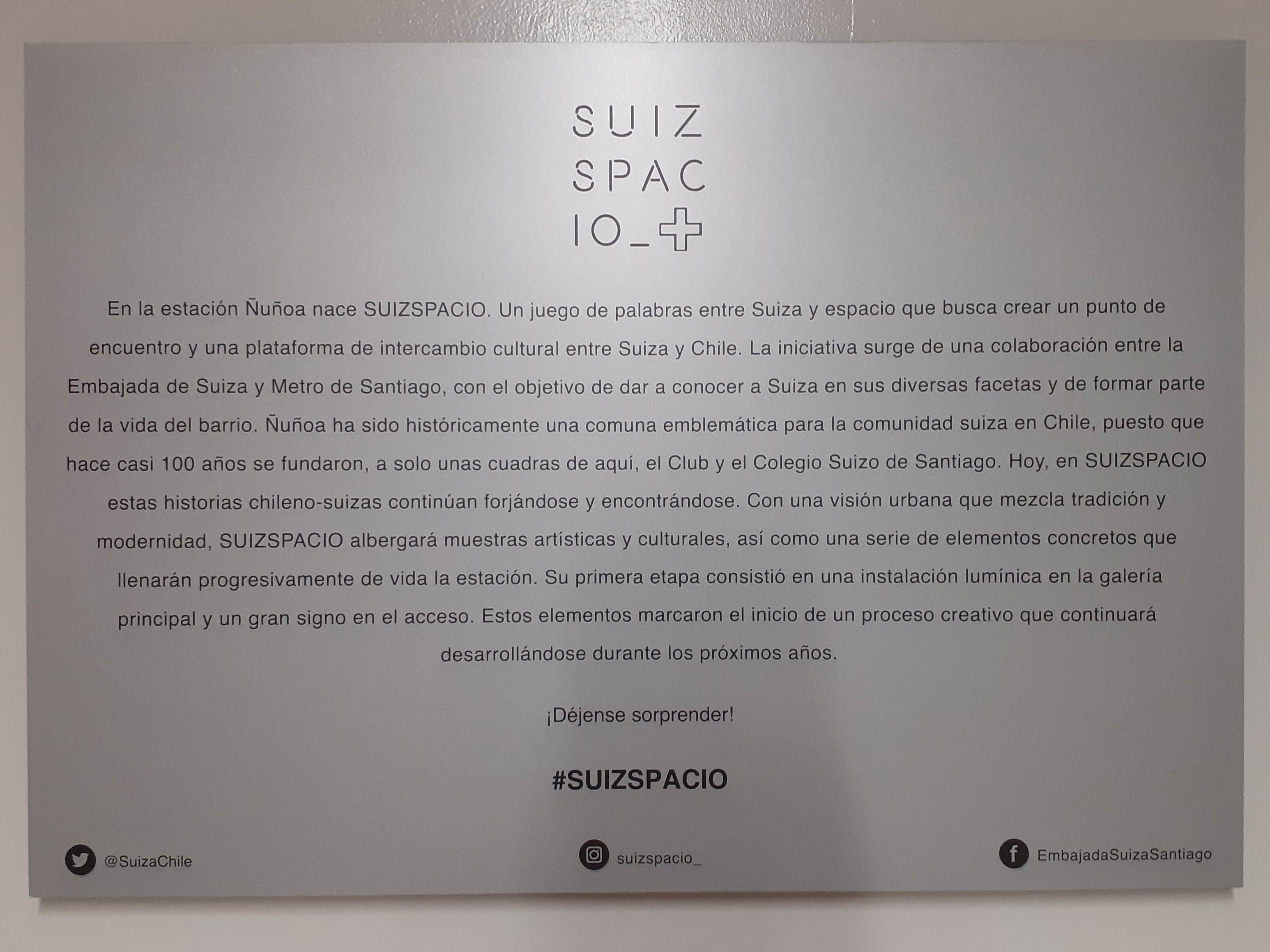
Placa conmemorativa instalada en la estación.
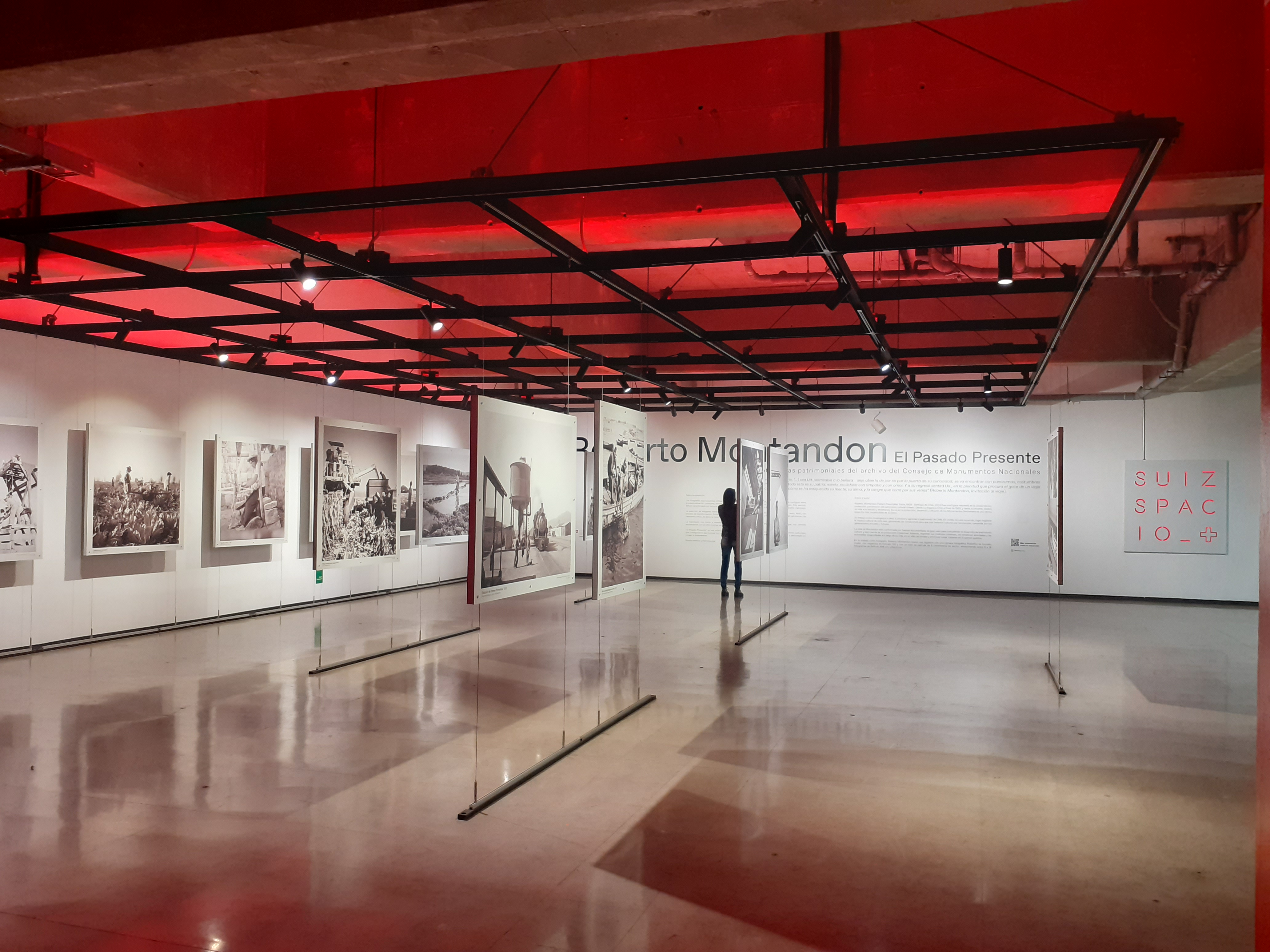
Parte de la exposición El Pasado Presente.
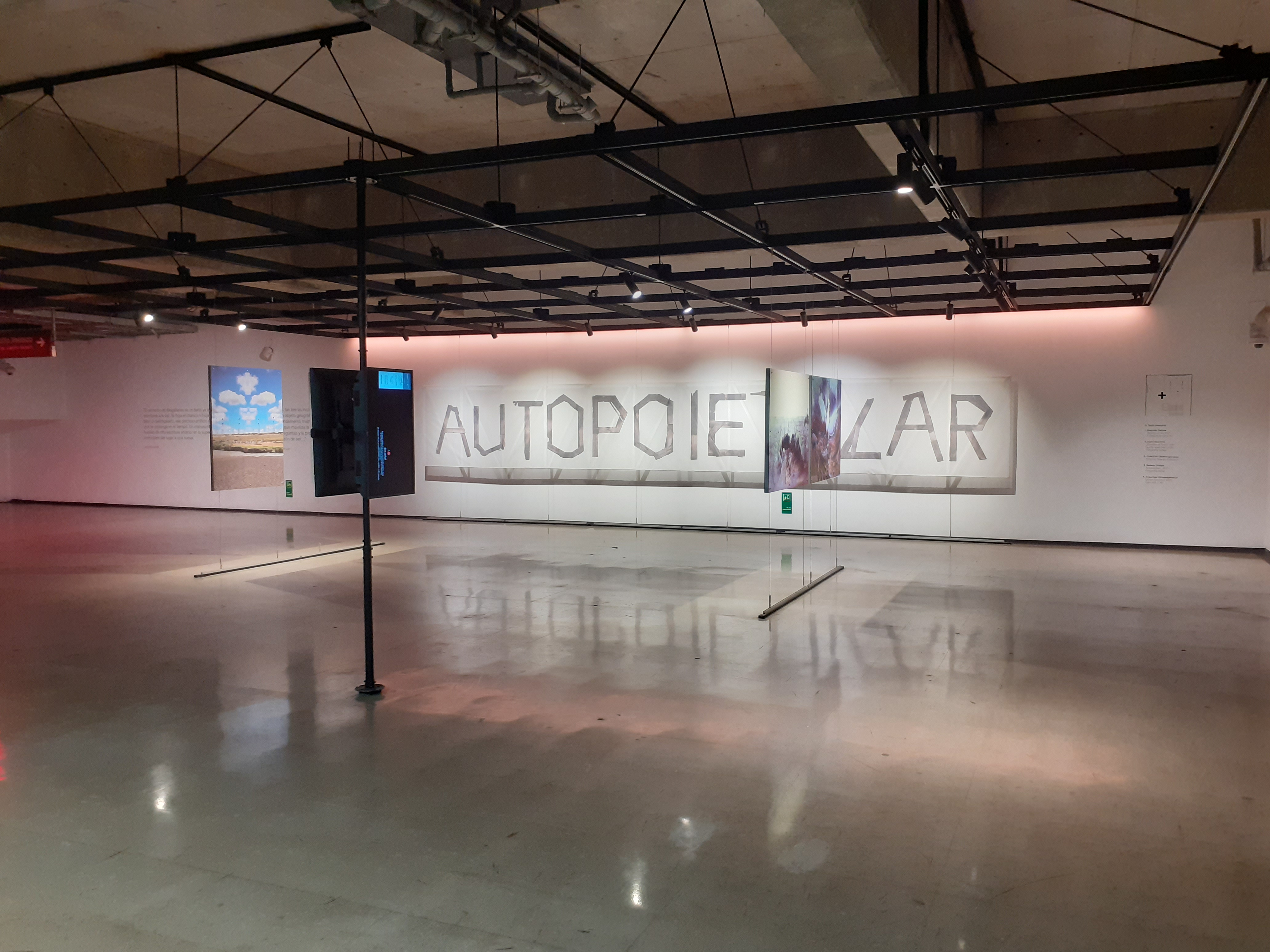
Parte de la exposición Magallanes y las Geografías de lo (Des)conocido.